# Jésus-Christ dans l'art

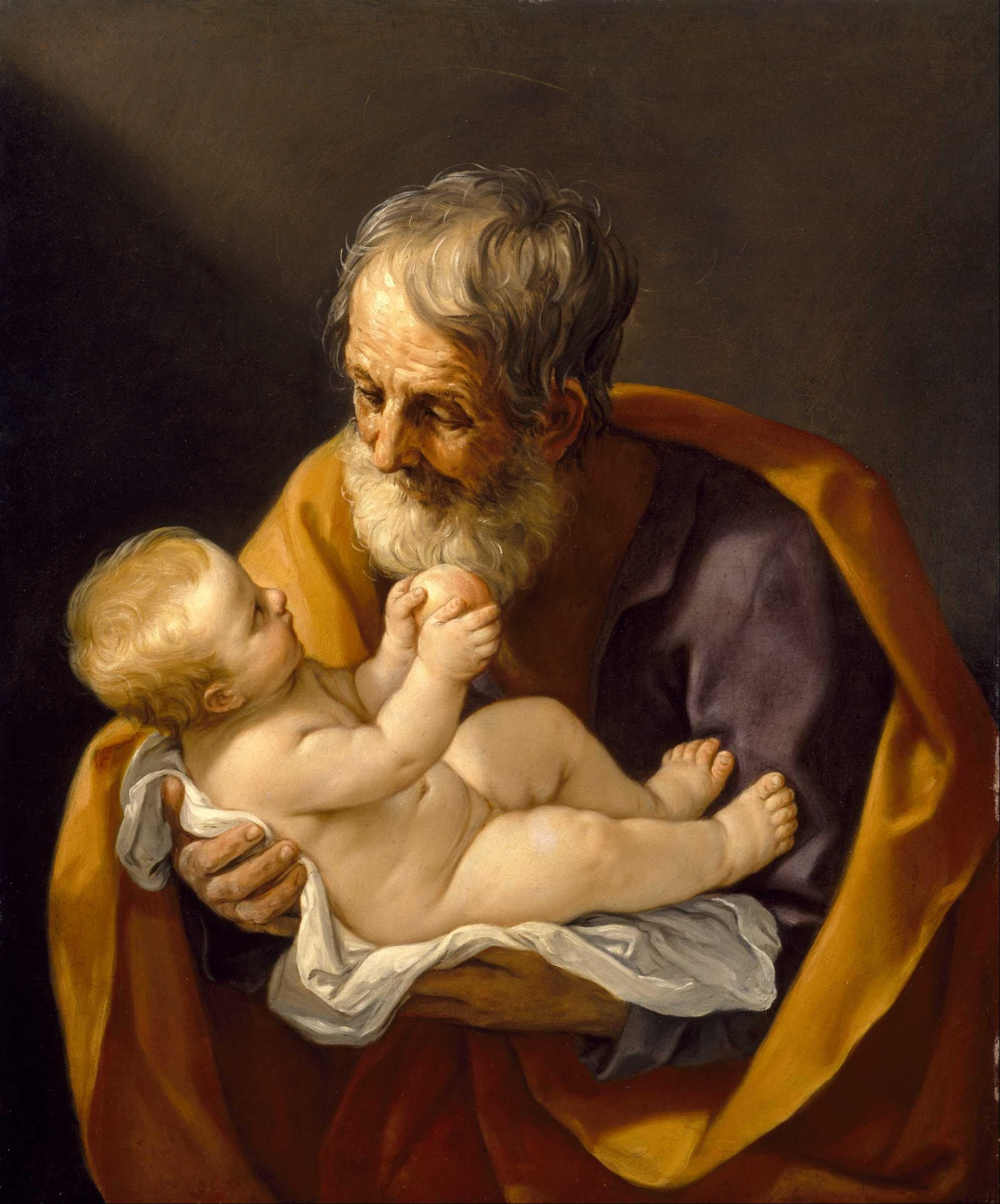
Dans les bras de Joseph, Guido Reni (1635).

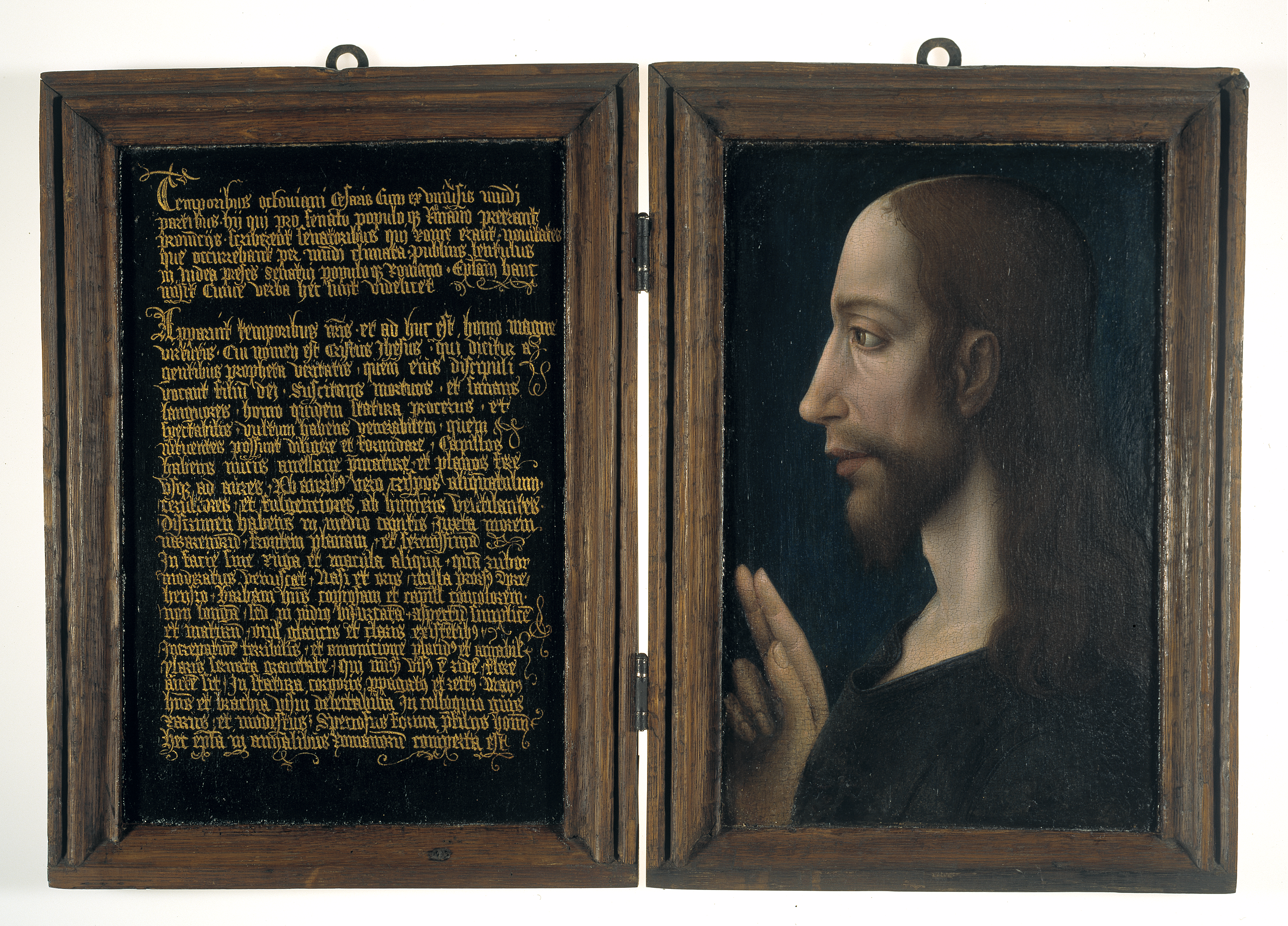
Diptyque avec la Lettre de Lentulus, description littéraire la plus célèbre de la personne du Christ (musée du couvent Sainte-Catherine à Utrecht, vers 1500).

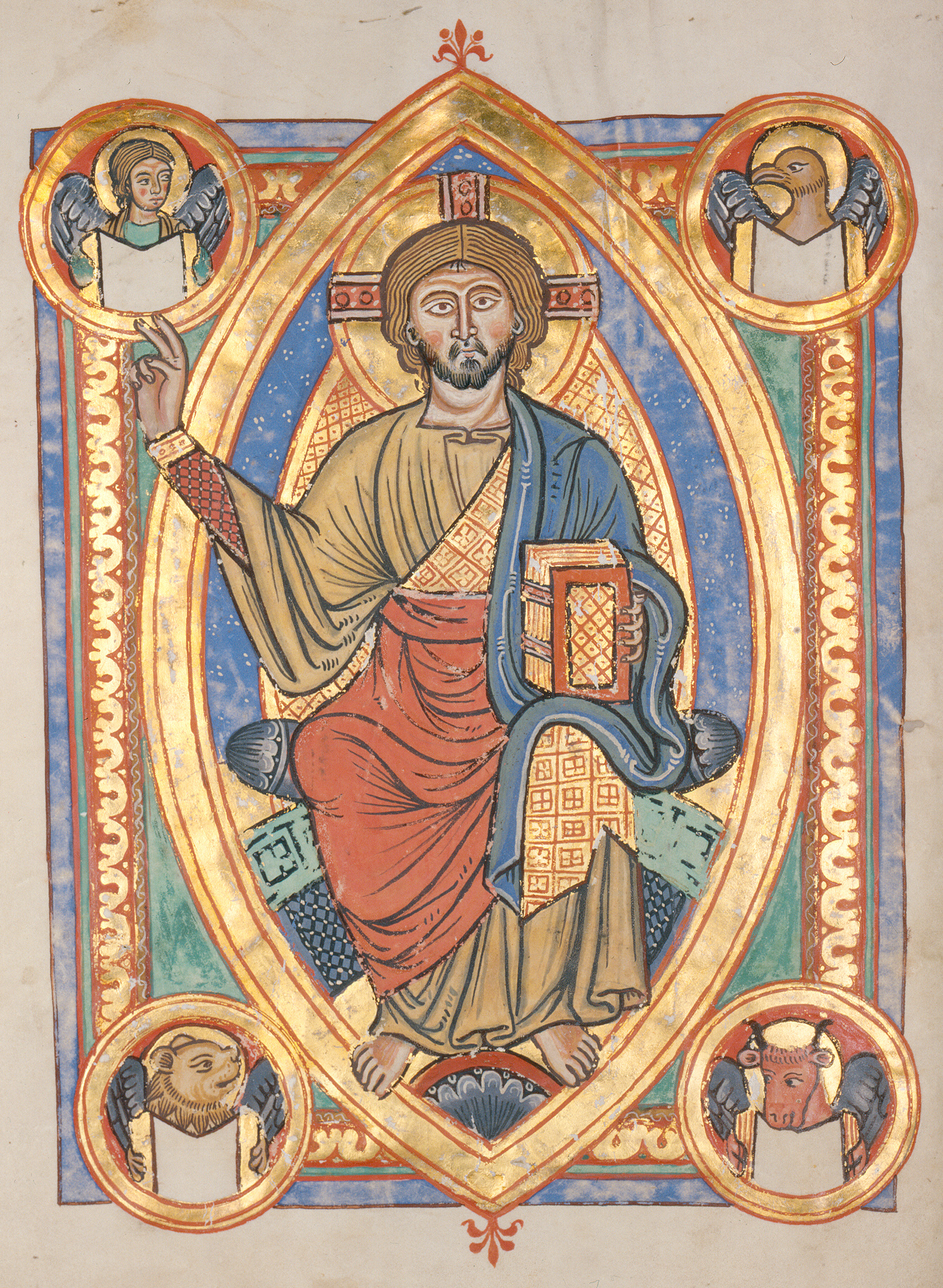
Représentation de Jésus-Christ dans un manuscrit médiéval, le Codex Bruchsal datant des années 1220, conservé à Karlsruhe (Allemagne).

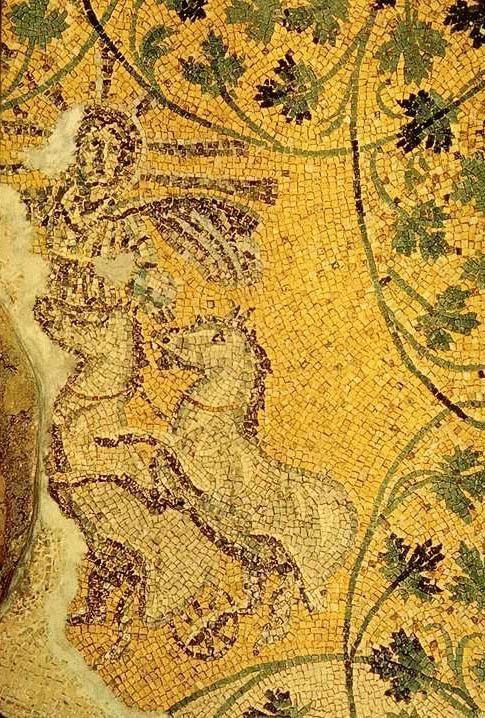
Christ imberbe, cheveux courts, figuré avec les attributs de Sol Invictus : la tête radiée, triomphant sur son char tiré par des chevaux se cabrant. Mausolée des Julii, mosaïque de pavement de la nécropole du Vatican, apr. J.-C.

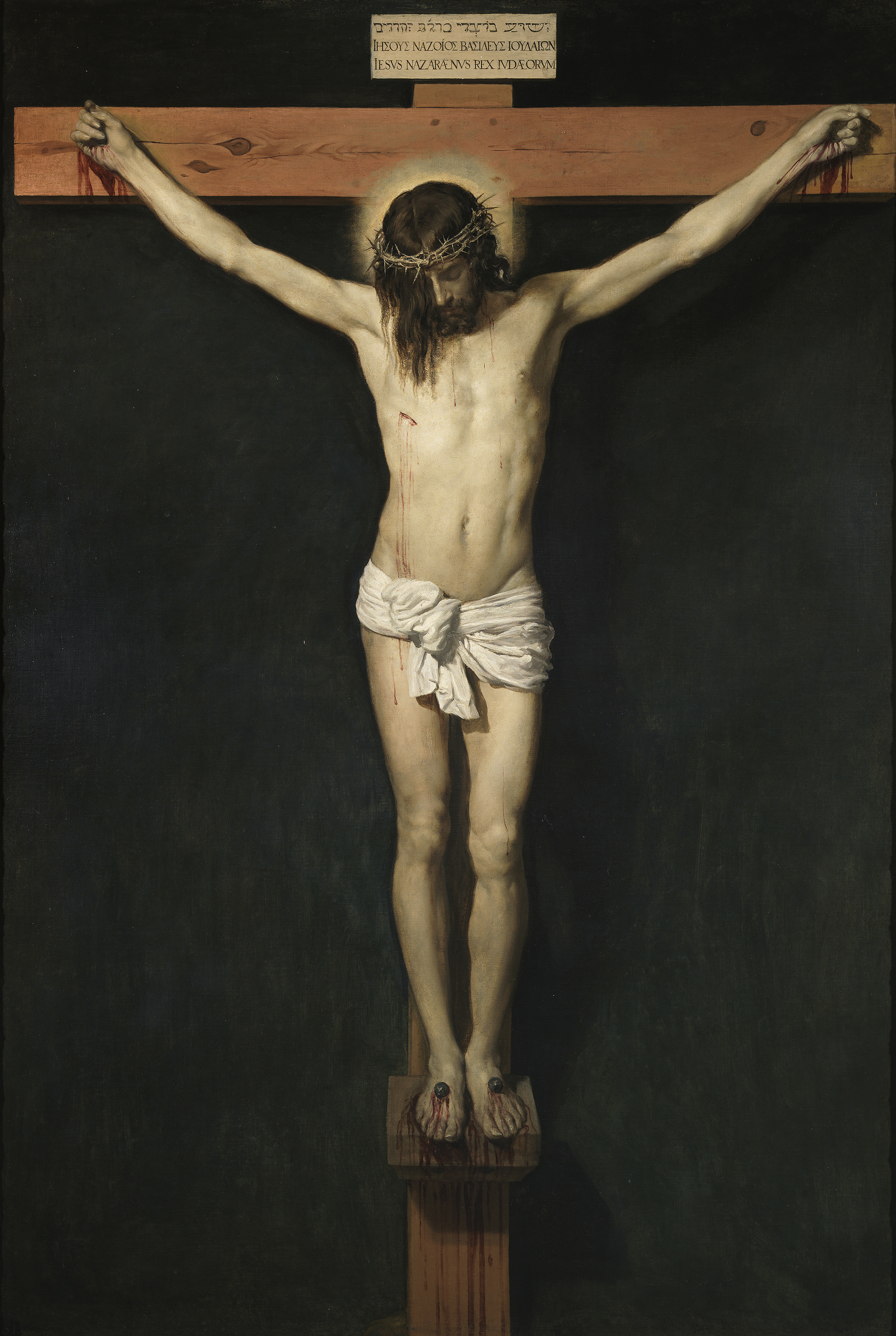
Le Christ crucifié (Vélasquez, vers 1632) représente une image canonique du Christ dans l'art : cheveux longs séparés par une raie médiane et descendant jusqu'aux épaules, barbe bifide, nez aquilin, pommettes saillantes.

La représentation artistique de Jésus-Christ dans l'art chrétien est devenue un thème majeur de l'art occidental, ainsi qu'en Europe orientale. Jésus-Christ a été représenté de différentes manières au cours des époques, ainsi que pour illustrer les différents épisodes de sa vie codée par l'iconographie chrétienne.

## Les sources et leurs interprétations inventives
L'iconographie christique s'appuie notamment sur les quatre évangiles canoniques : Matthieu, Luc, Marc et Jean. Cependant, les récits évangéliques évoquent différemment certains passages de la vie de Jésus, omettant ou rajoutant des détails ou des événements, ce qui donne lieu à des essais d'harmonies des Évangiles, des débats qui trahissent l'embarras des théologiens, et des représentations iconographiques diverses. En outre, la sobriété et la symbolique de ces récits laissent place à beaucoup d'interprétations pour les artistes qui n'hésitent pas à puiser dans les images acheiropoïètes, les productions successives des arts visuels, et des sources littéraires diverses (textes canoniques mais aussi apocryphes qui comblent les lacunes narratives des premiers, commentaires patristiques et médiévaux, écrits théologiques textes liturgiques…) ou donnent libre cours à leur imagination individuelle dans ce qu'elle a de perméable voire de soumis aux besoins d'un courant artistique, d'une mode esthétique ou d'habitudes d'atelier qui fournissent des modèles au répertoire iconographique chrétien. Ces différents facteurs expliquent la liberté inventive des artistes d'Occident qui contraste avec celle des artistes orientaux tenus de se concevoir comme des ministres de l'Église et de suivre les schémas iconographiques dans l'art byzantin.
Sur des sujets comme la description physique ou la sexualité du Christ, sur des représentations audacieuses comme la Nativité ou la Crucifixion, les théologies et spiritualités chrétiennes ont souvent été d'une discrétion proche de l'esquive voire du mutisme, si bien que l'étude des représentations de Jésus-Christ dans l'art chrétien « donne à penser, entre autres, l'impensé du Dieu des théologiens ». La grande liberté inventive accordée aux artistes par les théologiens et les autorités ecclésiastiques (développant selon les époques et les régions un discours de légitimation reconnaissant aux images un rôle didactique, mnémonique et affectif) s'explique aussi par les rapports privilégiés que la religion chrétienne entretient avec le principe même de la figuration (le culte et la vénération des images, proscrit comme une idolâtrie dans les religions abrahamiques mais approuvé par le concile de Nicée en 787) . Ainsi, la production artistique caractérisée notamment par son insolence, son impertinence et son inventivité, n'a pas été aussi contrôlée que ce qui est traditionnellement dit, et n'a certainement pas été programmée. Les artistes chrétiens, dont les œuvres constituent de nombreuses interprétations inventives et suppléances des sources textuelles, ont pu mettre dans leurs créations beaucoup d'eux-mêmes (leur foi, leurs interrogations), mais aussi de leurs commanditaires et destinataires. Ils se sont employés, depuis les origines de l'art sacré, à négocier « de manière incessante, non seulement avec l'Écriture, la liturgie et le dogme, mais aussi, voire surtout, avec cette donnée énigmatique et omniprésente qui a nom : le goût ».

## Évolution de la représentation du Christ

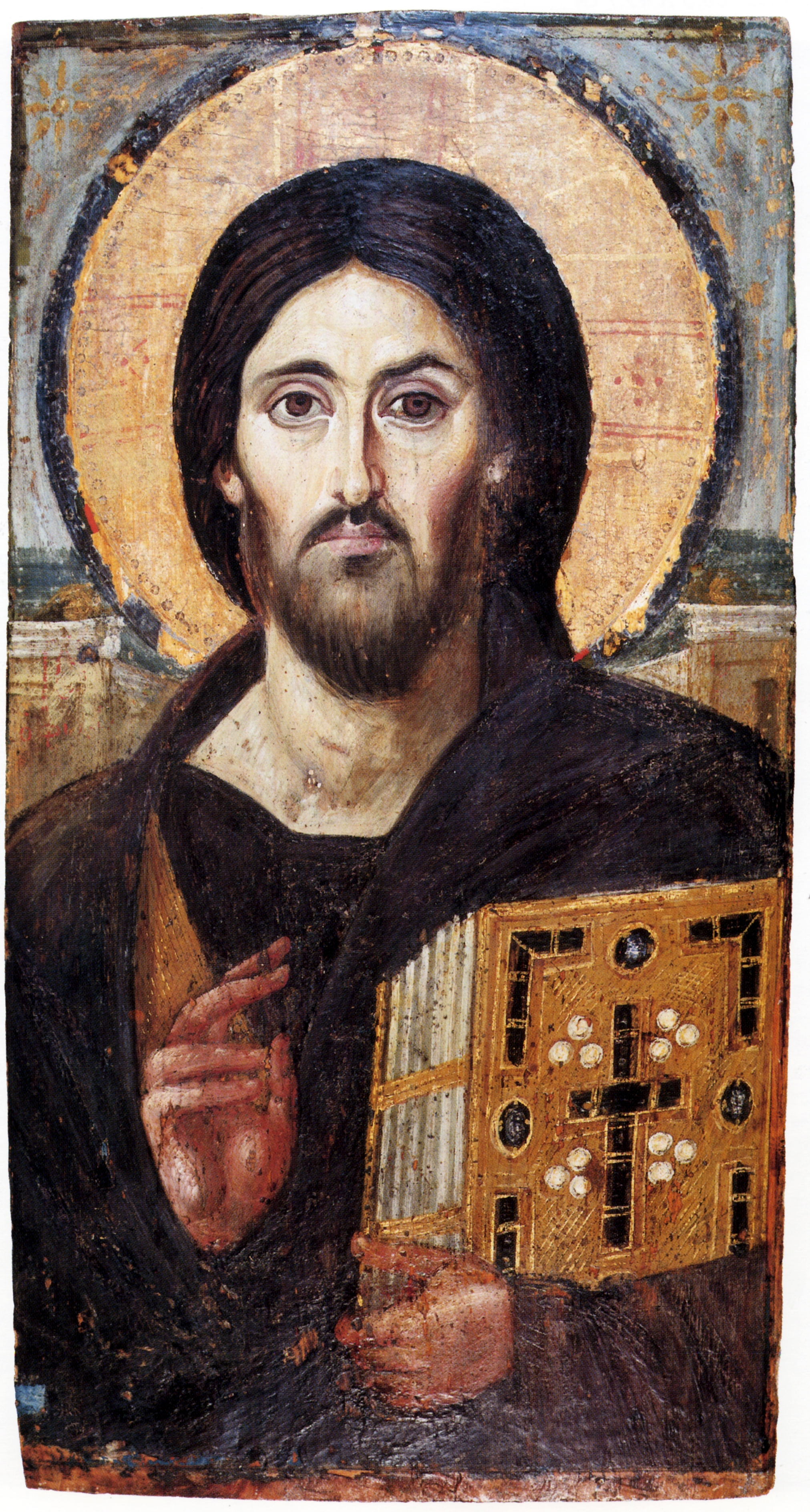
La codification extrême du visage christique dans les icônes byzantines a mis un terme sur les représentations trop intellectuelles ou trop subjectives concernant l'aspect physique du Jésus des Évangiles, celui d'une humanité banale qui n'est jamais décrit. Ces icônes établissent une tradition iconographique assez puissante pour imposer, pendant plusieurs siècles, la représentation canonique du visage de Jésus (icône du monastère Sainte-Catherine du Sinaï, VIe siècle).

Au tout début du christianisme, le Christ n'est pas représenté physiquement mais est évoqué d'abord par le chrisme et par des symboles comme celui de l'ichtus ou de l'agneau, puis par des métaphores comme l'Hermès-Bon Pasteur. L'existence d'images du Christ confectionnées de son vivant (les acheiropoïètes, c'est-à-dire des images produites sans intervention de la main humaine) relève de légendes, de création tardive (à partir du Ve siècle).
Après cette phase d'aniconisme, Jésus-Christ est représenté sous des traits différent à partir du IIIe siècle, ce que les historiens de l'art ont appelé le polymorphisme de la représentation du Christ, « pendant iconographique de la polymorphie de son apparence déjà rencontrée sur le plan littéraire ». Les traits iconiques peuvent varier selon l'âge (une figure de Christ imberbe, d'âge variable — jeune garçon, adolescent ou jeune homme — coexiste avec une figure d'homme d'âge mûr ou de vieillard barbu), l'expression du visage (doux ou sévère), le type ethnique, l'esthétique (règne sans partage de l'« autorité du beau » jusque dans la seconde moitié du XIXe siècle), l'impact de ces représentations pouvant être plus fort que celui des Saintes Écritures, selon le vieil adage scolastique ad modum recipientis.
L'iconographie de Jésus peut emprunter en Occident ses traits aux divinités païennes et privilégier le type hellénistique ou romain : il est généralement représenté comme un jeune homme imberbe (pour le différencier des philosophes grecs, des devins et des dieux païens, tous barbus), aux cheveux courts et bouclés, vêtu d'une toge ou d'une tunique, reprenant le modèle de l'Orateur, avec le bras droit enroulé dans les plis de son manteau et la main posée sur la poitrine, le bras gauche appuyé sur la hanche, donnant une image du Christ sauveur en bon berger, législateur, docteur, juge, philosophe ou thaumaturge. Les artistes en Orient privilégient le type syro-palestinien, un personnage majestueux qui s'inspire des représentations impériales, au caractère panégyrique, développant progressivement un modèle sémitique (cheveux longs, châtain roux, séparés par une raie médiane et tombant sur les épaules, petite moustache et collier de barbe, nez aquilin, pommettes saillantes) qui établit le canon iconographique du Christ Pantocrator des icônes et des mosaïques byzantines. Les premières icônes byzantines datant du IVe siècle, des légendes autour de tissus censés représenter la Sainte Face à partir du Ve siècle, et la Lettre de Lentulus considérée comme un texte apocryphe qui n'est pas antérieur au XIIIe siècle, vont imposer cette représentation traditionnelle du Christ. La querelle iconoclaste à partir de 723 provoque la persécution des artistes byzantins qui s'exilent en Italie où ils diffusent leur Pantocrator christique. En 787, le deuxième concile de Nicée rétablit le culte des images. Le Pantocrator byzantin devient alors un thème iconographique majeur dans le monde occidental chrétien jusqu'au XIVe siècle (abside, tympan des portails) et ses traits caractéristiques (homme mature, au visage allongé doté d'une peau mate et de pommettes saillantes, un nez légèrement aquilin, une bouche petite mais bien ourlée, une petite moustache et un collier de barbe bifide, une abondante chevelure châtain roux séparée par une raie médiane et descendant jusqu'aux épaules, une petite mèche sur le haut du front, un regard exprimant la compassion) perdurent les siècles ultérieurs. Ainsi, le Christ hellénistique et le Christ sémitique ont coexisté jusqu'au XIe siècle, période qui voit les artistes choisir sa physionomie définitive : « visage méditerranéen, aux traits "aryens" pour le distinguer du type "juif" de ses persécuteurs, longue chevelure noire partagée par une raie centrale, retombant sur les épaules, yeux noirs, le tout animé d'une expression profondément humaine ».
Des typologies générales, des schémas légués par la tradition (attributs, attitudes, expressions), les artistes religieux de la pré-Renaissance et la Renaissance savent tirer un type de Christ particulier, sorti du moule d'une esthétique personnelle et enrichi par leur imagination.

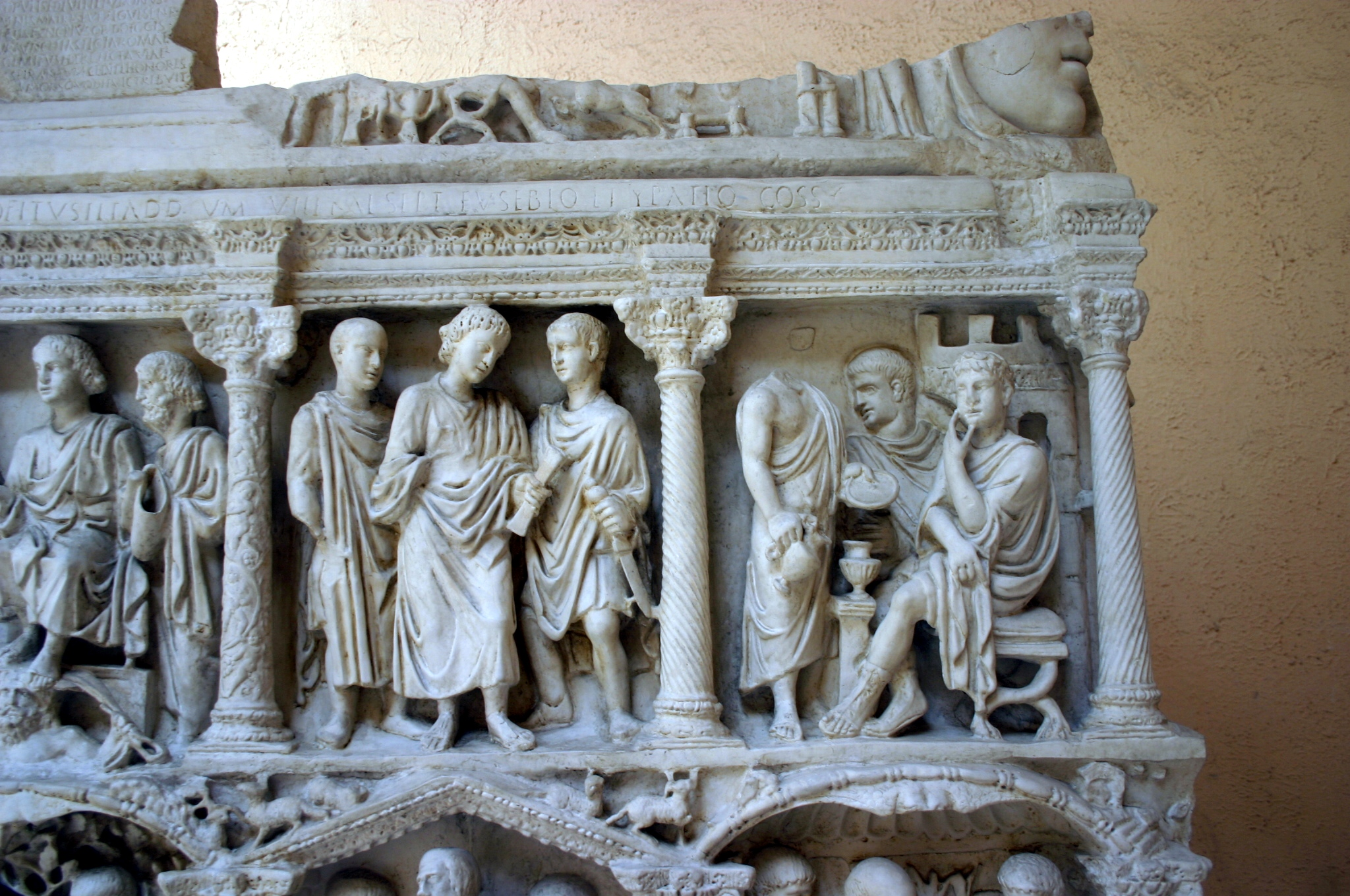
Christ hellénistique. Scène du procès devant Pilate sur le sarcophage de Junius Bassus (IVe siècle).
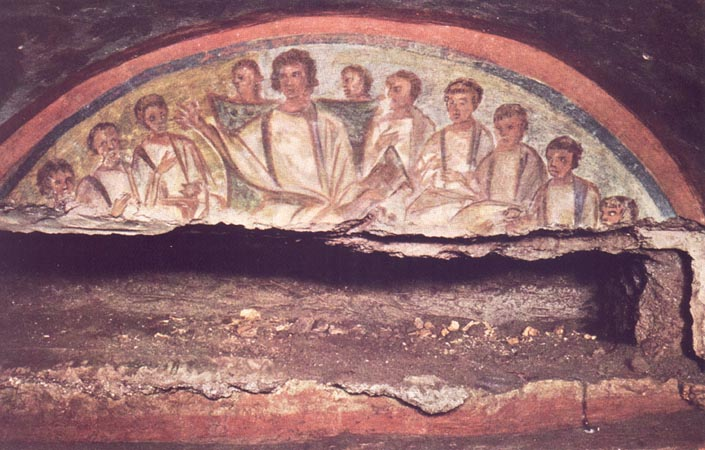
Christ en philosophe : Jésus enseignant aux apôtres[17], Catacombes de Domitilla (IVe siècle).
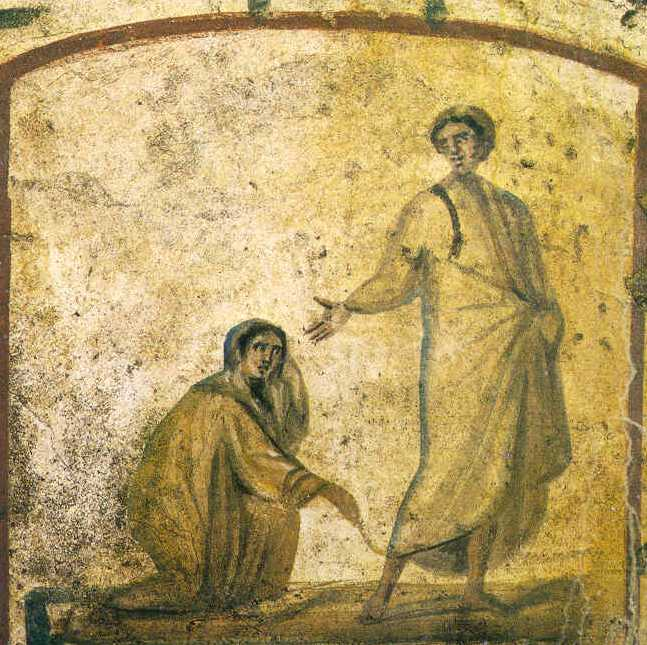
Christ en thaumaturge : Jésus guérissant une femme hémorragique. Catacombes de Rome (deuxième quart du IVe siècle).
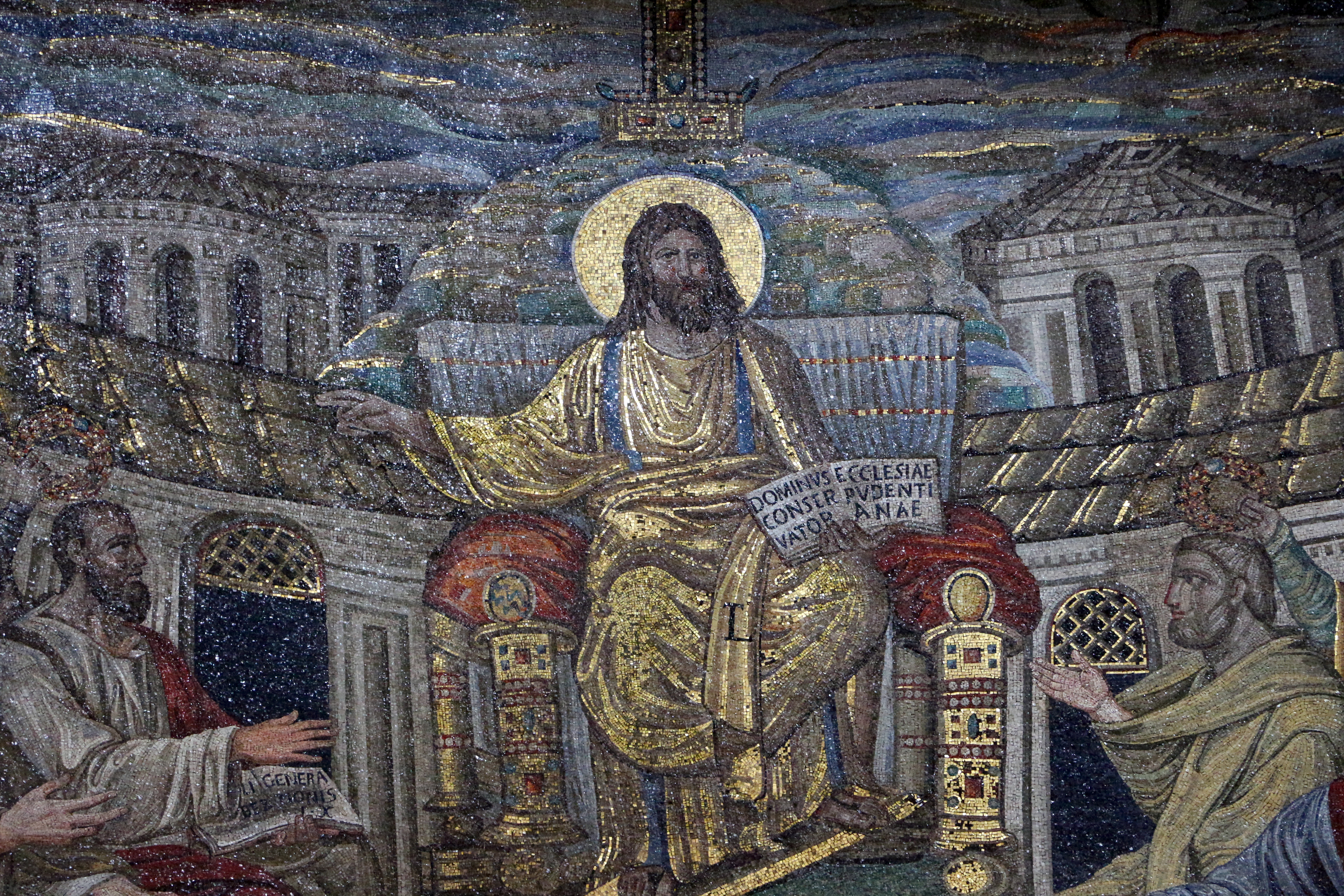
Christ en empereur[18]. Abside de la basilique Santa Pudenziana (vers 400).
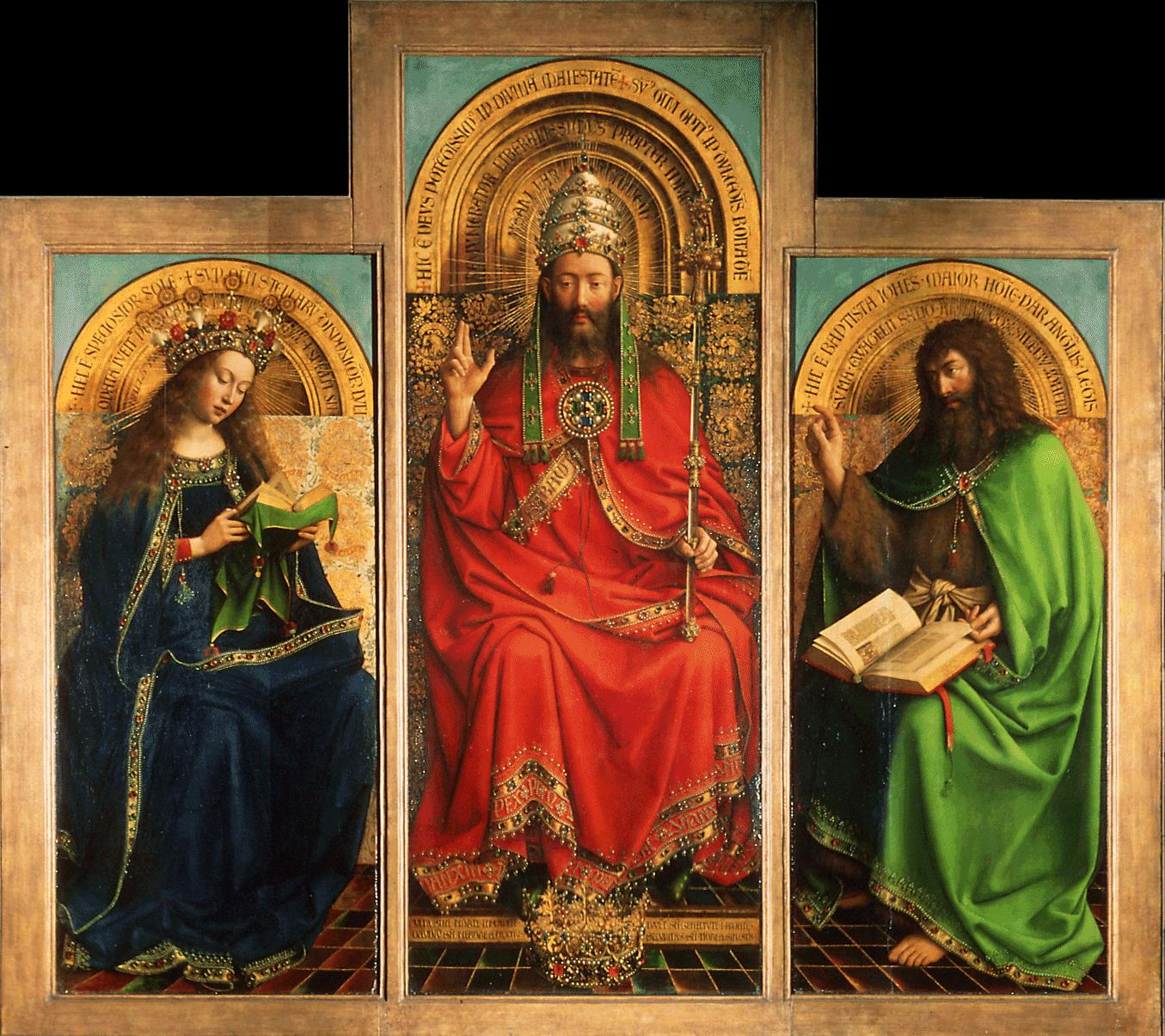
Christ en pape[19]. Retable de L'Agneau mystique (1432).
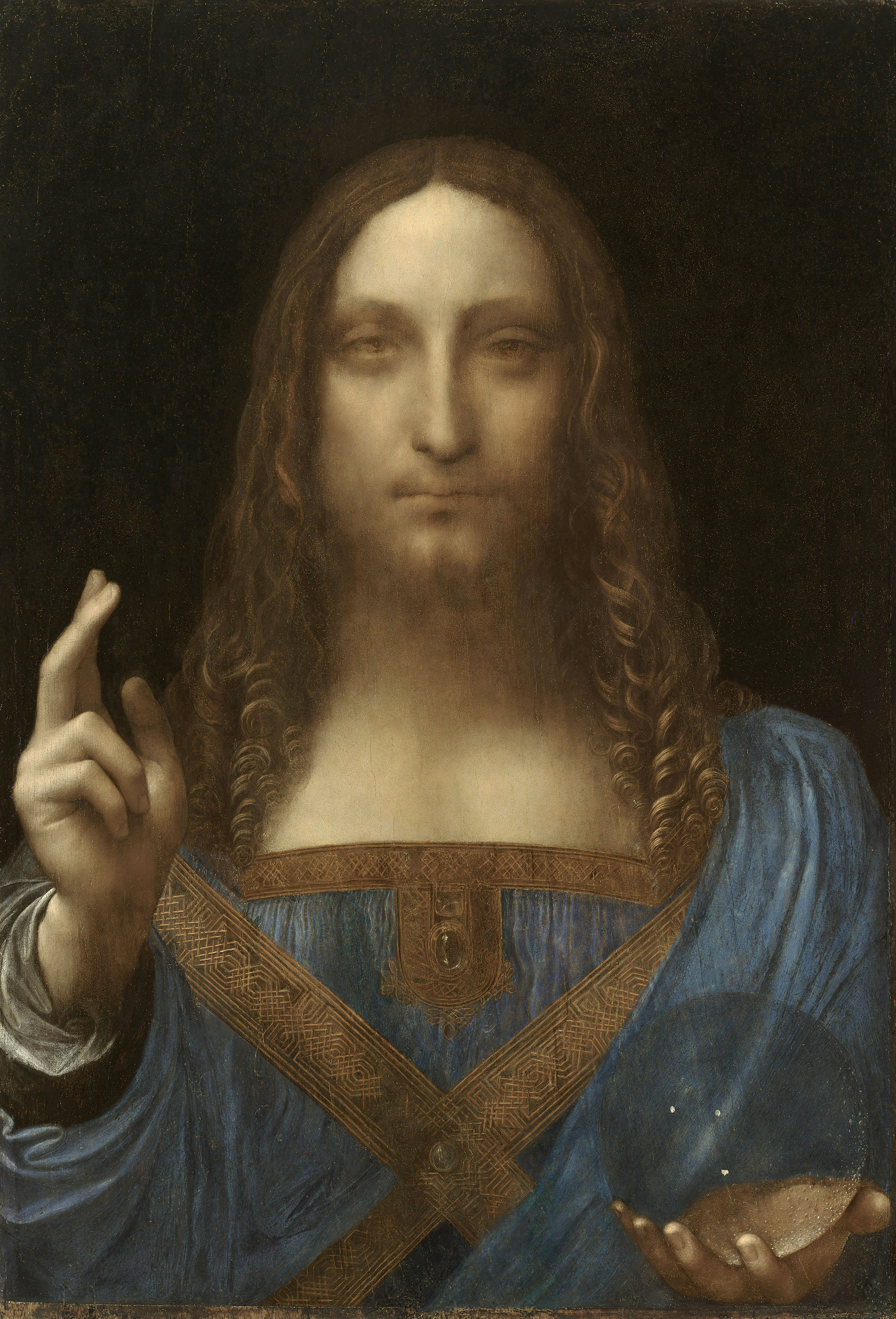
Christ en adolescent angélique : Salvador Mundi, Leornard de Vinci (v. 1500)

## Épisodes de la vie du Christ et œuvres associées

### Enfance

#### Nativité

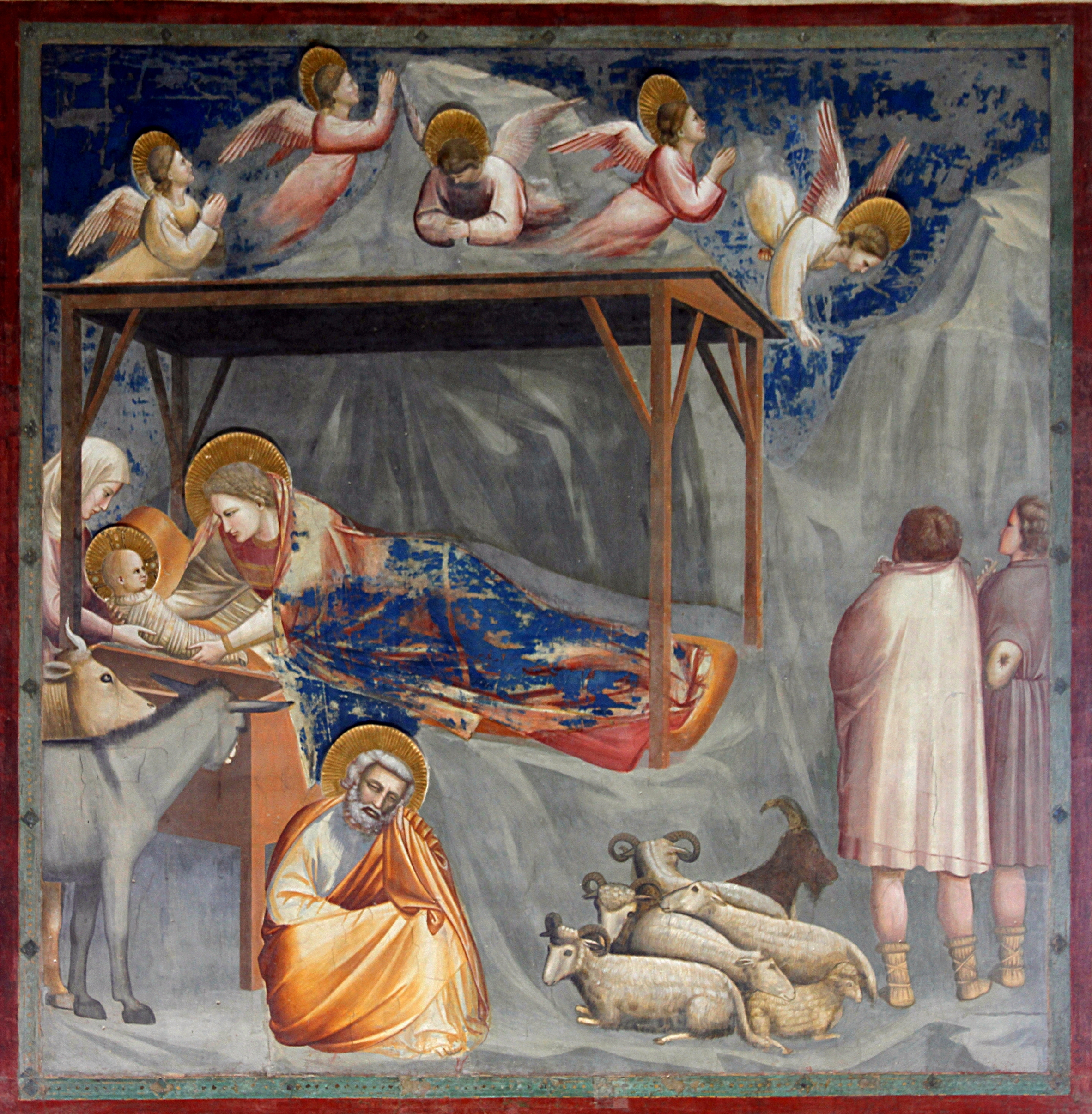
Nativité, Giotto di Bondone (1305).

L'iconographie du christ commence avec la Nativité, représentant la naissance de Jésus dans la crèche. Les premières représentations de la Nativité ne montrent pas d'étables, et dépeignent une vierge allaitante. La scène se fige plus tard dans l'idée de la naissance dans une étable. On y place un bœuf et un âne (non présents dans les Évangiles). Joseph est souvent représenté endormi.

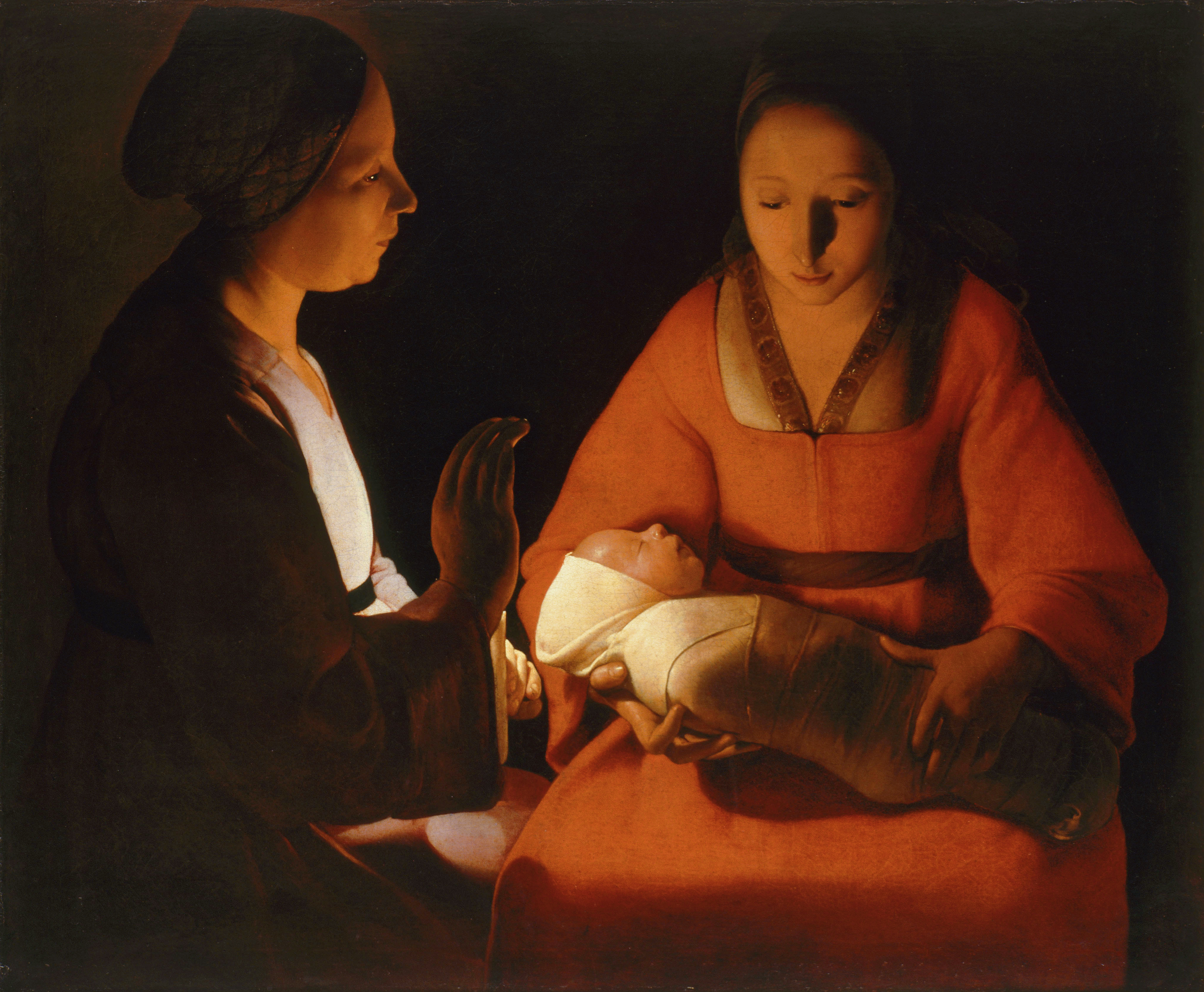
Le Nouveau-né, Georges de La Tour (1648).

- Conrad von Soest : Marienaltar (1400)
- Fra Angelico (1439)
- Giotto
- Francesco Botticini
- Pietro Cavallini
- Les Très Riches Heures du duc de Berry
- Robert Campin : La Nativité (1425)
- Petrus Christus : Nativité (1465)
- Piero della Francesca : La Nativité (1475)
- Maître de Moulins : Nativité avec le portrait du cardinal Jean Rolin (1480)
- Lorenzo Costa : La Sainte Famille (1490)
- Geertgen tot Sint Jans : Nativité de nuit (1490)
- Sandro Botticelli : La Nativité (1476) et La Nativité mystique (1500)
- Le Pérugin : Nativité (1500)
- Lorenzo Lotto (1527)
- Le Greco : La Nativité (1597)
- Le Caravage : La Nativité avec saint François et saint Laurent (1609)
- Philippe de Champaigne : La Nativité (1643)
- Georges de La Tour : Le Nouveau-né (1648)
- Charles Le Brun
- Jean-Charles Frontier : La Nativité (1743)

#### Annonce faite aux bergers

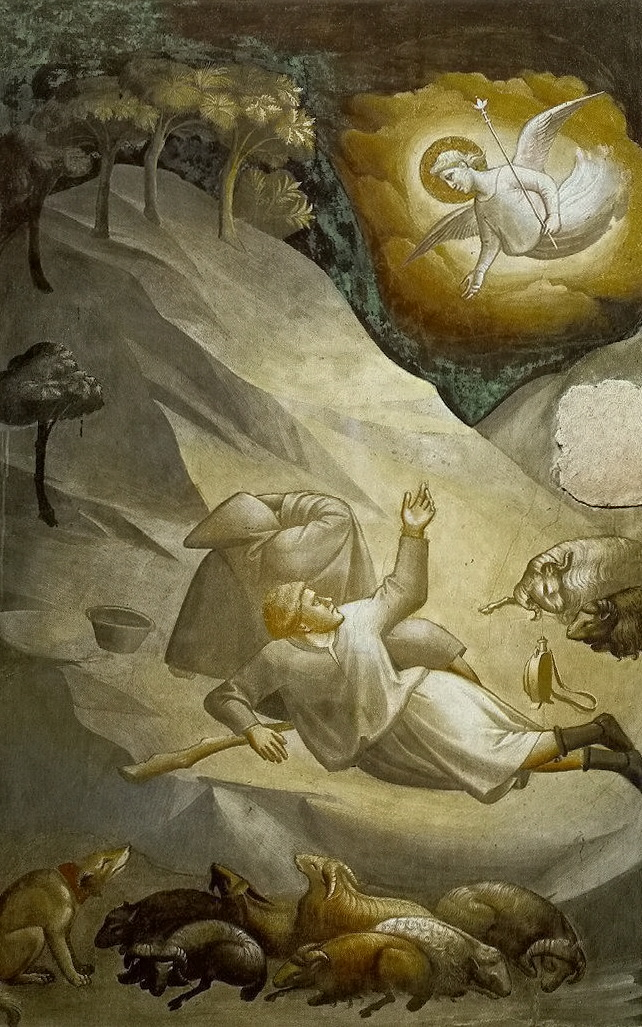
Peinture de Taddeo Gaddi sur le thème de l'Annonce aux bergers (entre 1327 et 1330).

Les bergers gardant leurs troupeaux dans les champs pour le solstice, sont prévenus de la naissance du Christ non loin d'eux, par un ange depuis le ciel.
- Taddeo Gaddi
- Abraham Hondius
- Rembrandt

#### Adoration des bergers

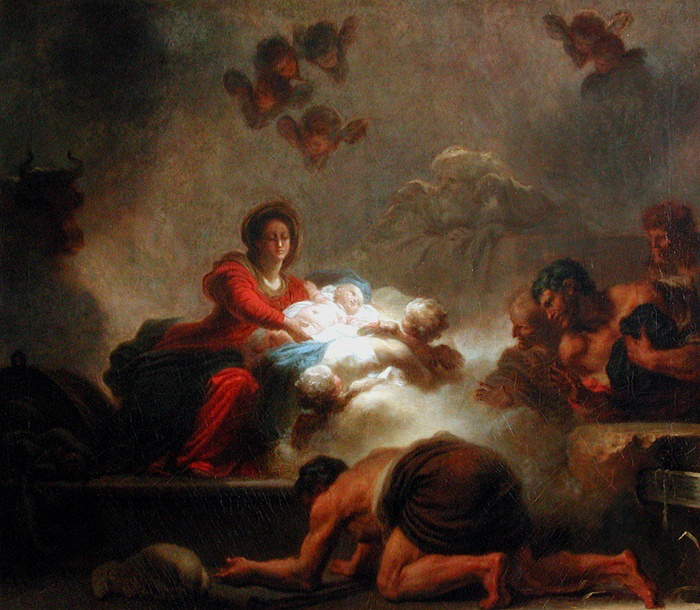
L'Adoration des bergers par Fragonard.

Les bergers et leurs bêtes se rassemblent autour de la Sainte Famille pour célébrer la venue du Seigneur.
- Giotto
- Andrea Mantegna : L'Adoration des bergers (1455)
- Martin Schongauer (1475)
- Giorgione (1477)
- Hugo van der Goes : Adoration des bergers (1480)
- Carlo Crivelli : L'Adoration des bergers (1480)
- Domenico Ghirlandaio : Adoration des bergers (1485)
- Le Corrège : L'Adoration des bergers (1530)
- Lorenzo Lotto
- Bartolo di Fredi
- Bronzino
- Guido Reni
- Le Pérugin
- Le Caravage : L'Adoration des bergers (1609)
- Le Greco : L'Adoration des bergers (1614)
- Matthias Stomer : L'Adoration des bergers (1640)
- Georges de La Tour : L'Adoration des bergers (1645)
- Fragonard : L'Adoration des bergers (1775)

#### Adoration des mages
- Masaccio (1423)

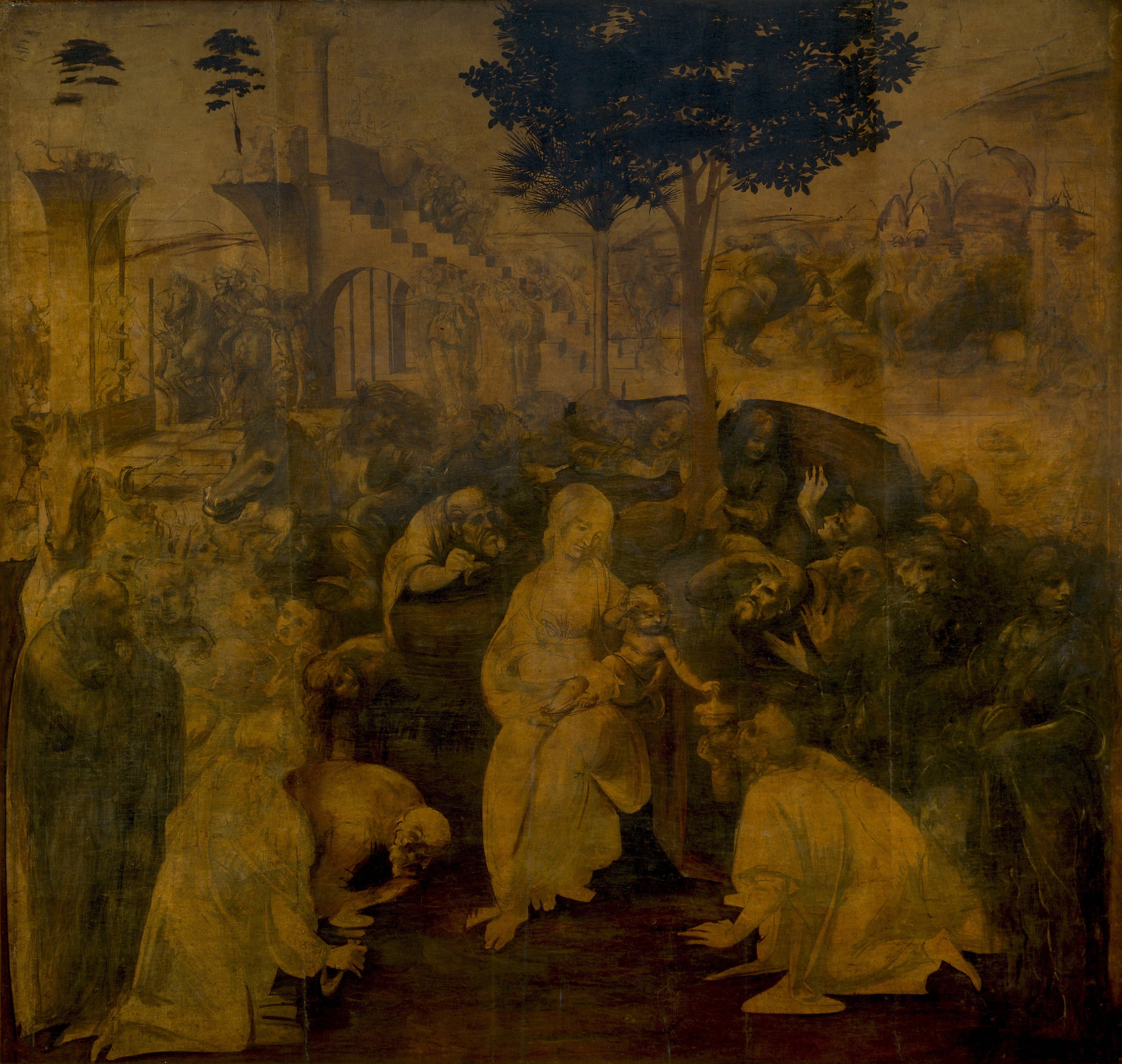
L'Adoration des mages par Léonard de Vinci (1481-1482).

- Lorenzo Monaco : L'Adoration des mages (1420)
- Gentile da Fabriano : L'Adoration des mages (1423)
- Fra Filippo Lippi : Tondo Cook (1430)
- Jacopo Bellini (1430-1440)
- Domenico Veneziano : L'Adoration des mages (1441)
- Benozzo Gozzoli : La Chapelle des Mages au Palazzo Medici Riccardi à Florence (1450)
- Andrea Mantegna : Triptyque des Offices (1461)
- Hans Memling : Polyptyque Hulin de Loo (1464) et Triptyque de l'Adoration des mages (1470)
- Sandro Botticelli : L'Adoration des mages médicéenne (1475) et L'Adoration des mages (1482)
- Léonard de Vinci : L'Adoration des mages (1481)
- Domenico Ghirlandaio : L'Adoration des mages (1488)
- Le Pérugin : L'Adoration des mages (1473), L'Adoration des mages (1504) et L'Adoration des mages (1522)
- Bramantino : L'Adoration des mages (1500)
- Albrecht Dürer : L'Adoration des mages (1504)
- Jérôme Bosch : L'Adoration des mages (1475) et L'Adoration des mages (1500)
- Suiveur de Bosch : L'Adoration des mages (1510) et L'Adoration des mages (1514)
- Jan Mabuse : L'Adoration des mages (1510)
- Pontormo (1519)
- Jan Cornelisz Vermeyen : L'Adoration des mages (1555)
- Pieter Brueghel l'Ancien : L'Adoration des mages (1556), L'Adoration des mages dans un paysage d'hiver (1563) et L'Adoration des mages (1564)
- Diego Velásquez : L'Adoration des mages (1619)
- Rubens : L'Adoration des mages (1617) et L'Adoration des mages (1624)
- Jean Jouvenet (1700)

#### Circoncision
- Simone dei Crocifissi (XIVe siècle), pinacothèque de Bologne
- Rubens, retable du maître-autel, église del Gesù e dei Santi Ambrogio e Andrea, centre de Gênes
- Maître des scènes de la vie de la Vierge, Vénitien du XVe siècle au Musée du Louvre
- Il Garofalo (XVIe siècle)
- Il Guercino : La Circoncision (1646) au musée des beaux-arts de Lyon
- Federico Barocci (XVIe siècle)
- Andrea Boscoli au Duomo di Fermo
- Andrea Mantegna : Triptyque des Offices (1461)

#### Présentation de Jésus au temple
- Fra Angelico (1440)

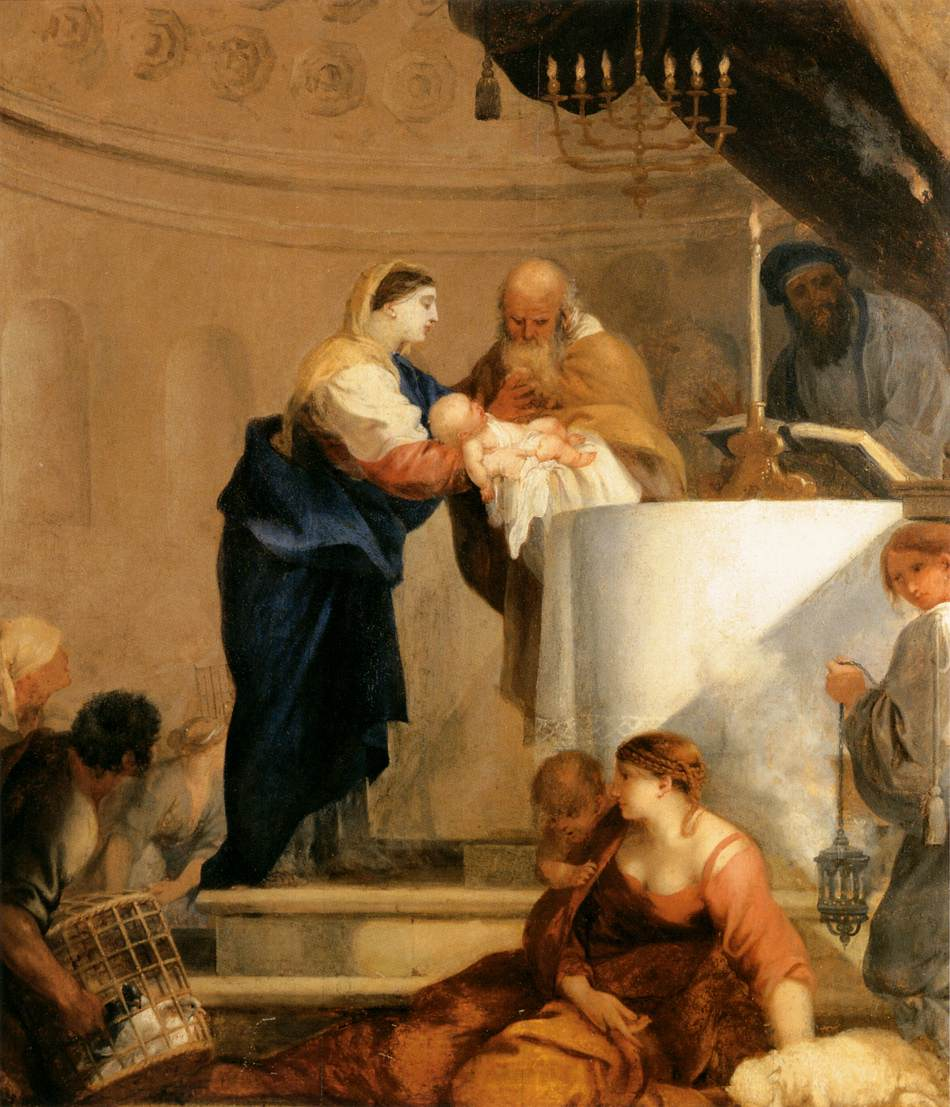
La présentation au Temple par Sébastien Bourdon.

- Andrea Mantegna : La Présentation au Temple (1454) et Triptyque des Offices (1461)
- Ambrogio Lorenzetti
- Hans Memling
- Fra Bartolomeo (1516)
- Hans Holbein l'Ancien (vers 1500)
- Philippe de Champaigne
- Simon Vouet : La Présentation au Temple (1641)
- Jean Jouvenet
- Sébastien Bourdon (1644)
- Aert de Gueldre (vers 1700)

#### Fuite en Égypte

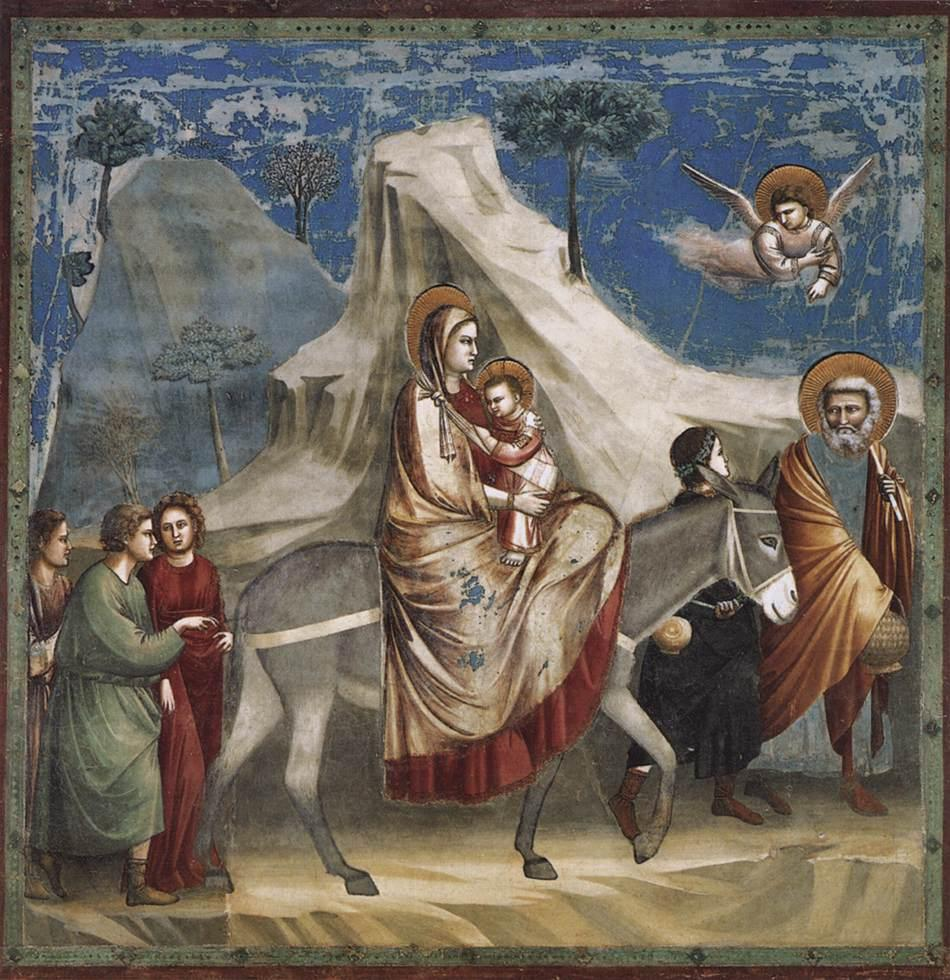
La Fuite en Égypte, Giotto (1305).

- Giotto : La Fuite en Égypte (1305)
- Fra Angelico
- Duccio (1308-1311)
- Vittore Carpaccio (1500)
- Titien : La Fuite en Égypte (1509)
- Joachim Patinier : Paysage avec la fuite en Égypte (1515)
- Adam Elsheimer : La Fuite en Égypte (1609)
- Nicolas Poussin : La Fuite en Égypte (1657)
- Andrea Lanzani (1712)
- Giambattista Tiepolo : La Fuite en Égypte (1770)

#### Repos pendant la fuite en Égypte

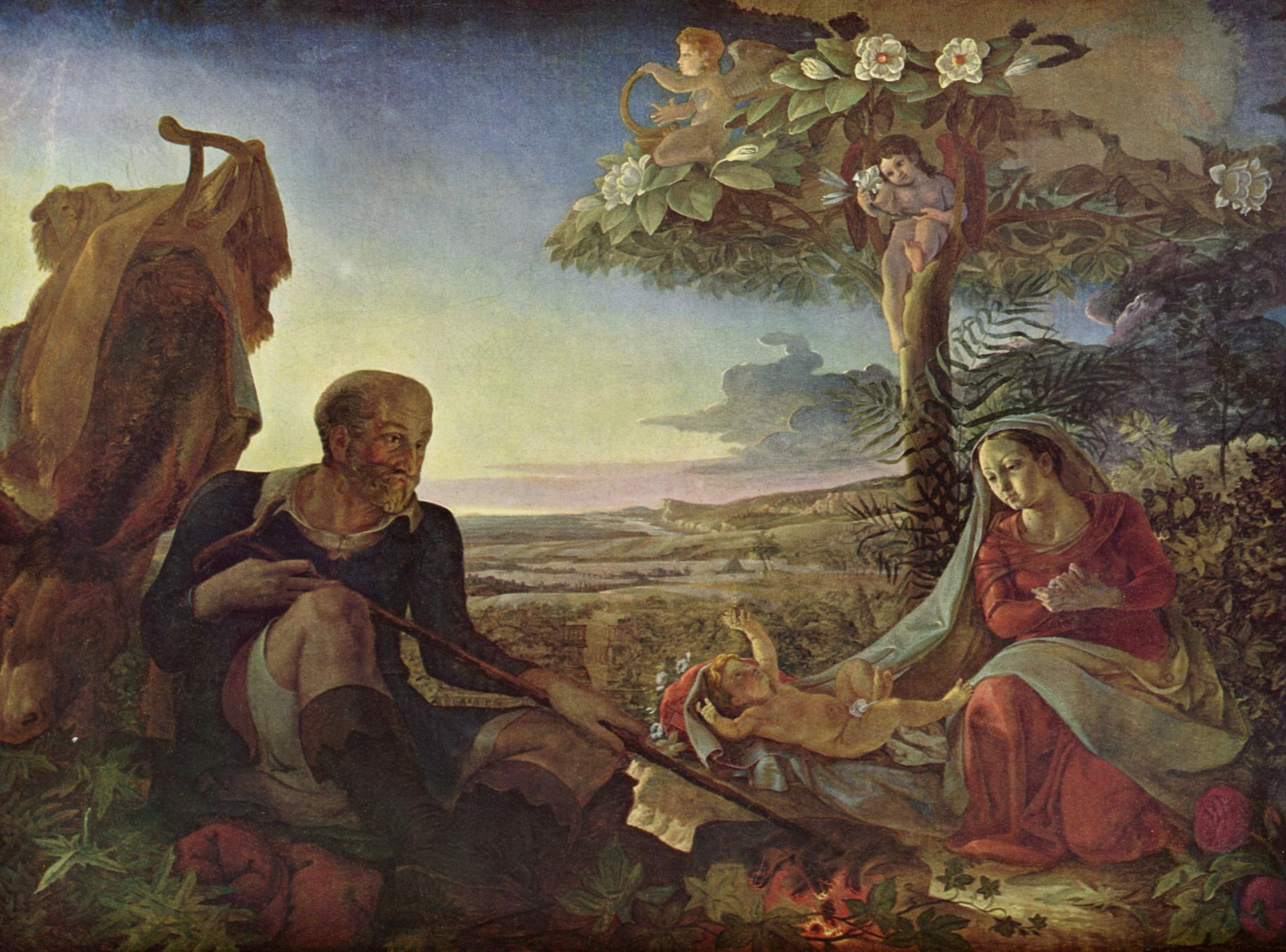
Le repos pendant la fuite en Egypte par Philipp Otto Runge (début).

- Hans Memling : Triptyque du Repos pendant la Fuite en Égypte (1480)
- Dosso Dossi : Repos pendant la fuite en Égypte (1515)
- Joachim Patinier : Repos pendant la fuite en Égypte (1515)
- Gérard David : Repos pendant la fuite en Égypte (1515)
- Federico Barocci : Repos pendant la fuite en Égypte (1573)
- Le Caravage : Le Repos pendant la fuite en Égypte (1596)
- Antoine van Dyck : Le Repos pendant la fuite en Égypte (1630)
- Bartolomé Esteban Murillo : Le Repos pendant la fuite en Égypte (1665)
- Luc-Olivier Merson : Le Repos pendant la fuite en Égypte (1879)

#### Évolution de la représentation de l'Enfant
À partir du haut Moyen Âge, l’Enfant Jésus nouveau-né est partout représenté dans l'art - contrairement aux nourrissons ordinaires - où il est à la fois « vrai Dieu et vrai homme ». Il possède, à l’époque romane, un corps d’adulte en réduction, parfois avec une musculature athlétique, avec un visage d'« enfant vieillard » dit puer senex, pour rappeler qu'il impossible pour Dieu de changer, de vieillir avec le temps (pis, de mourir), donc Jésus est figuré à l'âge mûr dès la naissance, « né comme un homme parfaitement formé ». Il s'agit aussi par là de marquer la sagesse précoce de l'Enfant identifiée à celle de Dieu le Père. Son corps et son visage mûrs deviennent une « convention de représentation dans toute l’Europe, surtout au Nord ». 
Jésus est « paré des attributs de la majesté divine : trône, globe, sceptre. Son corps entier est codé : sa tête signifie la divinité, ses pieds l’humanité ». 

À partir de la fin du Moyen Âge et de la Contre-Réforme en Europe, Jésus est représenté enfant avec un corps plus réaliste de bébé, particulièrement dans l'art italien et flamand. Il est figuré nu, avec le sexe apparent pour insister sur son humanité. Il est potelé voire grassouillet, relativement aux conceptions de bonne santé et d'aisance en vigueur dès à l'époque,,.

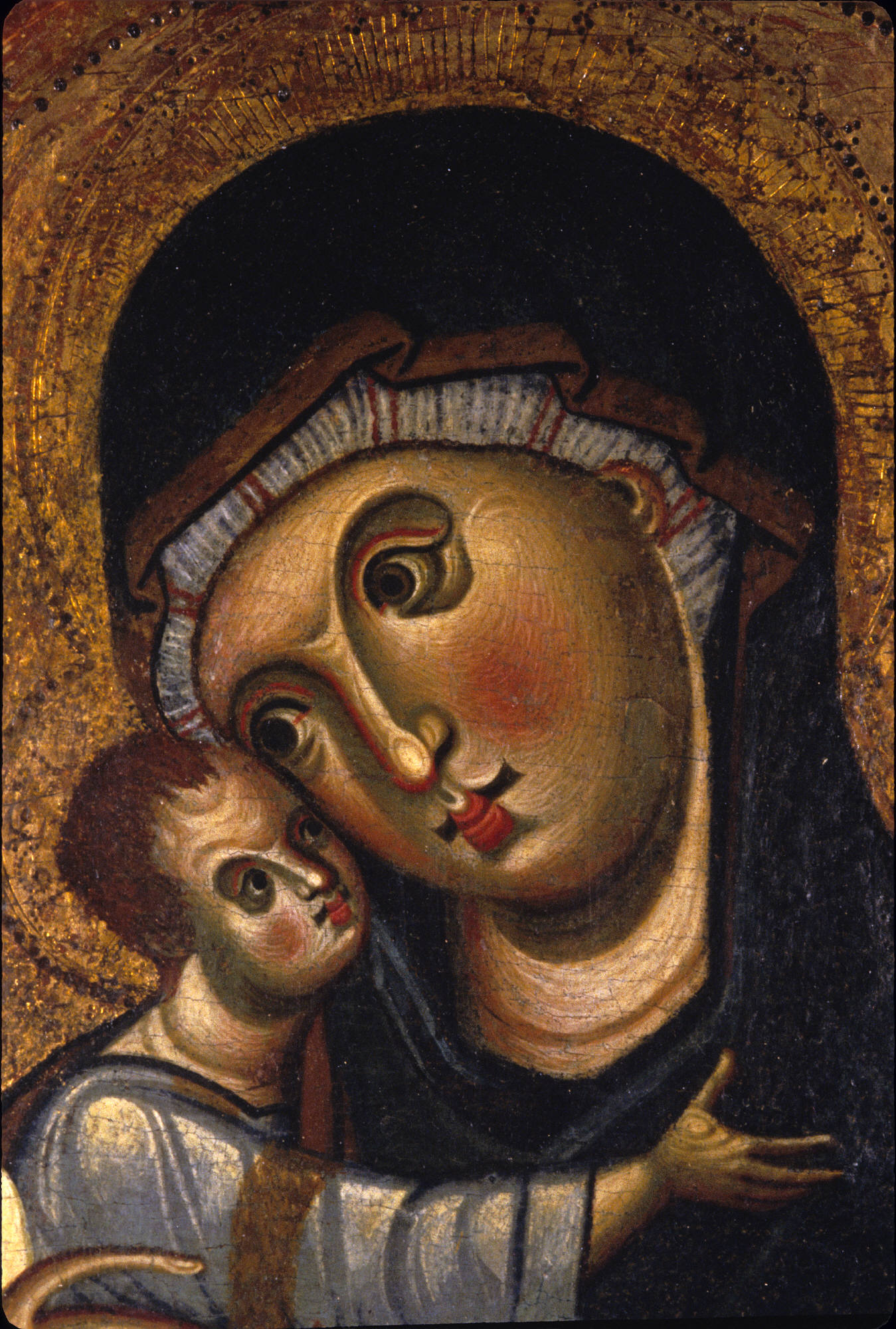
Vierge à l'Enfant (détail d'un triptyque), Maître de Santa Maria Primerana (milieu du XIIIe)
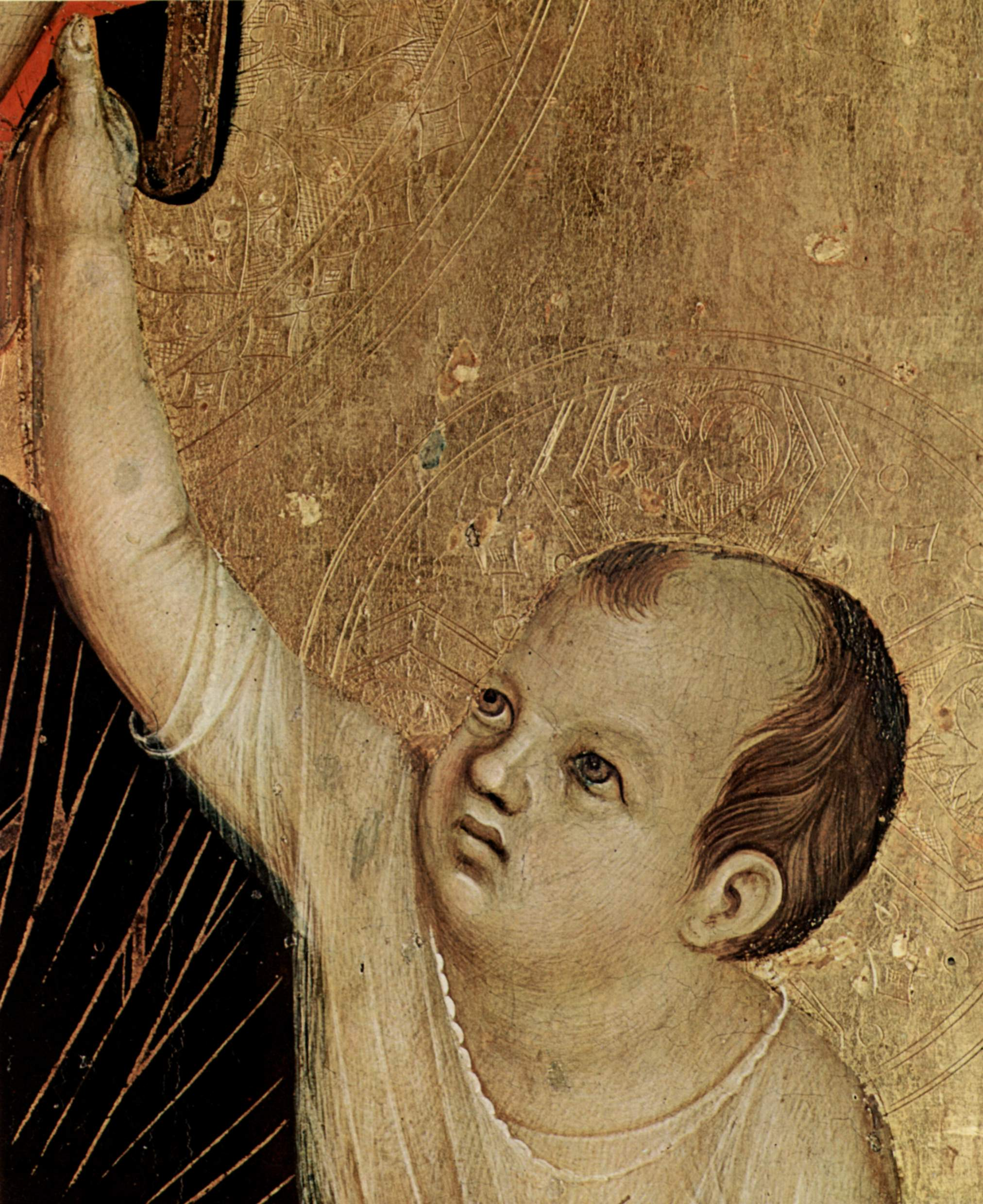
Madonna di Crevole (détail), Duccio di Buoninsegna (XIIIe)
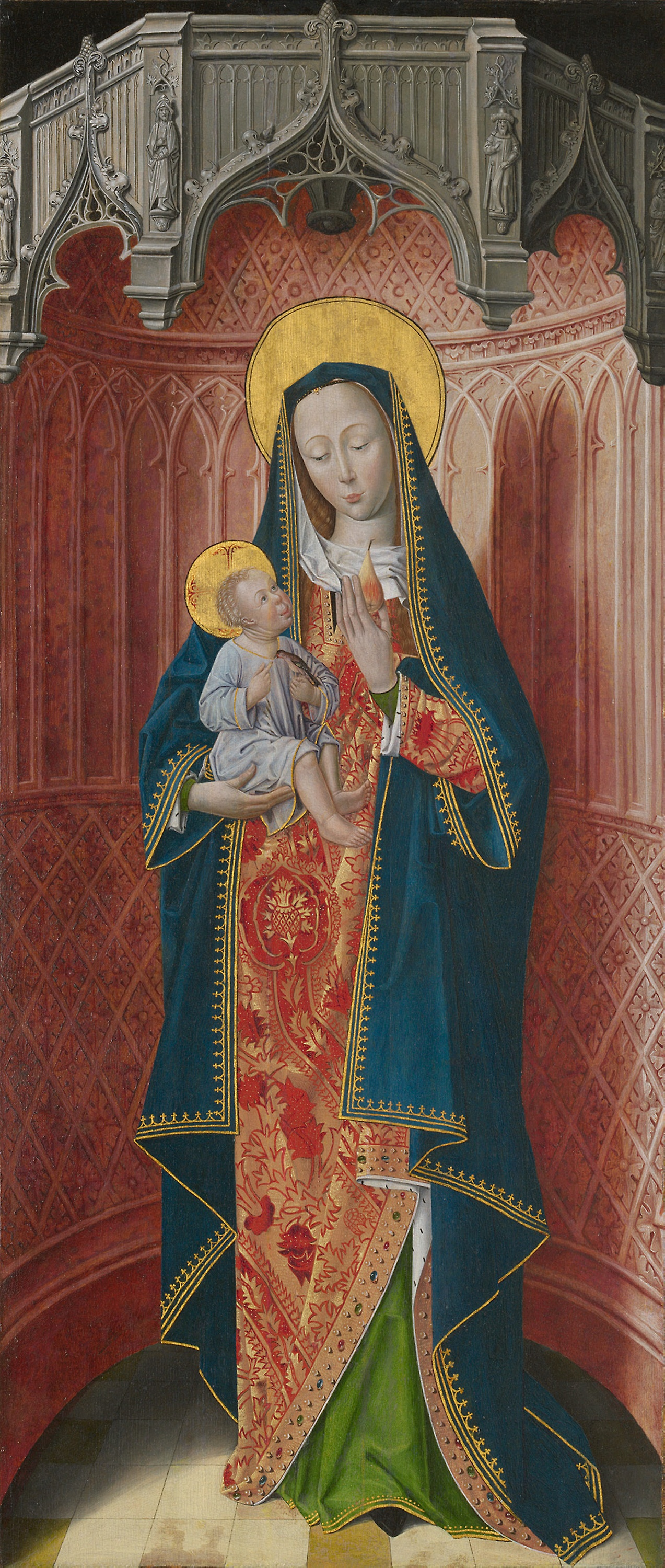
Vierge à l'Enfant, anonyme de la Chartreuse Saint-Honoré de Thuison-les-Abbeville (années 1490)
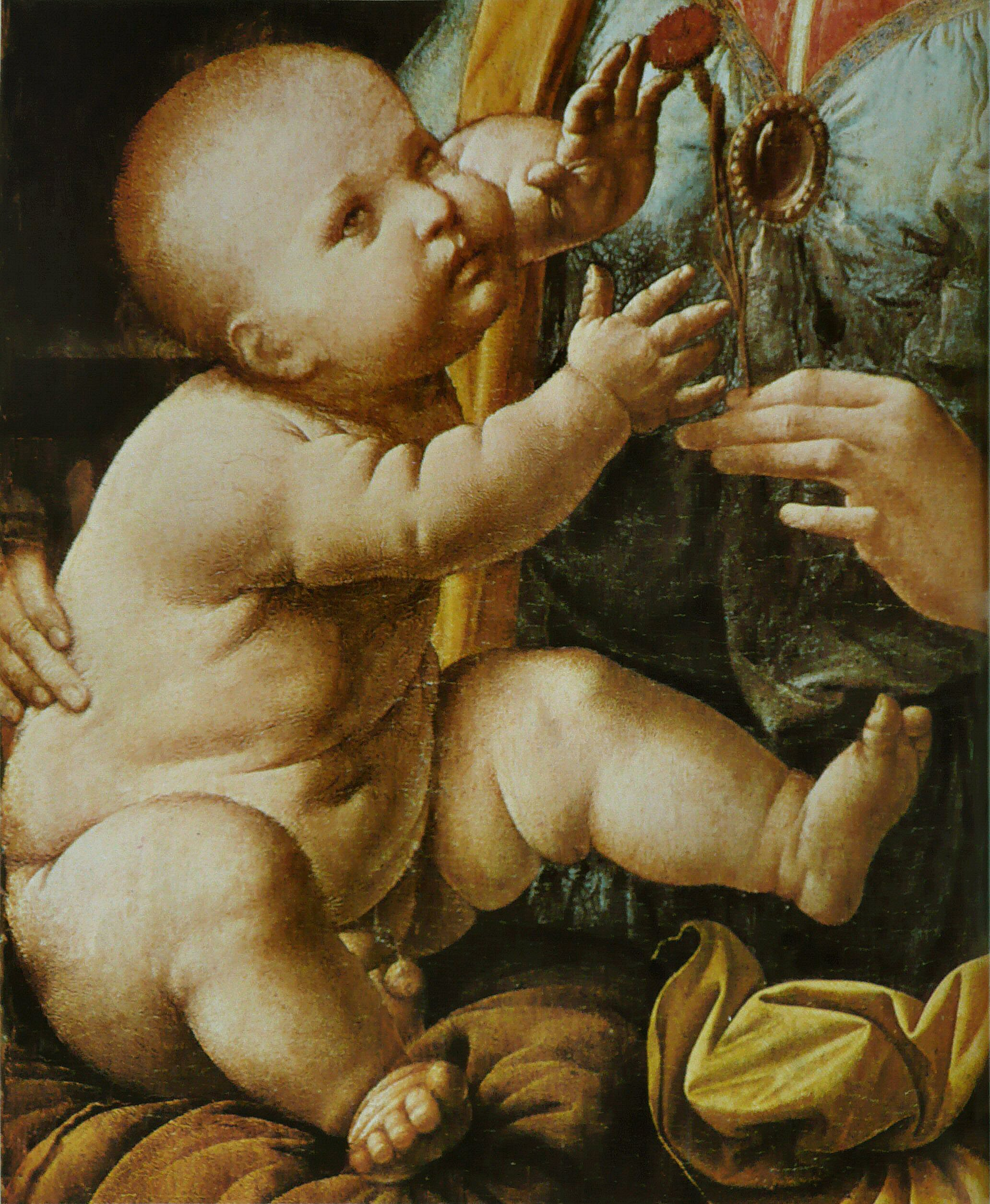
Madone à l'oeillet (détail), Léonard de Vinci (1478)
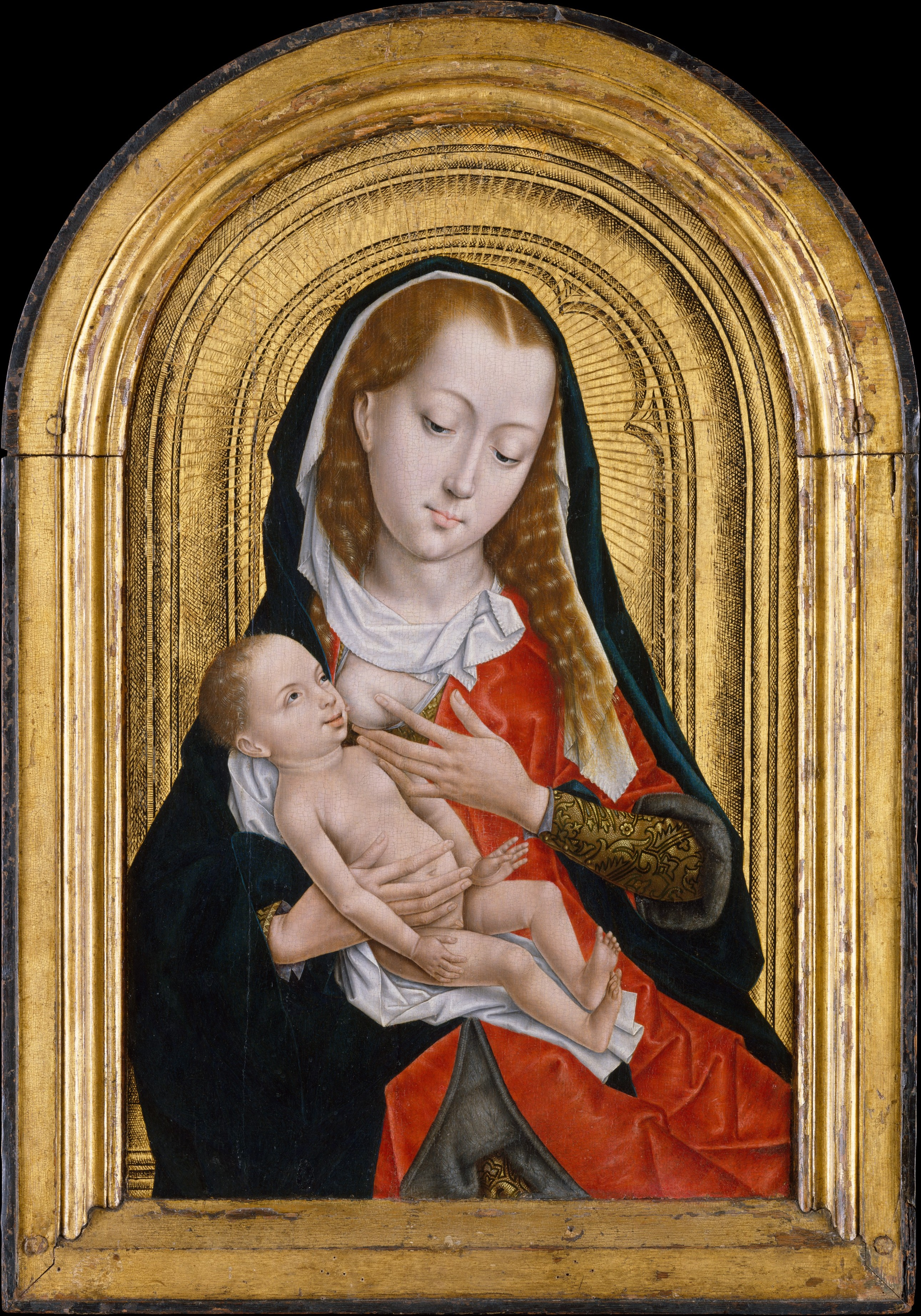
Vierge à l'Enfant, anonyme (gothique tardif, fin XVe)
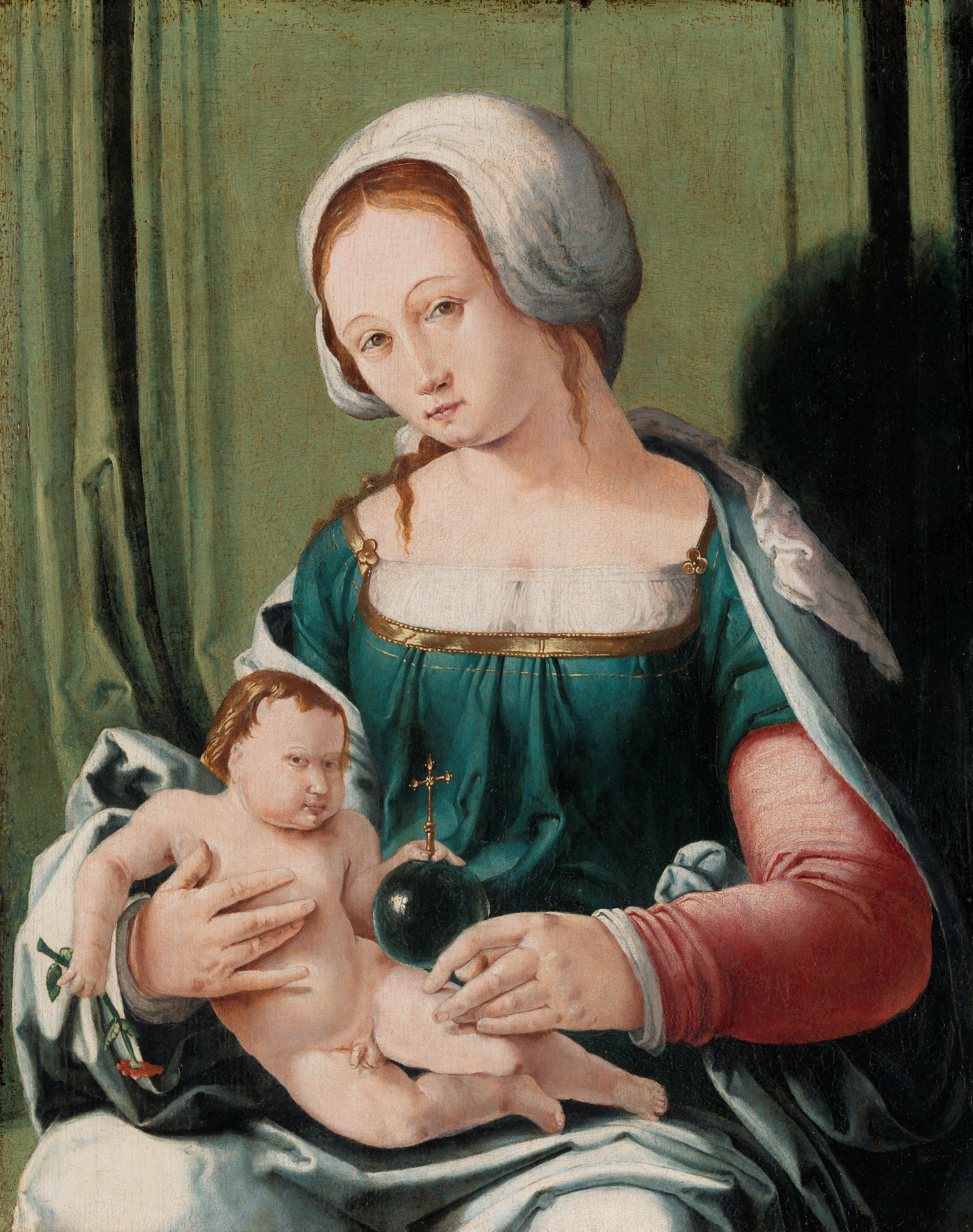
Vierge à l'Enfant, atelier de Lucas van Leyden (vers 1530)
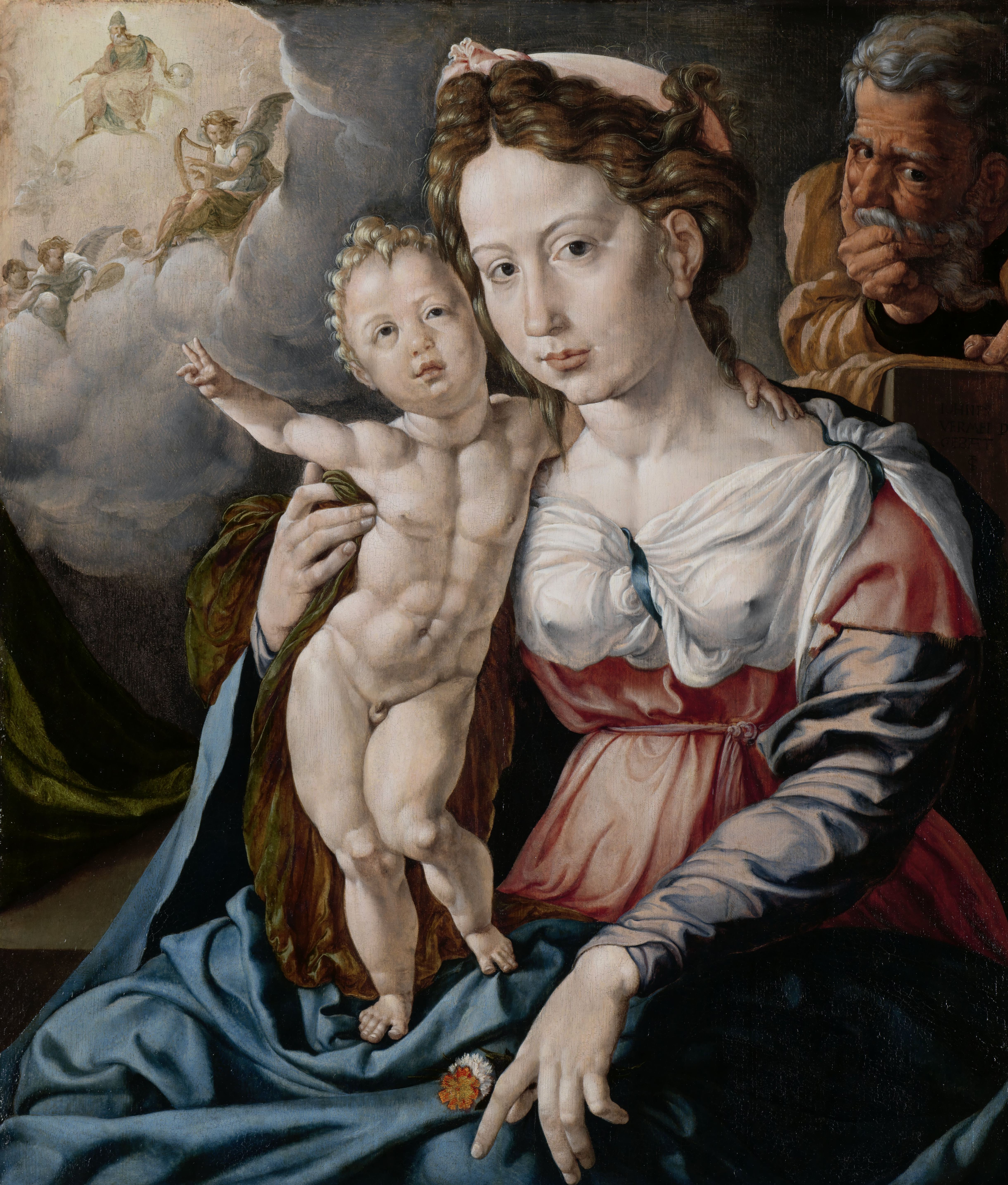
La Sainte Famille, Jan Cornelisz Vermeyen (XVIe)

#### Madone (Vierge à l'Enfant)
- La Vierge adorant l'Enfant, Albrecht Dürer (1496)
- Matthias Grünewald (1512)
- Francesco d'Ubertino (1540)
- Pontormo (1518)

##### Madone lisant

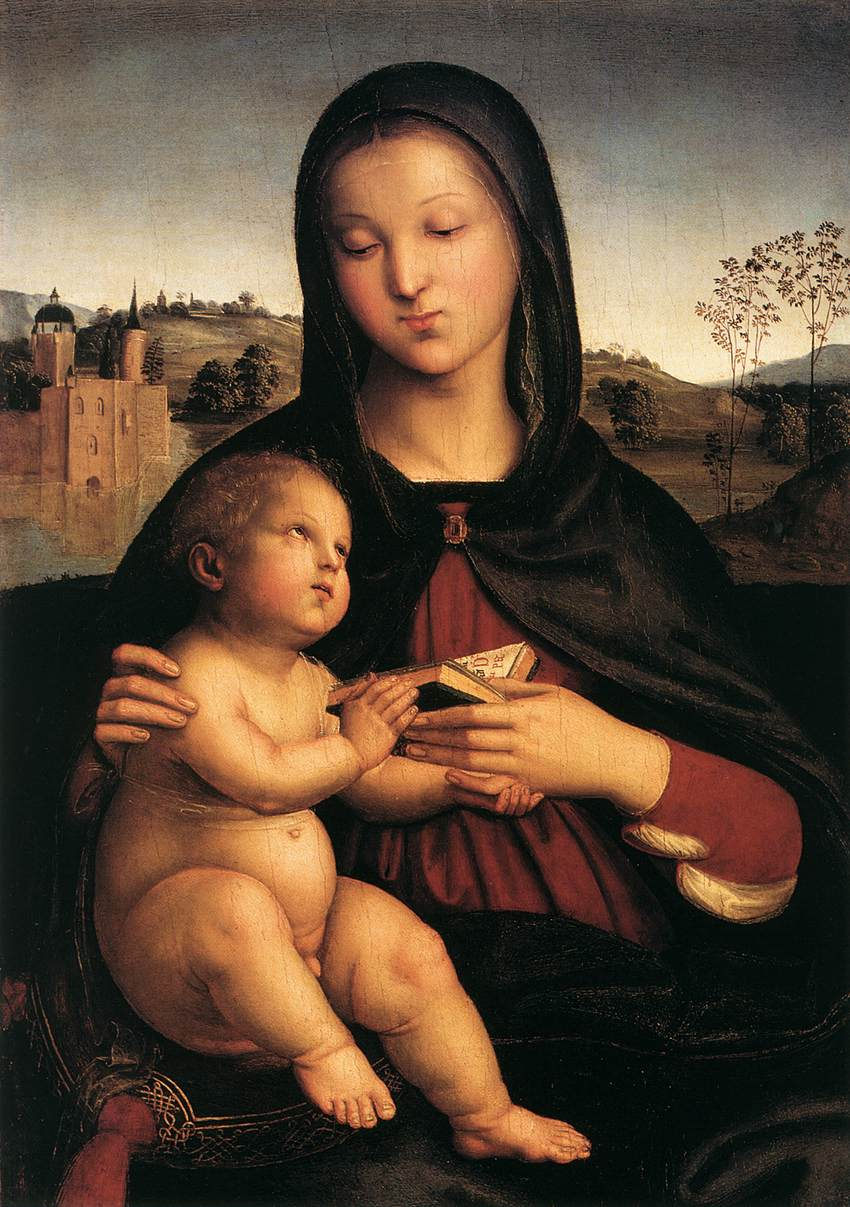
La Madone Pasadena par Raphaël.

Marie et l'Enfant en contemplation devant un livre ouvert :
- plusieurs versions de la Madonna leggente de Raphaël
  - Madone Pasadena (1503), Norton Simon Museum
  - Madone Solly (1504)
  - Madone Connestabile (1504), musée de l'Ermitage, saint-Pétersbourg
  - Madone Colonna, Gemäldegalerie, Berlin
  - Madone d'Alba (1511), National Gallery of Art, Washington
  - Fresque de la Casa Santi à Urbino
- Madonna che legge al bambino (1500 env.), Giorgione, Ashmolean Museum.
- Madonna col Bambino che legge (1443), peut-être de Jan van Eyck, National Gallery of Victoria, Melbourne
- Madonna che legge (1508), de Paolo Morando, Museo di Villa Cagnola (it), Gazzada Schianno
- La Madone du livre de Botticelli, Museo Poldi Pezzoli, Milan
- Madonna mit dem lesenden Kinde (1433), Jan van Eyck, National Gallery of Victoria, Melbourne

Des tableaux traitent du même sujet sans que le titre en soit explicite :
- Bernardino Butinone (v. 1490), pinacothèque de Brera, Milan
- Vittore Carpaccio (v. 1500)
- Rogier van der Weyden
- Lorenzo Monaco (1404)

##### Jésus accrochant le corsage de sa mère
Scène de transition entre la précédente et la séance d'allaitement qui va suivre, scène encore plus intime et humaine.
- versions de Raphaël :
  - Madone Colonna
  - La Madone d'Orléans

##### Marie allaitant Jésus

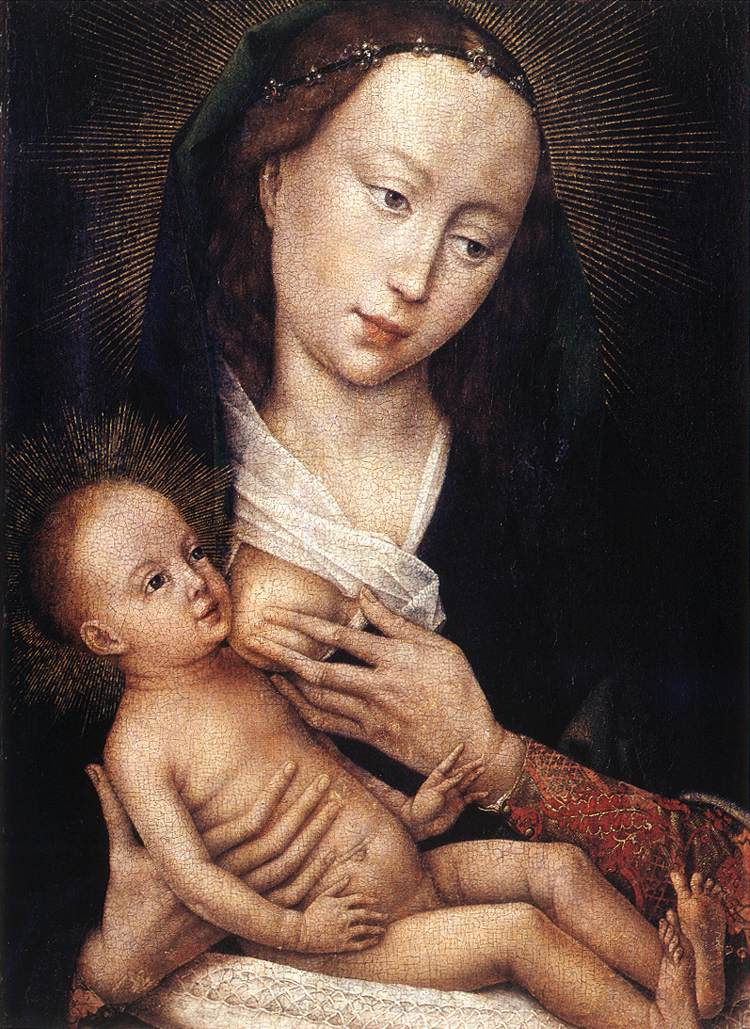
Madonna with Child par Rogier Van der Weyden (années 1450).

Scène nommée Madonna del latte pour les Italiens :
- Barnaba da Modena, au musée du Louvre
- Vierge de Lucques de Jan van Eyck (1436)
- Diptyque de Melun, Jean Fouquet (vers 1452)
- Léonard de Vinci (1490)
- Gérard David
- Bramantino
- it:Defendente Ferrari
- Robert Campin
- El Greco
- Artemisia Gentileschi
- Jan Gossaert
- Francisco de Zurbarán

##### Marie du sevrage
- Orazio Gentileschi

#### Sainte Famille

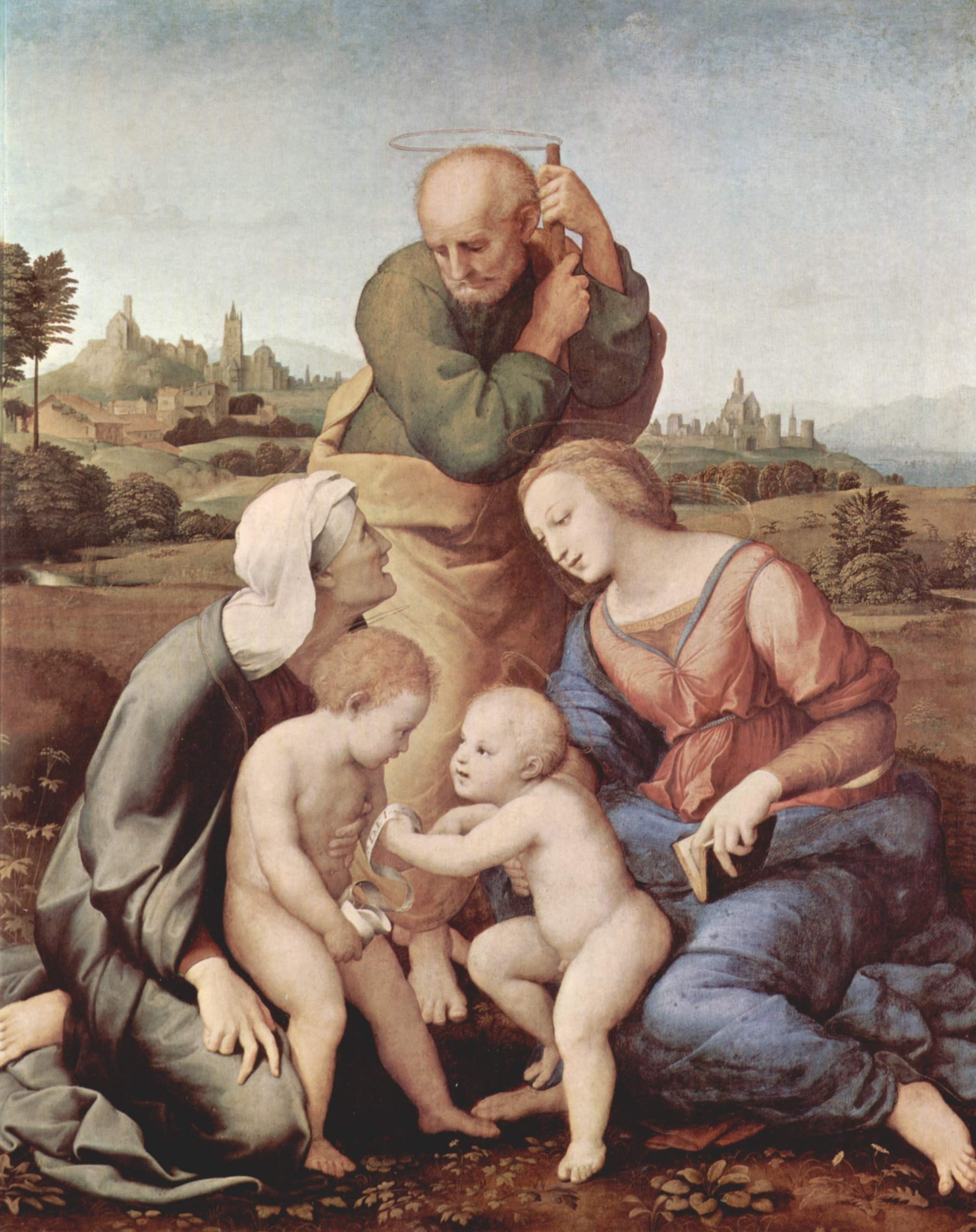
La Sainte Famille avec sainte Élisabeth et Jean-Baptiste, par Raphaël.

- Michel-Ange : La Sainte Famille à la tribune (1506)
- Léonard de Vinci : Sainte Anne, la Vierge et l'Enfant Jésus jouant avec un agneau (1510)
- Raphaël :
  - La Sainte Famille au palmier (1506)
  - La Vierge à l'Enfant et saint Joseph (1506)
  - La Sainte Famille à l'agneau (1507)
  - La Sainte Famille Canigiani (1508)
  - La Sainte Famille (1518)
  - La Sainte Famille sous un chêne (1520)
- Le Corrège : La Sainte Famille avec le petit saint Jean (1522)
- Pontormo : La Sainte Famille avec saint Jean-Baptiste (1523)
- Le Caravage : La Sainte Famille avec saint Jean-Baptiste (1606)
- Francisco de Goya : La Sainte Famille avec saint Joaquim et sainte Anne devant l'Éternelle Gloire (1769) et La Sainte Famille (1780)

#### Jésus avec Joseph
- Guido Reni (1635)
- Le Greco : Saint Joseph et l'Enfant Jésus (1600)
- Georges de La Tour : Saint Joseph charpentier (1640)

#### Jésus à Nazareth
- John Everett Millais : Le Christ dans la maison de ses parents (1850)
- Vassili Polenov : Plein de sagesse (1909)

#### Recouvrement de Jésus au temple

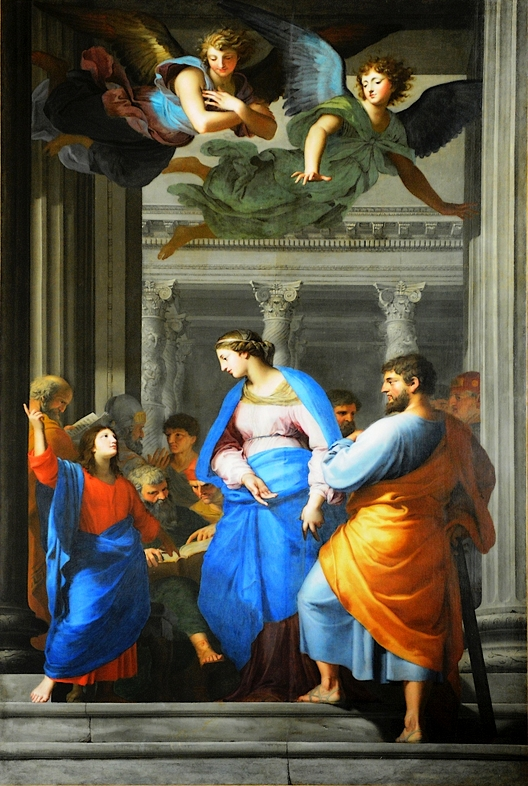
File:Jésus retrouvé au Temple, Jacques Stella (1640).

- Giuseppe Ribera : Jésus et les docteurs
- Jacques Stella : Marie retrouve Jésus au milieu des Docteurs dans le temple (XVIIe siècle)
- Duccio (1312)
- Simone Martini : Le Christ retrouvé au Temple (1342)
- Albrecht Dürer : Jésus parmi les docteurs : (1506)
- Suiveur de Bosch : Jésus parmi les docteurs (1540)
- William Holman Hunt : Découverte du Sauveur dans le Temple (1860)
- Vassili Polenov : Parmi les docteurs (1896)

#### Jésus adolescent
Représentation de Jésus-Christ adolescent dans la tradition iconographique orientale :
- La Paternité

### Prédication et miracles

#### Baptême du Christ par Jean le Baptiste

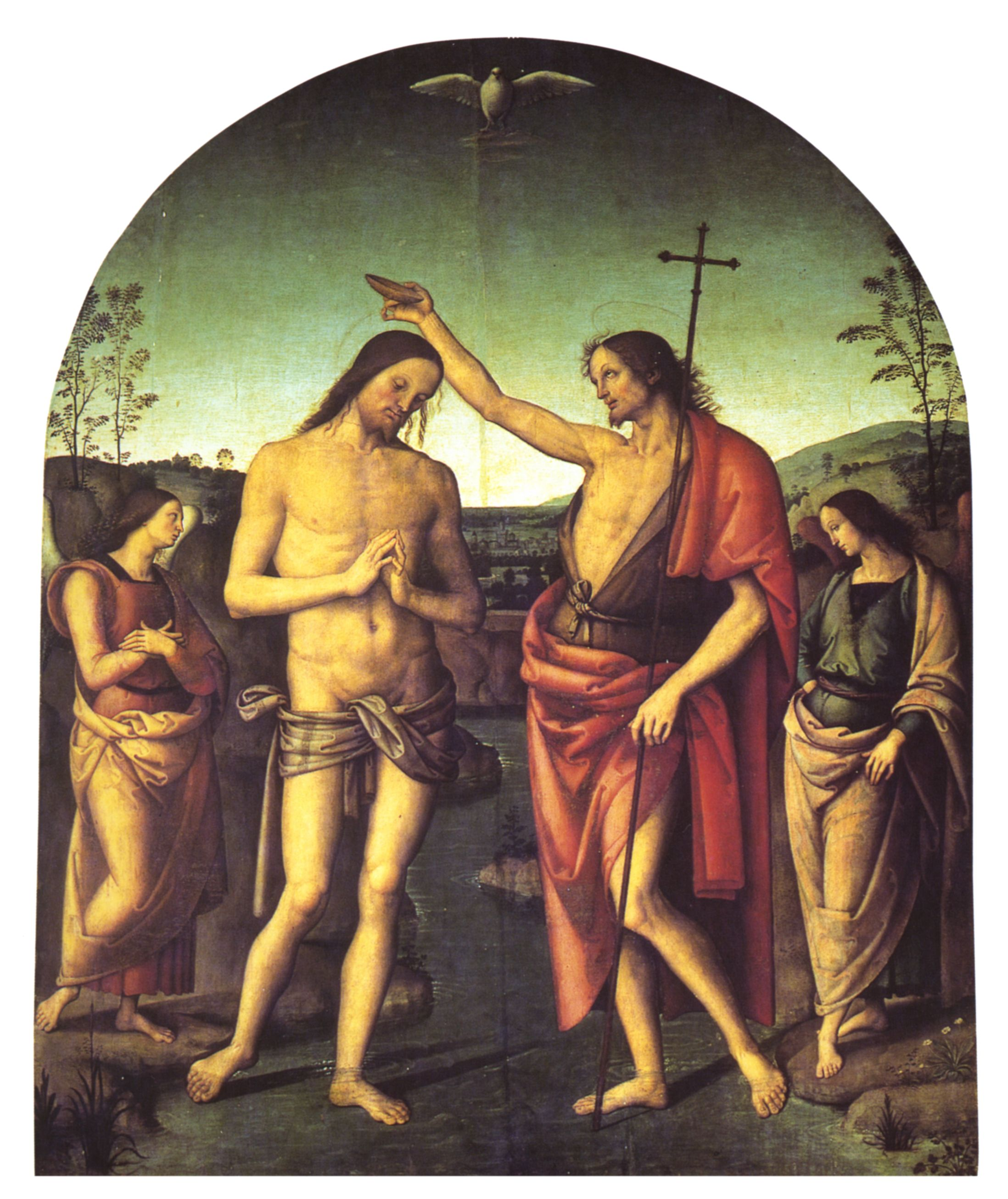
Le Baptême du Christ, Le Pérugin, Dôme de Città della Pieve (1510).

- Piero della Francesca : Le Baptême du Christ (1465)
- Verrocchio : Le Baptême du Christ (1475)
- Giovanni Bellini : Le Baptême du Christ (1500)
- Le Pérugin : Le Baptême du Christ à la chapelle Sixtine du Vatican (1482) et Le Baptême du Christ au Duomo de Città della Pieve (1510)
- Titien : Le Baptême du Christ (1512)
- Pietro Grammorseo (1523)
- Le Greco : Le Baptême du Christ (1600)

#### Le Christ bénissant Jean le Baptiste
- Moretto da Brescia

#### La Tentation du Christ
- Sandro Botticelli : La Tentation du Christ (1482)
- Duccio

#### Noces de Cana

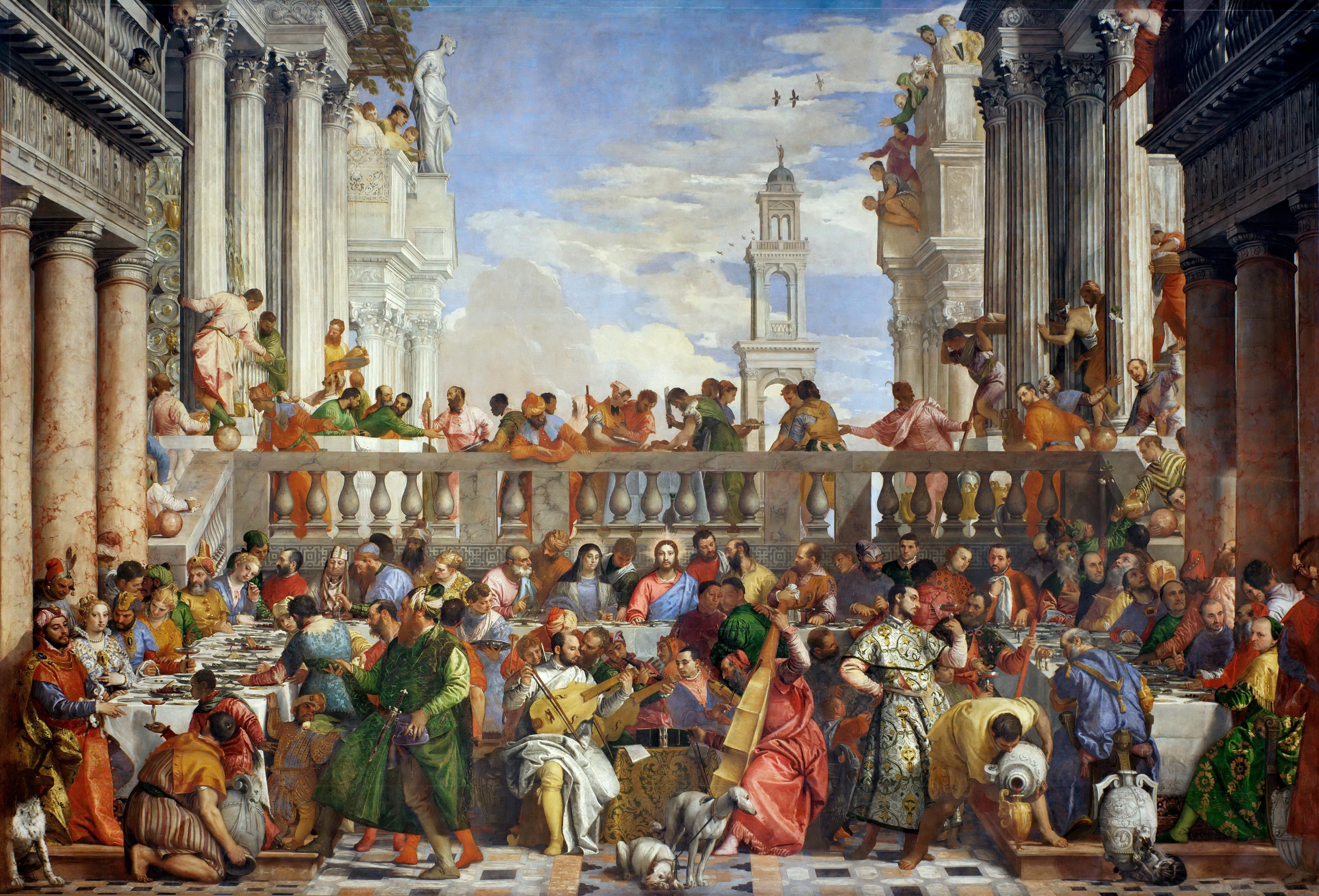
Les Noces de Cana, Véronèse (1563).

- Les Très Riches Heures du duc de Berry (1409)
- Giotto (début du XIVe siècle)
- Léonard de Vinci (œuvre perdue ou détruite)
- Gérard David : Les Noces de Cana (1501)
- Jérôme Bosch : Les Noces de Cana (1510)
- Il Garofalo : Les Noces de Cana (1531)
- Véronèse : Les Noces de Cana (1563)

#### Appel des apôtres

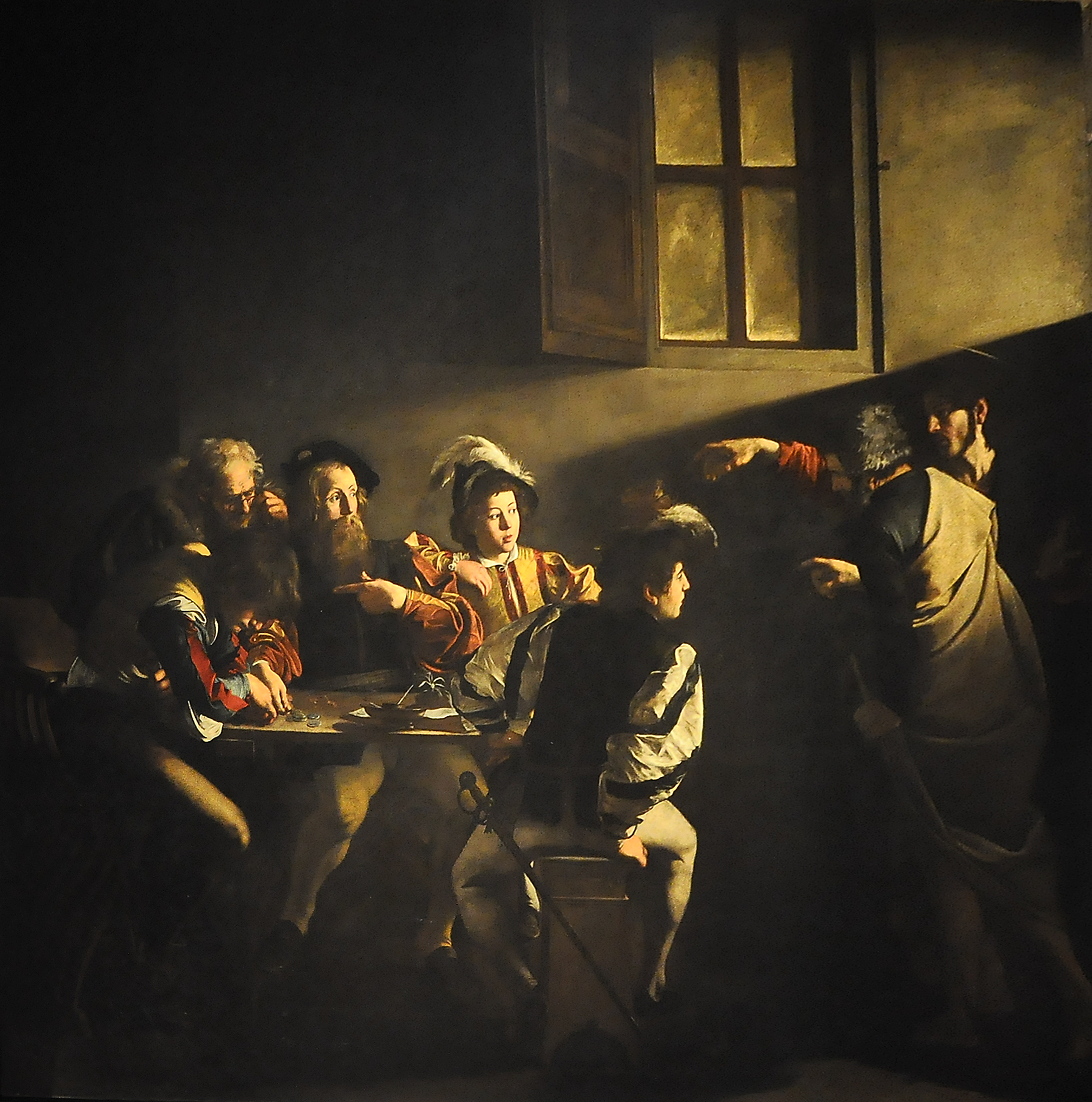
La Vocation de saint Matthieu, Le Caravage (1599).

- Domenico Ghirlandaio : La Vocation des premiers apôtres Pierre et André  (1482)
- Le Caravage : La Vocation de saint Matthieu (1599) et La Vocation de saint Pierre et saint André (1601)

#### Jésus et la Samaritaine
- Jean-François de Troy : Jésus et la Samaritaine (1742)

#### Le Christ et la femme adultère
Le Christ empêche la lapidation d'une femme adultère.
- Lorenzo Lotto au musée du Louvre et une réplique tardive à la basilique de Loreto
- Scarsellino au musée du Louvre
- Pieter Brueghel l'Ancien : Le Christ et la Femme adultère (1565)
- Rembrandt : Le Christ et la Femme adultère (1644)
- Henryk Siemiradzki : La Pécheresse (1873)
- Vassili Polenov : Le Christ et la Pécheresse (1888)

#### Le repas chez Simon le Pharisien

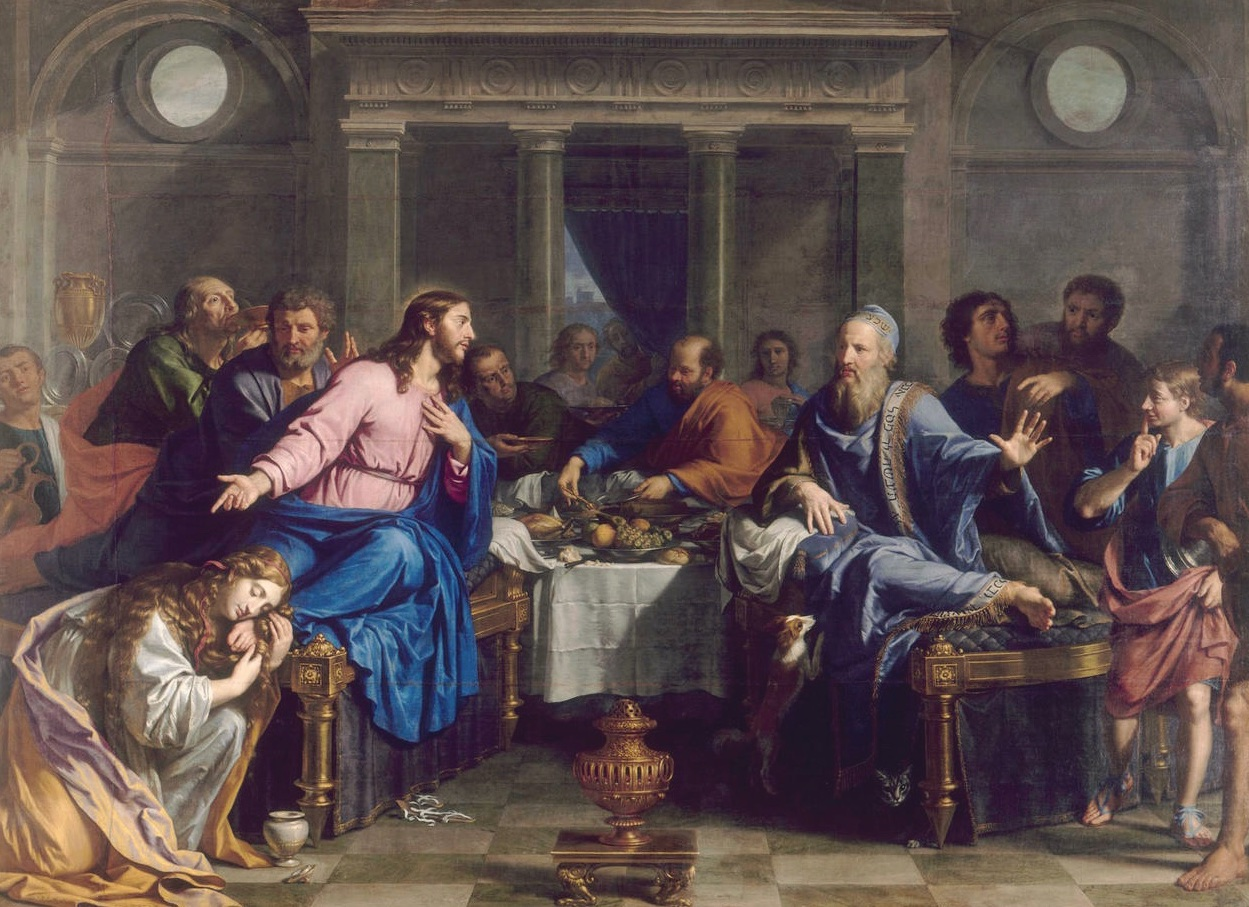
Le Repas chez Simon, Philippe de Champaigne (1656).

Scène du lavement des pieds du Christ par la femme pécheresse.
- Rubens (1618)
- Nicolas Colombel
- Antonio Campi (1577)
- Rubens : Le Repas chez Simon le pharisien (1620)
- Philippe de Champaigne : Le Repas chez Simon (1656)
- Jean Jouvenet : Le Repas chez Simon (1706)

#### Le denier de César
- Titien : Le Christ au denier (1516)
- Philippe de Champaigne : Le Denier de César (1655)

#### Guérison de deux aveugles à Jéricho
- Nicolas Poussin : Les Aveugles de Jéricho (1650)
- Jean-Baptiste Frénet (1814-1889)

#### Guérison du paralytique à Capharnaüm
- Jean-Baptiste Frénet (1814-1889)

#### Pêche miraculeuse
- Jean Jouvenet (1706)
- Konrad Witz (1444)

#### Marche sur les eaux

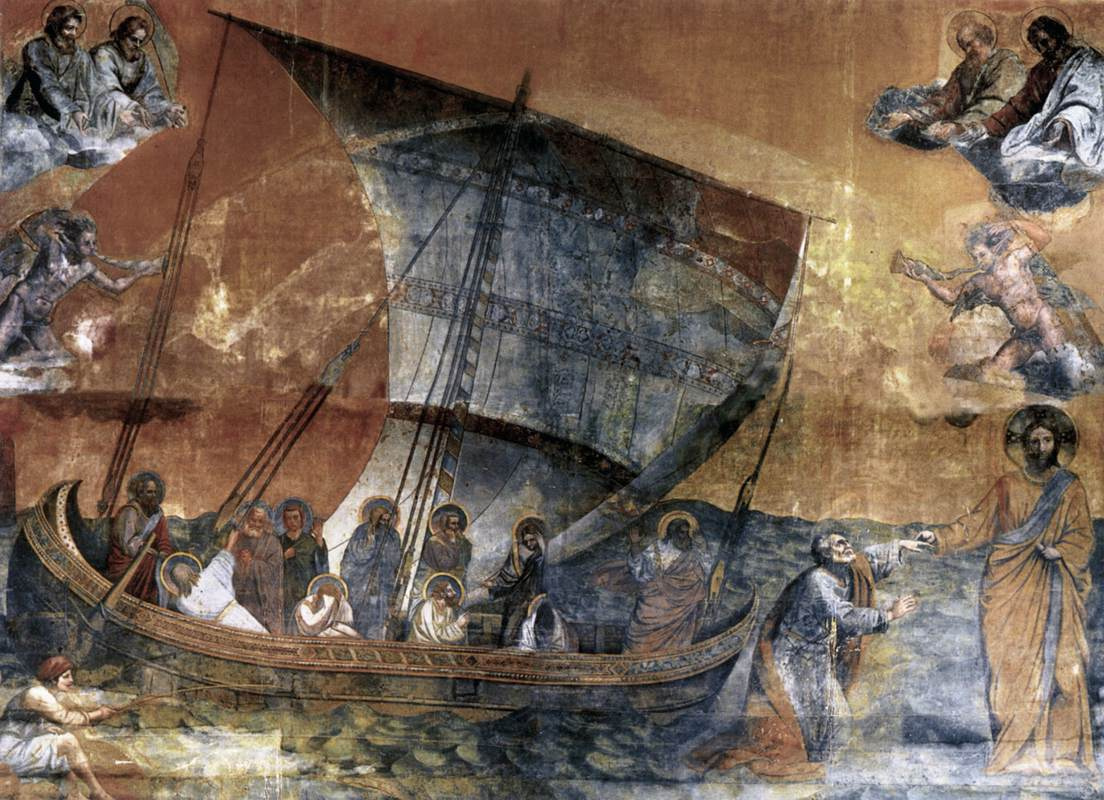
La Navicella, Giotto (1313).

- Giotto, mosaïque monumentale pour l'ancienne basilique Saint-Pierre de Rome, œuvre dite La Navicella
- Guido Ubaldo Abbatini (1649)
- Parri Spinelli : La Pêche miraculeuse
- Ivan Aïvazovski : Marche sur les eaux (1888)

#### Miracle de la tempête apaisée
- Rembrandt : Le Christ dans la tempête sur la mer de Galilée (1633)
- Eugène Delacroix : Christ sur le lac de Genesareth (1853)

#### Jésus avec Marthe et Marie
- Pieter Aertsen : Jésus chez Marthe et Marie (1552)
- Johannes Vermeer : Le Christ dans la maison de Marthe et Marie (1655)

#### Résurrection de Lazare
- Juan de Flandes (1500)
- Le Caravage : La Résurrection de Lazare (1609)
- Rembrandt : La Résurrection de Lazare (1630)
- Jean Jouvenet (1706)
- Il Morazzone (XVIIe siècle)

#### Transfiguration
- Transfiguration, icône russe

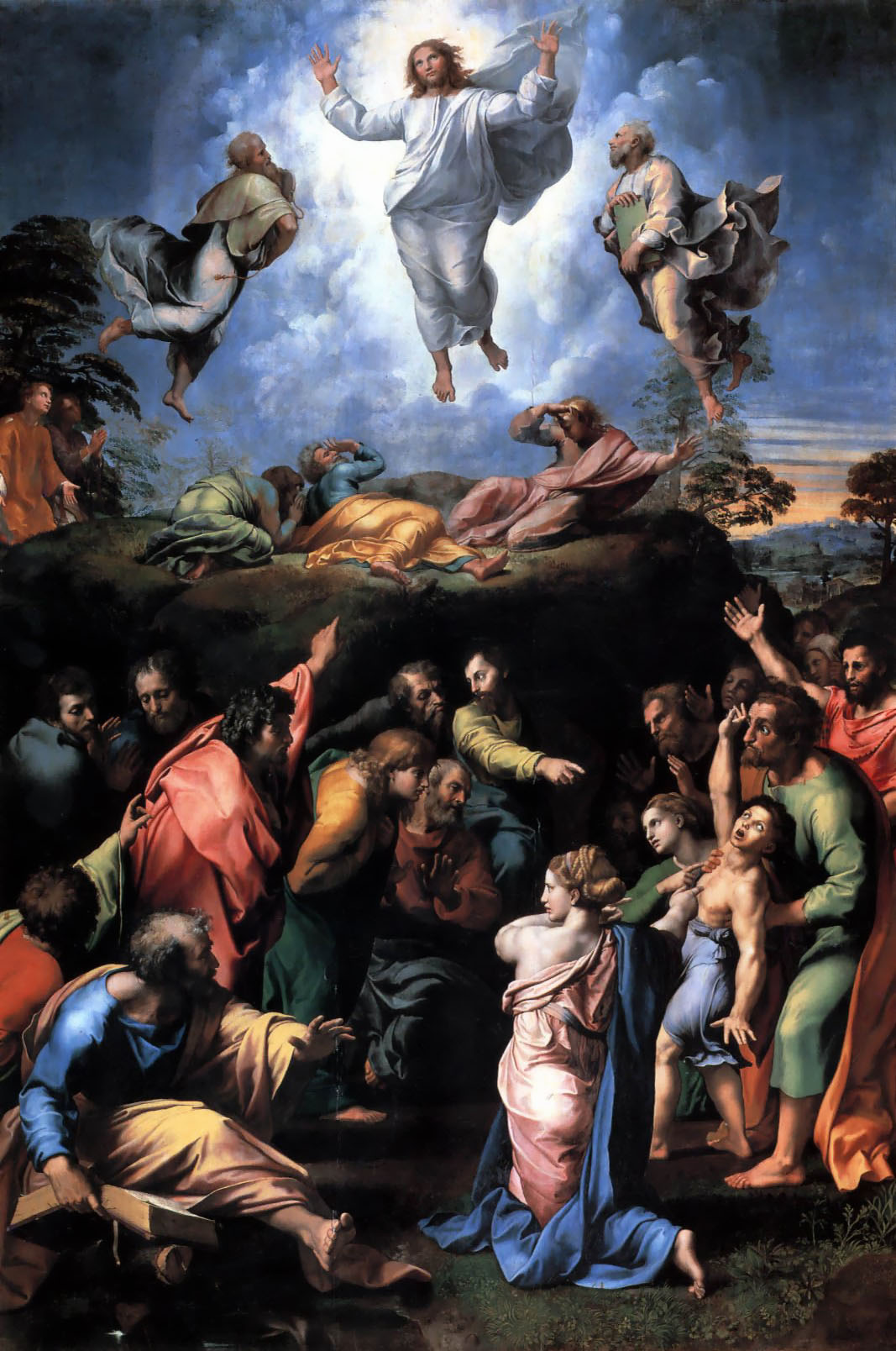
La Transfiguration, Raphaël (1520).

- Giovanni Bellini : La Transfiguration (1455) et La Transfiguration (1480)
- Gentile Bellini : Trasfigurazione di Cristo (1485)
- Le Pérugin : Transfiguration (1500) et Retable de la Transfiguration (1517)
- Lorenzo Lotto : La Transfiguration (1512)
- Gérard David : La Transfiguration du Christ (1520)
- Raphaël : La Transfiguration (1520)
- Le Titien : La Transfiguration (1560)
- Rubens : La Transfiguration (1605)

#### Expulsion des marchands du Temple
- Giotto
- Jan Sanders : Le Christ chassant les marchands du Temple (1556)
- Jacopo Bassano : Le Christ chassant les marchands du temple (1565)
- Le Greco : Le Christ chassant les marchands du Temple (1595) et Le Christ chassant les marchands du Temple (1600)
- Nicolas Colombel
- Charles-Joseph Natoire

### Arrivée à Jérusalem

#### Entrée à Jérusalem

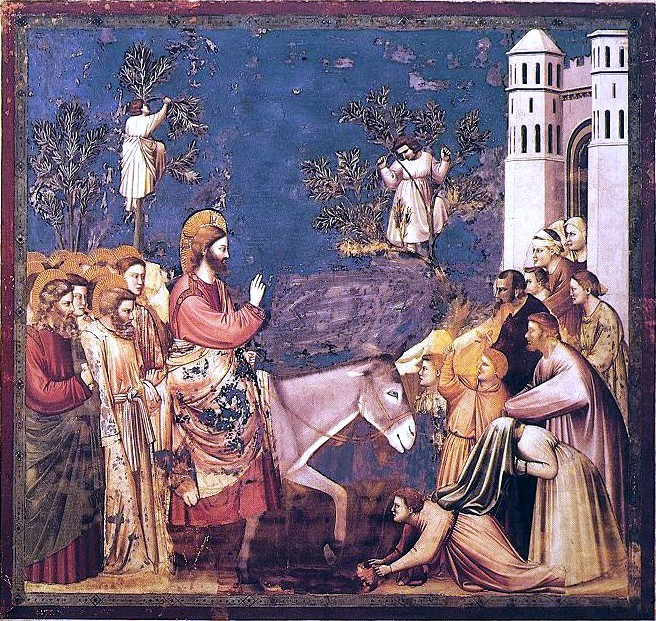
L'arrivée à Jérusalem par Giotto.

- Anonyme : L'Entrée à Jérusalem miniature du psautier de Saint-Alban (début du XIIe siècle)
- Giotto : Entrée à Jérusalem (1304-1306), Chapelle des Scrovegni, Padoue
- Pietro Lorenzetti : Arrivée du Christ à Jérusalem (1320)

#### Lavement des pieds
- Duccio : Le Lavement des pieds (1308-1311), Museo dell'Opera Metropolitana del Duomo (Sienne)
- Le Tintoret : Le Lavement des pieds (1549), musée du Prado, Madrid

#### La Cène

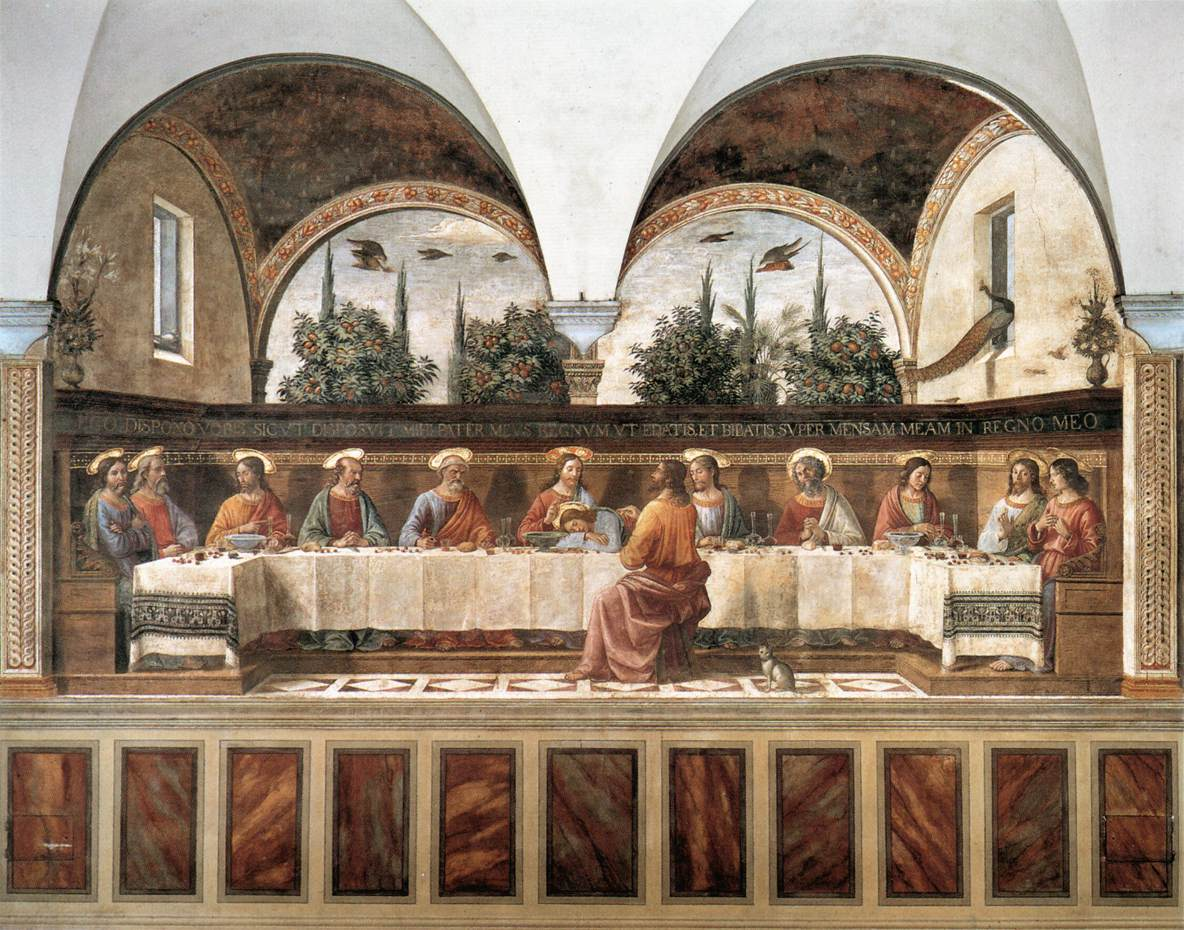
La Cène par Domenico Ghirlandaio.

- Taddeo Gaddi : Cenacolo de Santa Croce (1355)
- La Cène, icône russe
- Juste de Gand : L'Institution de l'eucharistie (1474)
- Domenico Ghirlandaio et Davide Ghirlandaio : réfectoire du monastère de la Badia a Passignano (1476)
- Domenico Ghirlandaio : Cenacolo de Domenico Ghirlandaio (Ognissanti) aux Ognissanti (1480)
- Andrea del Castagno : Cène d'Andrea del Castagno (1480)
- Cosimo Rosselli : La Cène (1481)
- Le Pérugin : La Cène (1496)
- Léonard de Vinci : La Cène (1498)
- Juan de Juanes (plusieurs versions)
- Pieter Coecke van Aelst : La Cène (1525)
- Andrea del Sarto : Cenacolo di Andrea del Sarto (1527)
- Lucas Cranach le Jeune : La Cène (1565)
- Le Greco : La Cène (1568)
- Le Tintoret : La Cène (1593)
- Rubens : La Cène (1631)
- Nicolas Poussin : L'Institution de l'eucharistie (1641)
- Nikolaï Gay : La Cène (1863)

### Passion du Christ

#### Les adieux du Christ à sa mère

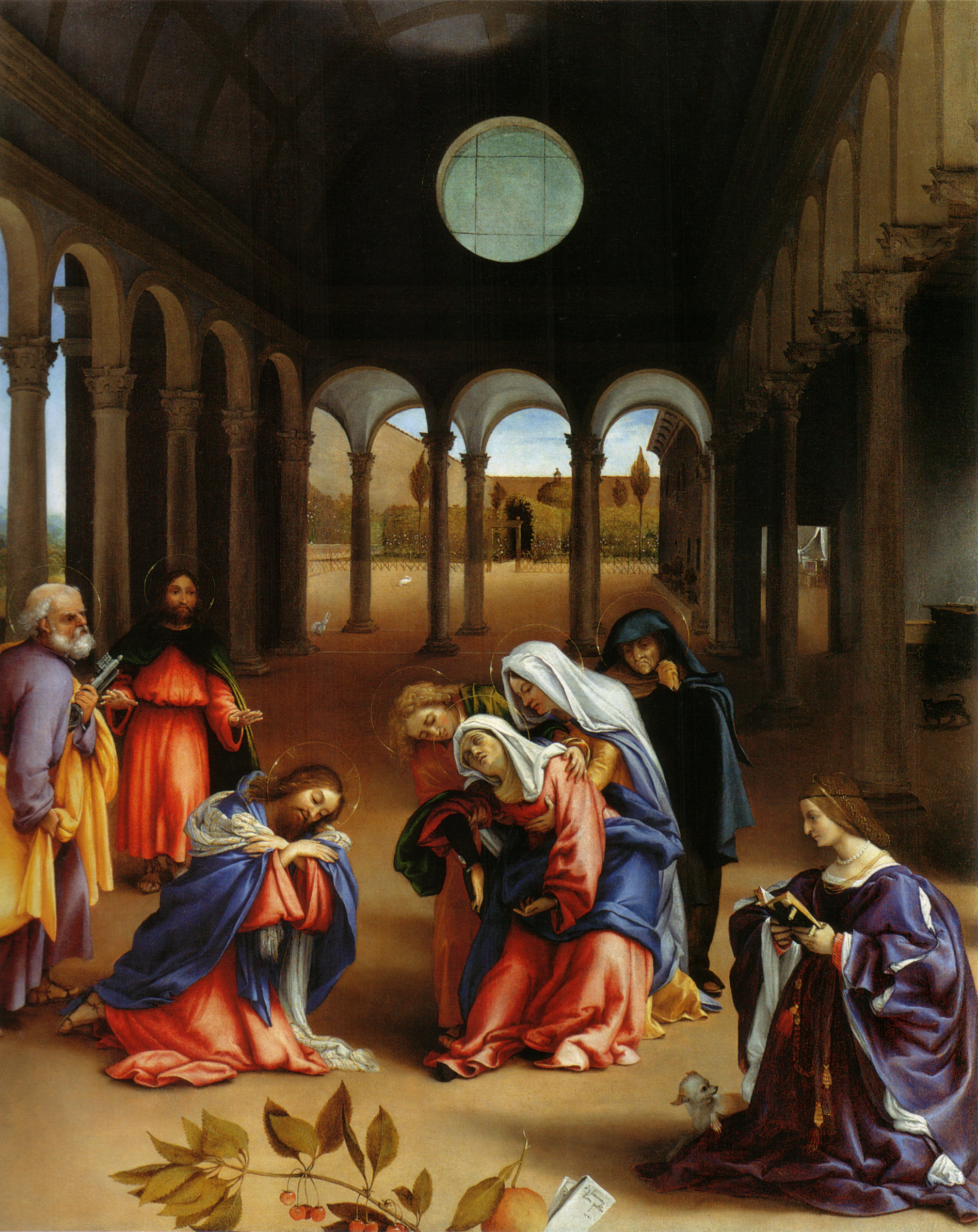
Les adieux par Lorenzo Lotto.

- Corrège (1517)
- Bernhard Strigel (1520)
- Lorenzo Lotto (1521)

#### Agonie au jardin des oliviers

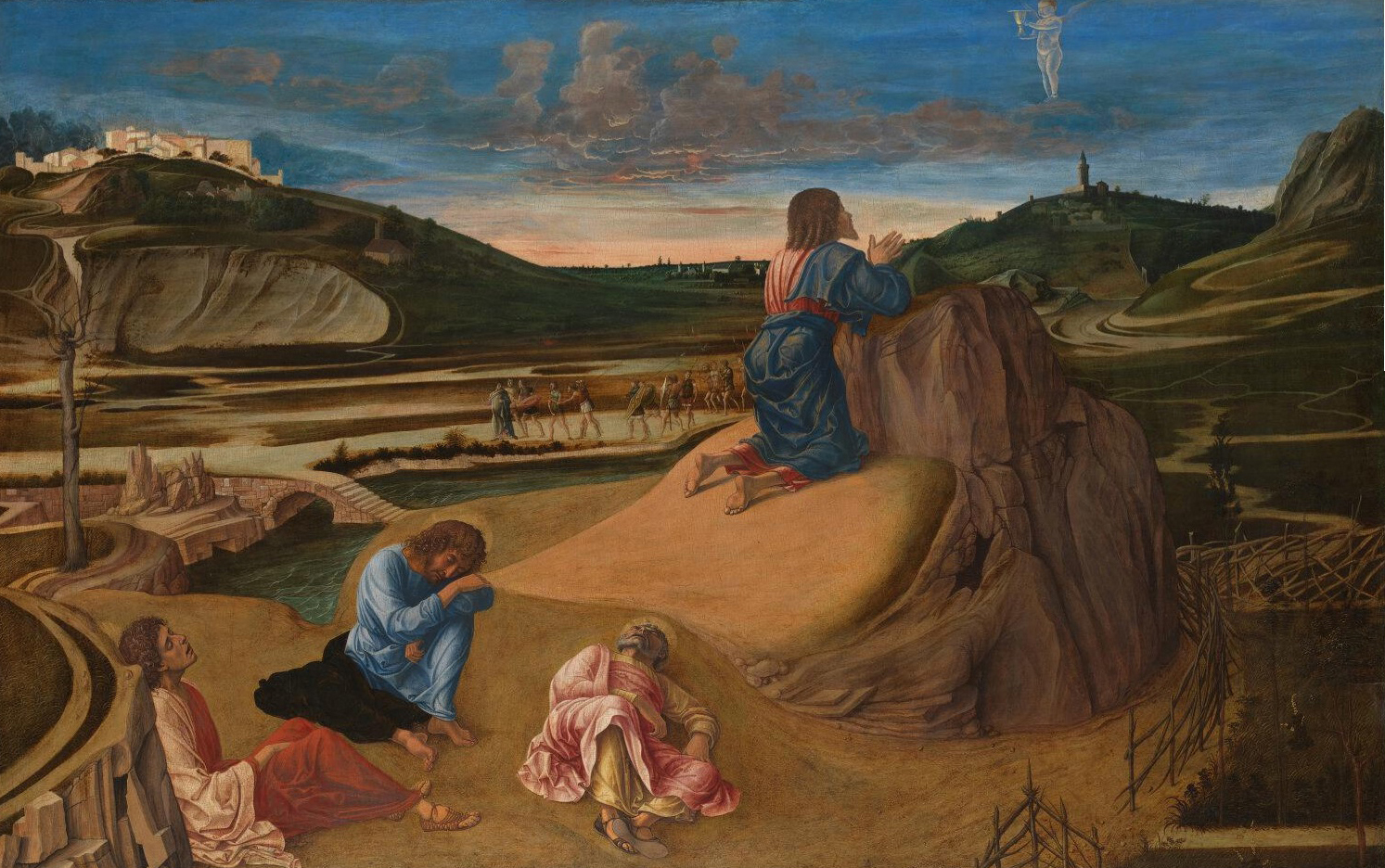
L'agonie au jardin par Giovanni Bellini.

Scène de l'agonie dans le jardin des oliviers à Gethsémani.
- Duccio (1308)
- Lorenzo Monaco (1408)
- Fra Angelico (1437)
- Andrea Mantegna : L'Agonie dans le jardin (1458)
- Giovanni Bellini (1465)
- Le Pérugin : L'Agonie dans le jardin (1495)
- Titien : Agonie dans le jardin (1562)
- El Greco : L'Agonie dans le jardin (1605)
- Le Caravage : Le Christ au Mont des Oliviers (1605)
- Goya : Christ au jardin des oliviers (1819)
- Théodore Chassériau : Le Christ au Jardin des Oliviers (1840)

#### Arrestation de Jésus
- Cimabue
- Giotto (1266)
- Duccio (1308)
- Fra Angelico (1437)
- Sandro Botticelli
- Hans Holbein (1523)

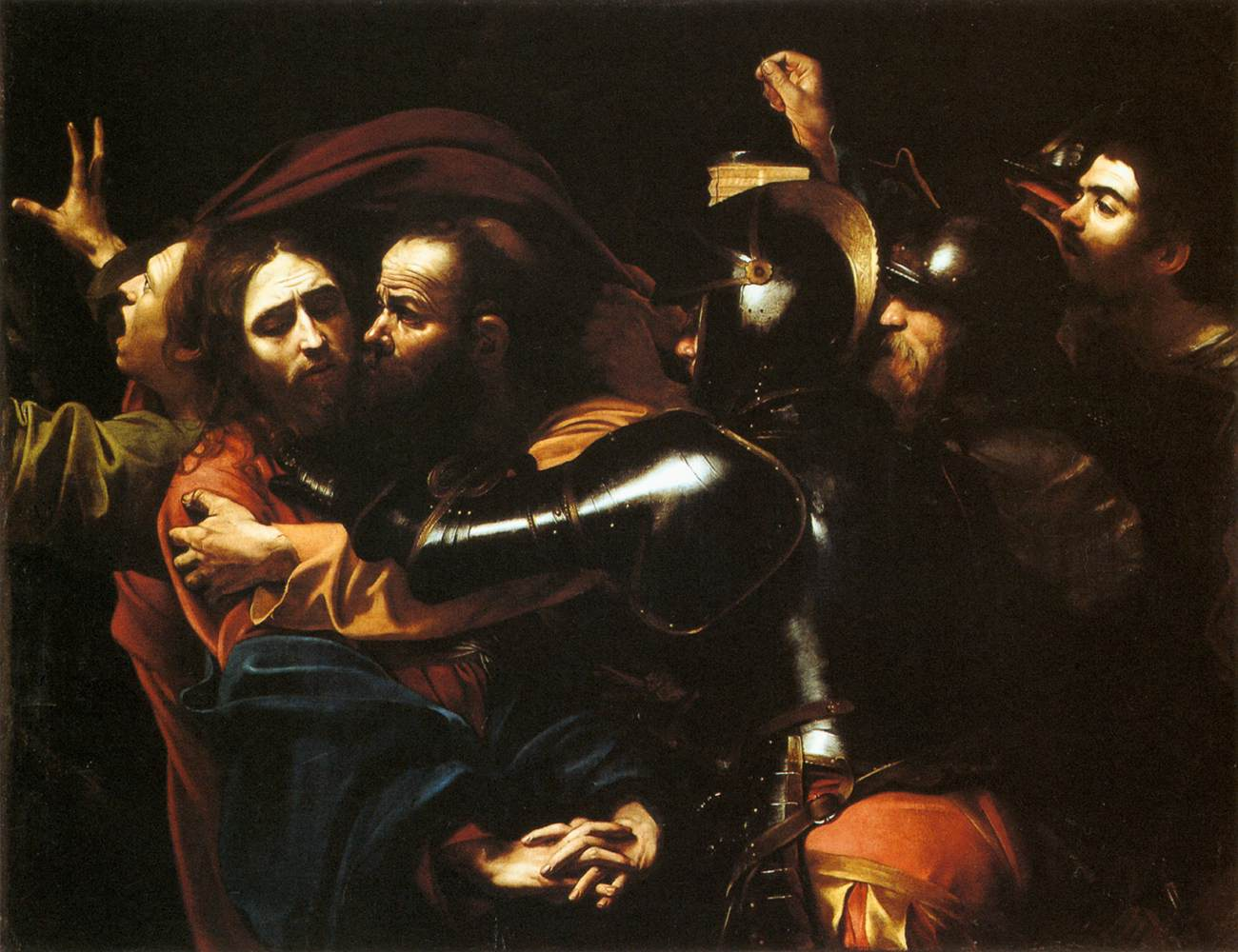
L'arrestation du Christ par Le Caravage.

- Le Caravage : L'Arrestation du Christ (1602)
- Goya : L'Arrestation du Christ (1798)
- Sandro Botticelli

#### Dérision du Christ

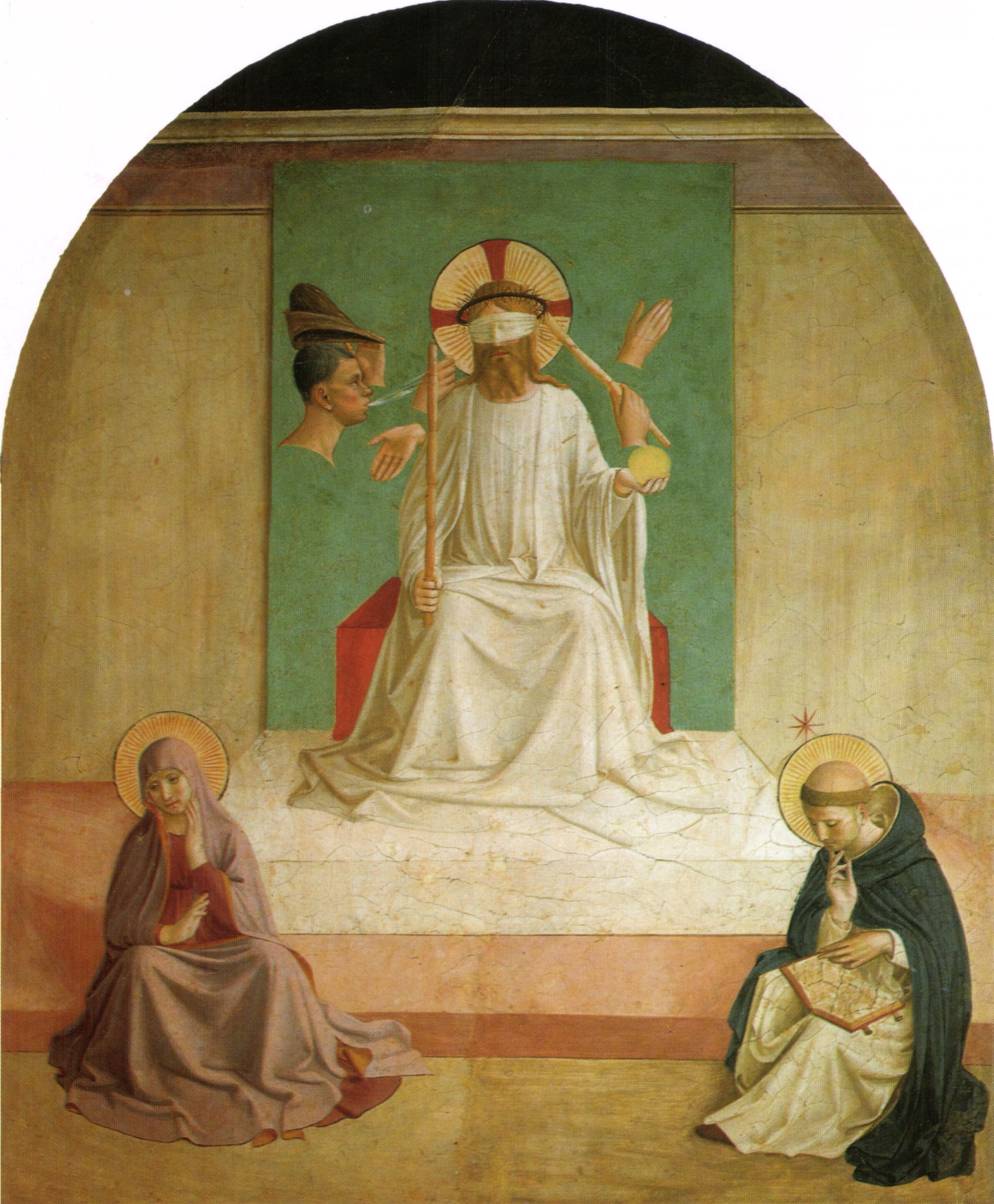
Christ aux outrages par Fra Angelico au couvent San Marco de Florence (vers 1440).

- Cimabue : La Dérision du Christ (1280)
- Fra Angelico : Christ aux outrages au couvent San Marco de Florence
- Jan Sanders van Hemessen (1500)
- Matthias Grünewald : Le Christ outragé (1504)
- Il Morazzone : Cristo deriso, collège Corpus Christi, Valence
- Édouard Manet  : Jésus insulté par les soldats (1865)

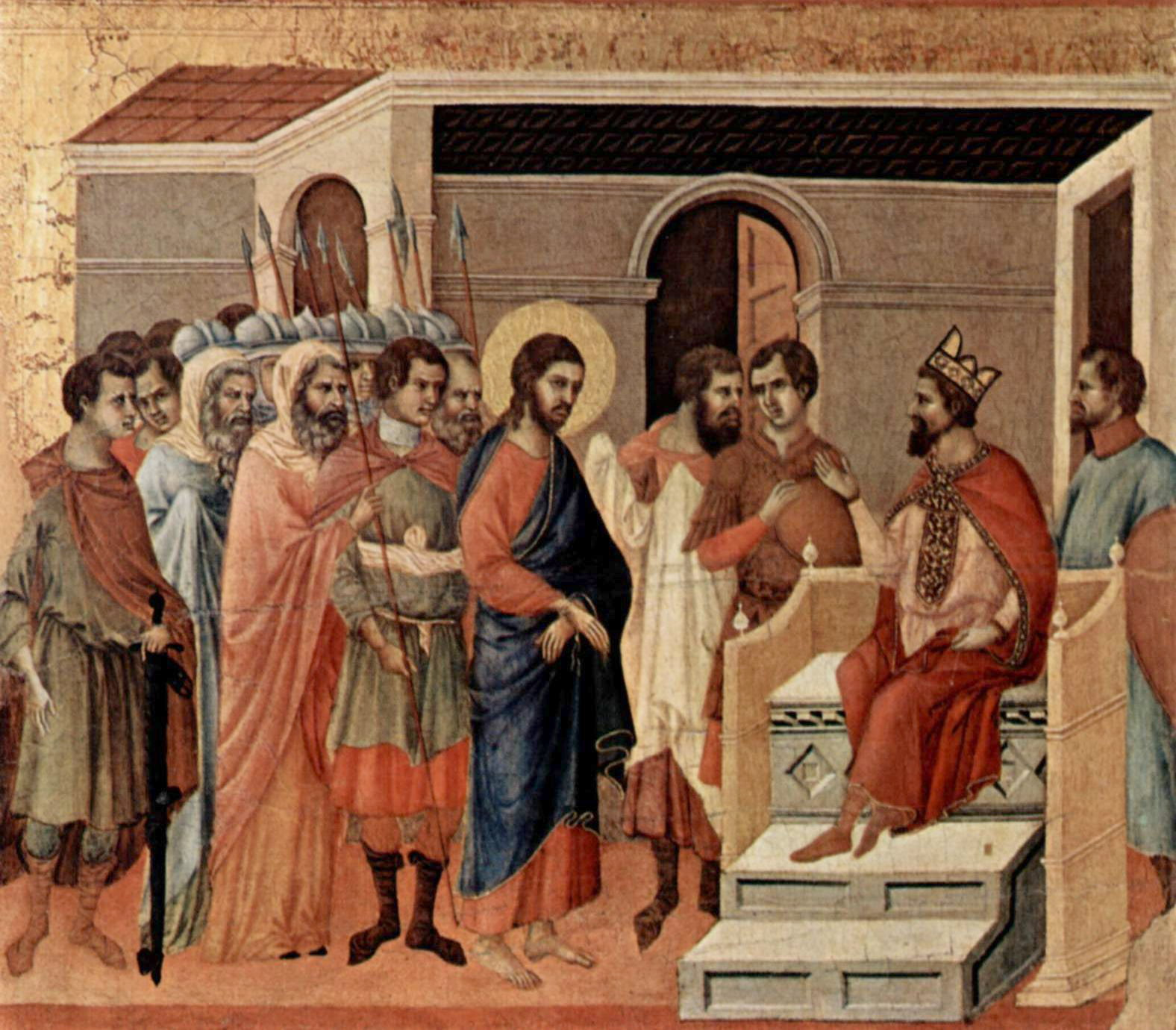
Devant Hérode par Duccio.

#### Procès de Jésus
- Duccio, devant Hérode (1308-1311)
- Giotto di Bondone
- Matthias Grunewald
- Suiveur de Bosch : Le Christ devant Pilate (1520)

#### Flagellation du Christ

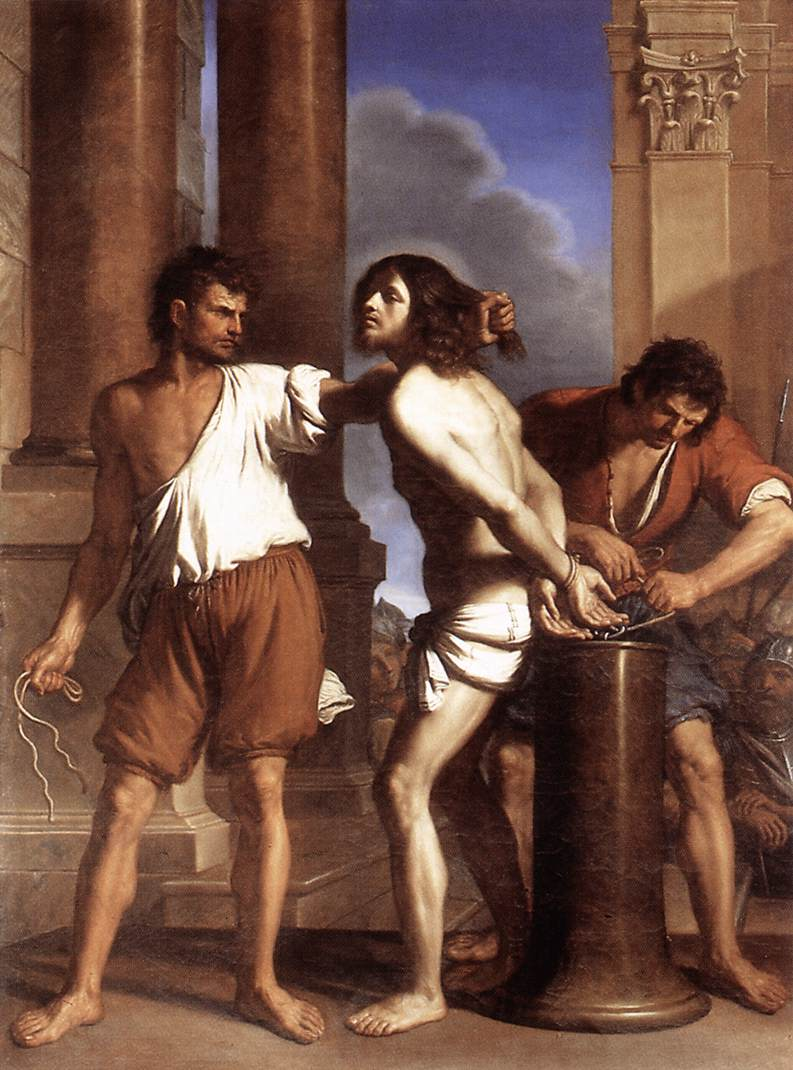
Flagellation par Le Guerchin.

- Cimabue : La Flagellation du Christ (1280)
- Maître Francke (1424)
- Piero della Francesca : Flagellation du Christ (1450)
- Carlo Crivelli (1468)
- Antonello de Messine : Le Christ à la colonne (1478)
- Albrecht Altdorfer (1518)
- Niklaus Weckmann (1520)
- Jehan de Beauce (XVIe siècle)
- Le Caravage : Le Christ à la colonne (1607)
- Le Guerchin (1657)
- William Bouguereau : La Flagellation de Notre Seigneur Jésus-Christ (1880)

#### Couronnement d'épines
- Jérôme Bosch : Le Couronnement d'épines (1500) et Le Couronnement d'épines (1500)
- Titien : Le Christ couronné d'épines (1510)
- Le Caravage : Le Couronnement d'épines (1603) et Le Couronnement d'épines (1607)
- Antoine van Dyck : Le Couronnement d'épines (1620)

#### Ecce Homo
- Martin Schongauer (1450)

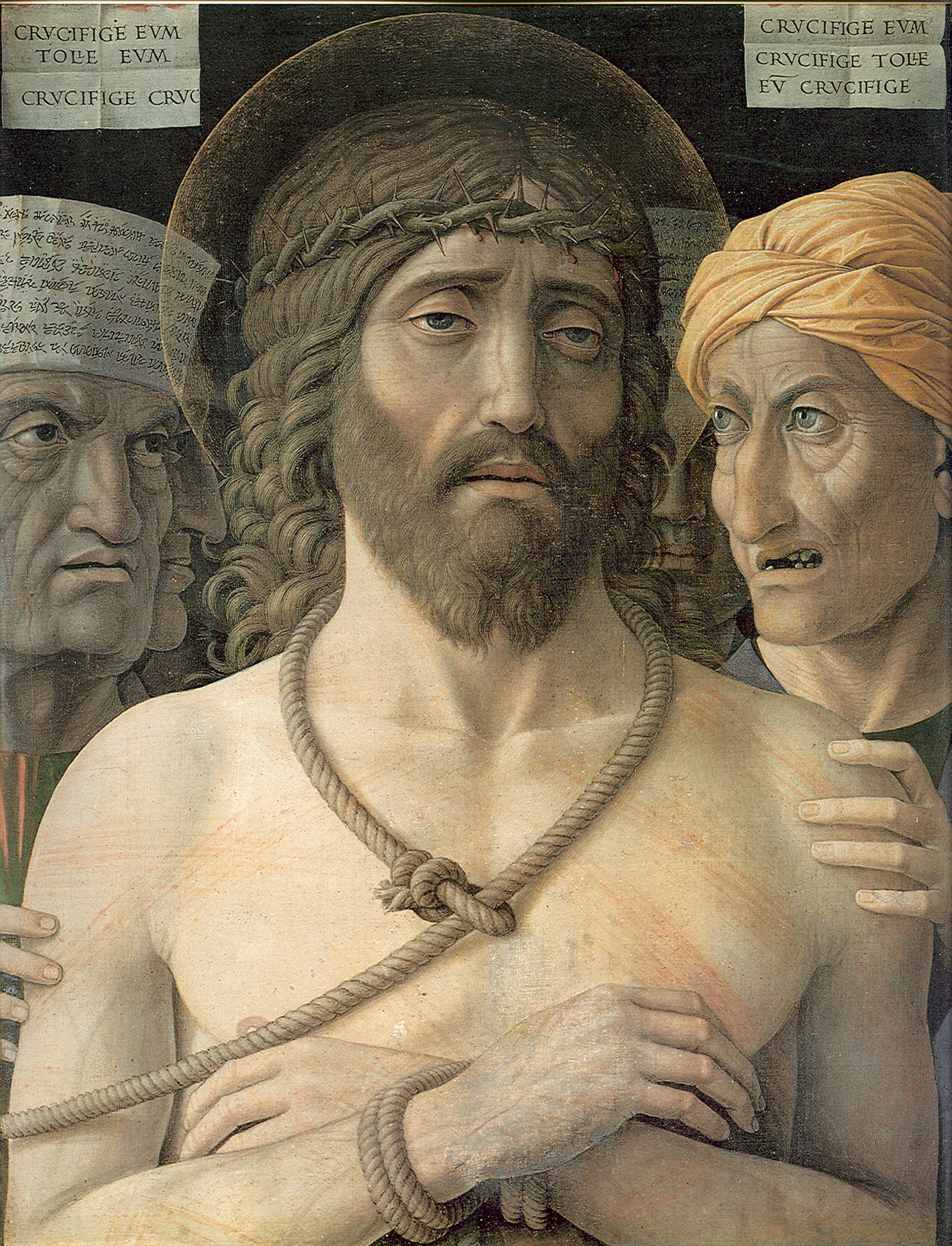
Ecce Homo par Mantegna (1500).

- Antonello de Messine (1470) et (1473)
- Jérôme Bosch : Ecce Homo (1485) et Triptyque Ecce Homo (1500)
- Andrea Mantegna : Ecce Homo (1500)
- Titien (1510)
- Le Caravage : Ecce Homo (1607)
- Honoré Daumier : Ecce Homo (1852)

#### Christ de pitié
- Gérard de Saint-Jean (fin XVe siècle)
- Giovanni Santi (1480)
- Albrecht Bouts : Tête de Christ couronné d'épines (1500)
- Le Corrège : Tête du Christ (1521)

#### Le Christ quittant le prétoire
- Gustave Doré : Le Christ quittant le prétoire (1872)

#### Portement de la croix
- Nazaréen noir
- Meister von Astorga

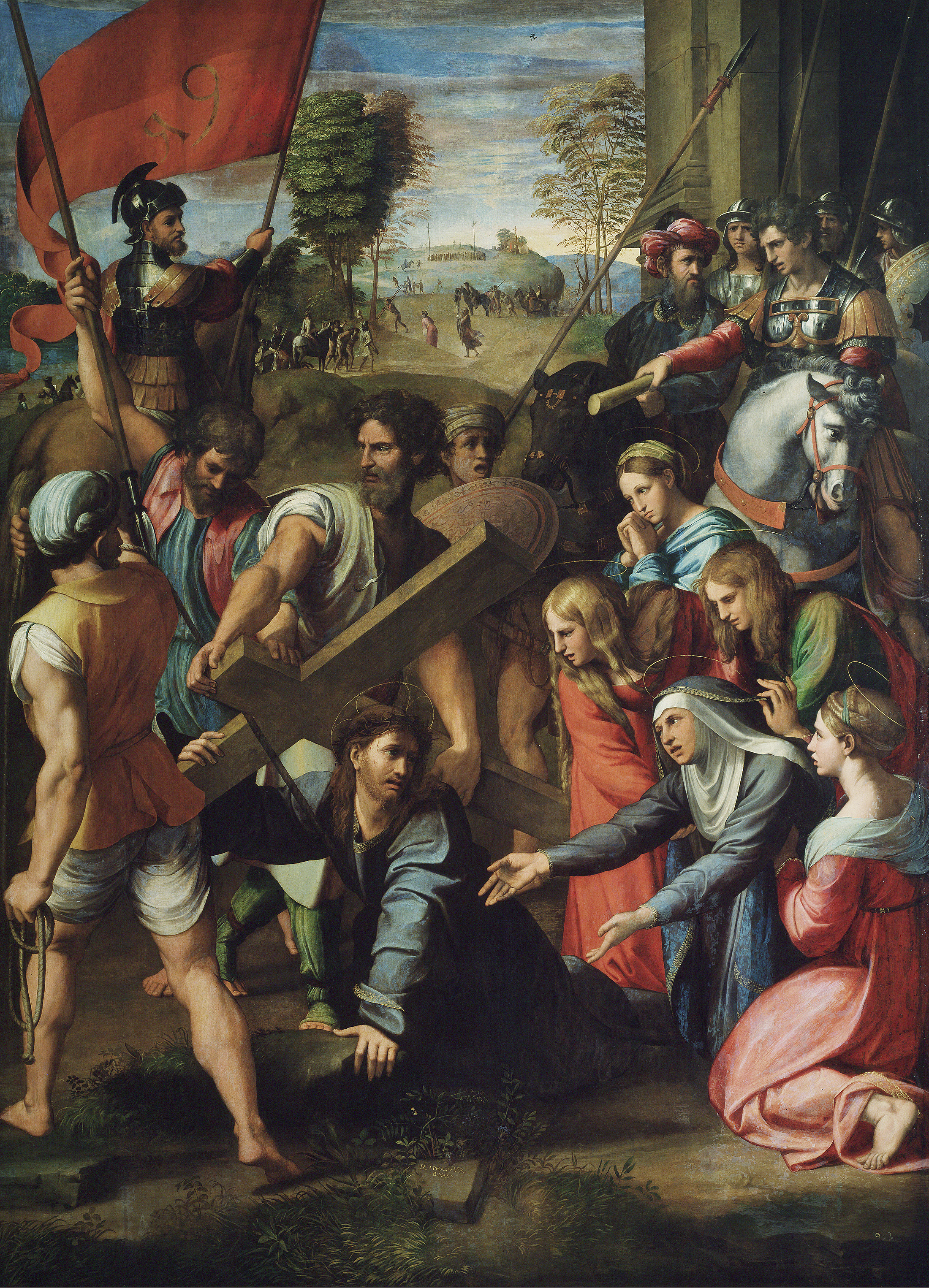
Le Portement de Croix par Raphaël.

- Simone Martini : Le Portement de croix (XIVe siècle)
- Andrea di Bartolo : Le Portement de Croix (1420)
- Pieter Brueghel l'Ancien
- Jérôme Bosch : Le Portement de Croix (1500), Le Portement de Croix (1507) et Le Portement de Croix (1516)
- Raphaël : Le Portement de Croix (1517)
- Matthias Grünewald : Le Portement de Croix du Retable de Tauberbischofsheim (1523)
- Suiveur de Bosch : La Montée au Calvaire (1540)
- Romanino : Le Christ portant sa croix (1543)
- Nicolas Tournier : Christ portant la croix (1632)
- Albrecht Dürer
- Salvator Rosa
- Martin Schongauer

#### Voile de Véronique
- Maître de la Véronique (1420)
- Hans Memling : Diptyque de saint Jean-Baptiste et sainte Véronique (1483)
- Zurbaran (1635)
- Mattia Preti (1660)

### Crucifixion et mort

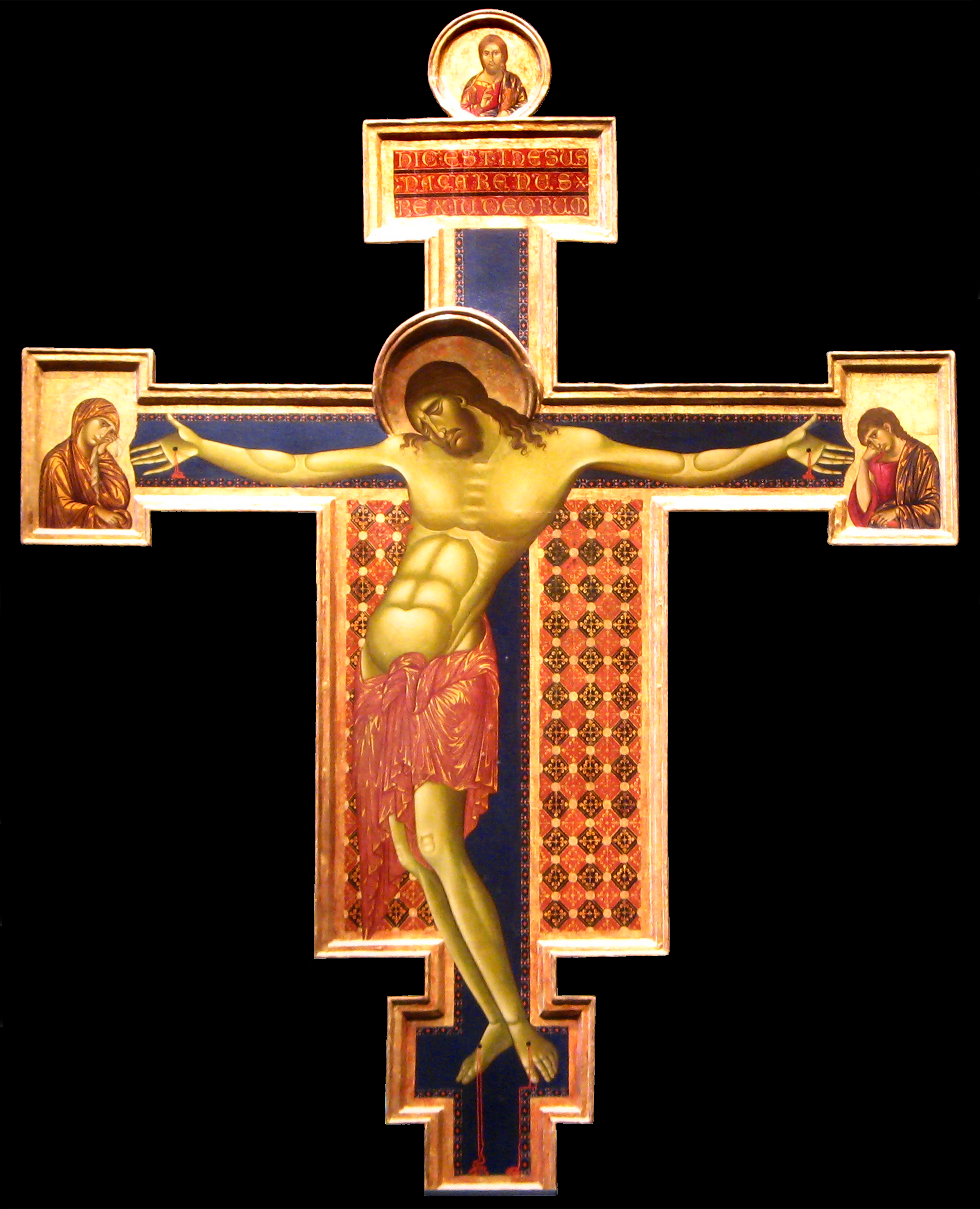
Crucifix à tabelloni par Cimabue (Arezzo).

#### Érection de la Croix
- Rubens : L'Érection de la croix (1610)

#### Crucifix peints
Le Christ est représenté dans un crucifix chantourné (accompagné à la fin du Moyen Âge de petits tableaux aux extrémités : les tabelloni).
- Giotto
- Giunta Pisano
- Cimabue
- Segna di Bonaventura
- Deodato Orlandi
- Duccio
- Maestro di San Francesco
- Giovanni da Rimini
- Giovanni di Francesco
- Taddeo Gaddi
- Pietro da Rimini
- Agnolo Gaddi
- Coppo di Marcovaldo
- Bonaventura Berlinghieri
- Maestro del crocifisso Corsi
- Borghese di Piero Borghese
- Maître des Crucifix bleus

#### Christ en croix
Le Christ est représenté seul sur la croix dans un cadre rectangulaire.
- Filippino Lippi : Crucifixion (1490)
- Zurbarán : Le Christ en croix (1627)
- Diego Velázquez : Christ sur la croix (1631) et Christ crucifié (1632)
- Francisco de Goya : Christ crucifié (1780)
- Jacques-Louis David : Le Christ en croix (1782)

#### Crucifixion

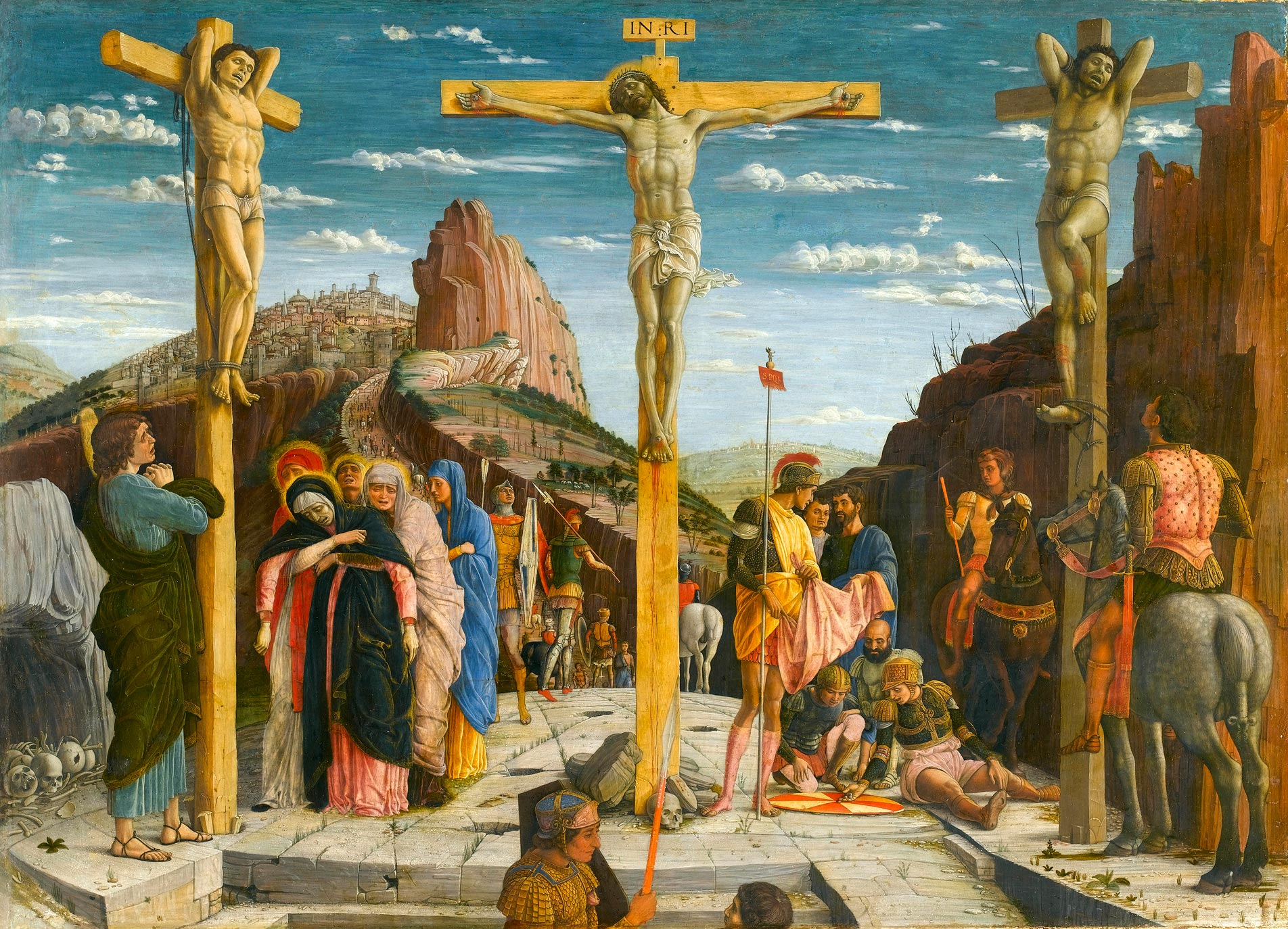
Crucifixion par Mantegna.

Le Christ est représenté dans la scène complète de la crucifixion avec d'autres personnages présents.
- Masaccio : Crucifixion du polyptyque de Pise (1426)
- Fra Angelico : Crucifixion et saints (1442)
- Giovanni Bellini : Crucifixion (1455)
- Jérôme Bosch : Crucifixion avec un donateur (1485)
- Le Pérugin : La Crucifixion (1495)
- Le Pérugin et Luca Signorelli : La Crucifixion (1495)
- Sandro Botticelli : Crucifixion mystique (1502)
- Raphaël : La Crucifixion Mond (1503)
- Lucas Cranach l'Ancien : La Crucifixion (1532)
- Antoine van Dyck : Le Christ en croix (1630)
- Simon Vouet : La Crucifixion (1637)
- Eugène Delacroix : Le Christ sur la croix (1835)

#### Partage des vêtements

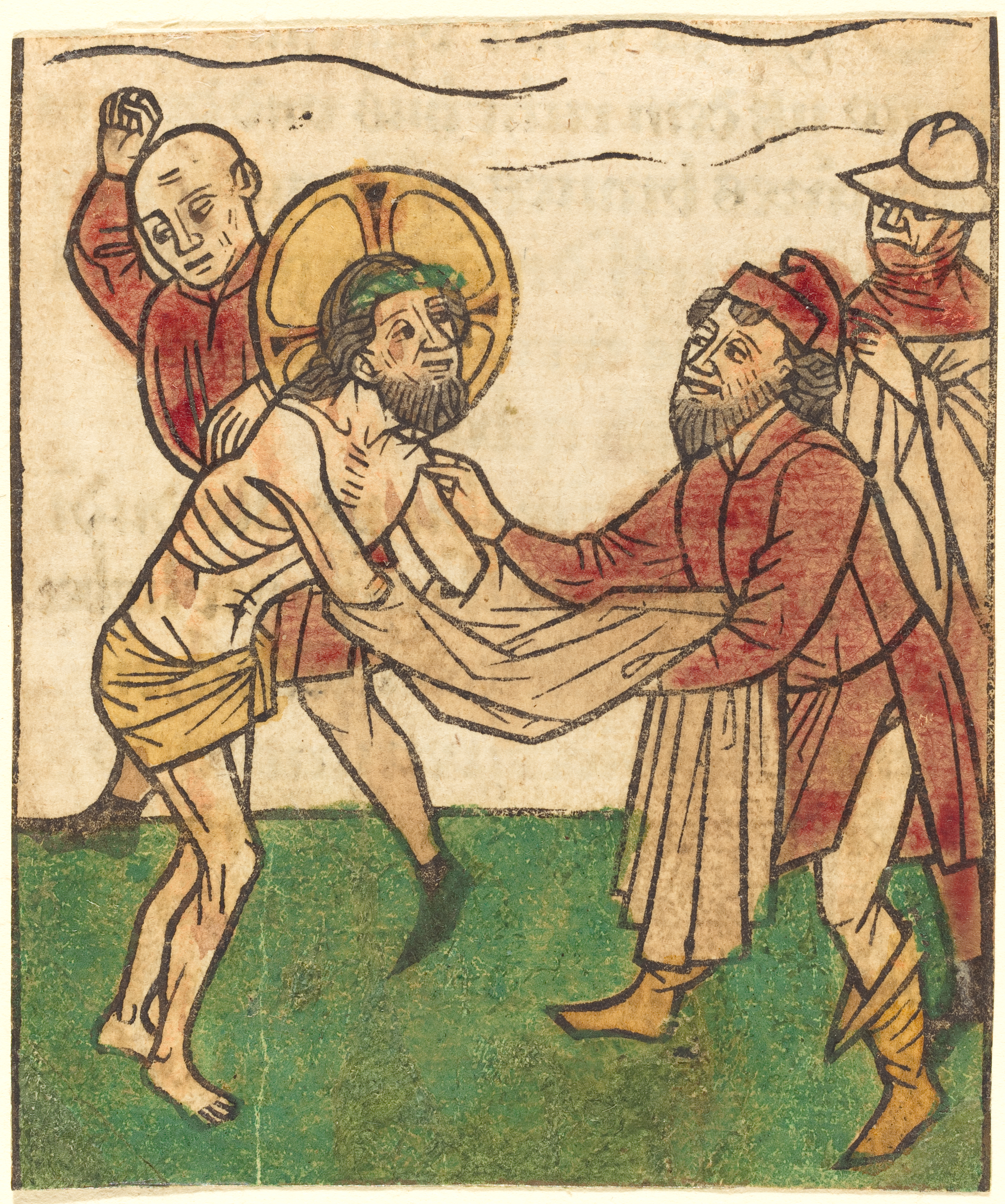
Christ dépouillé de son vêtement, estampe de Ludwig of Ulm (1510) National Gallery of Art.

- Fra Angelico : Armadio degli Argenti (1453)
- Le Greco : Le Dépouillement du Christ (1579), Le Dépouillement du Christ (1584) et Le Partage de la tunique du Christ (1586)

#### Coup de lance dans le côté de Jésus
- Giotto (1330)
- Simone Martini
- Fra Angelico (1440)
- Rubens (1620)

#### Descente de croix

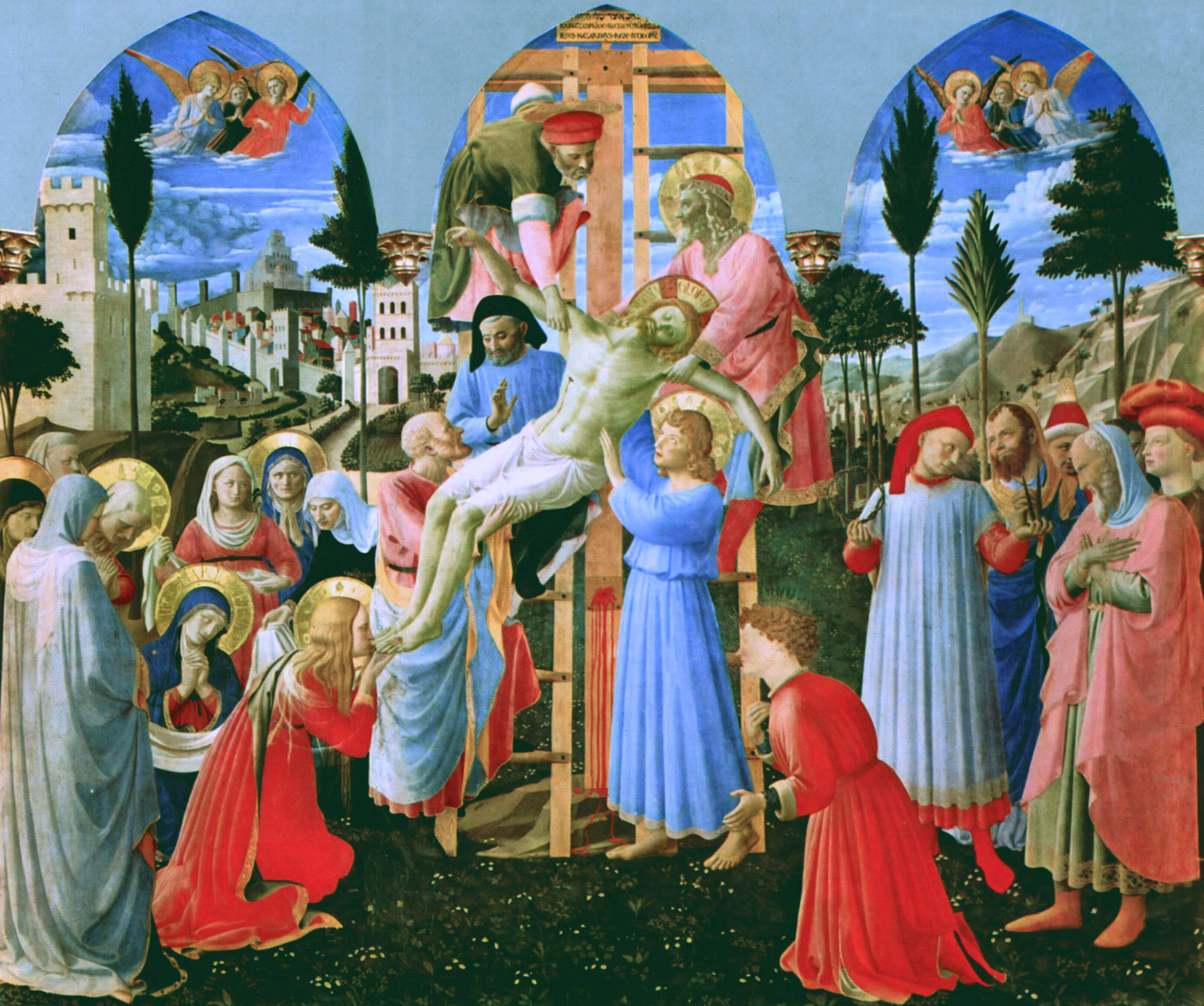
Descente de Croix, Fra Angelico, 1432.

- Descente de Croix, Fra Angelico, 1432.Giotto : Déposition de la Croix (1295) et La Déposition de croix (1305)
- Fra Angelico : Descente de Croix (1432)
- Rogier van der Weyden : La Descente de Croix (vers 1435)
- Francesco d'Ubertino (1518)
- Pontormo : La Déposition (1528)
- Rubens : La Descente de croix (1614)
- Rembrandt : Descente de croix (1633), Descente de croix (1634) et Descente de croix (1652)
- Jean Jouvenet (1697)

#### Pietà

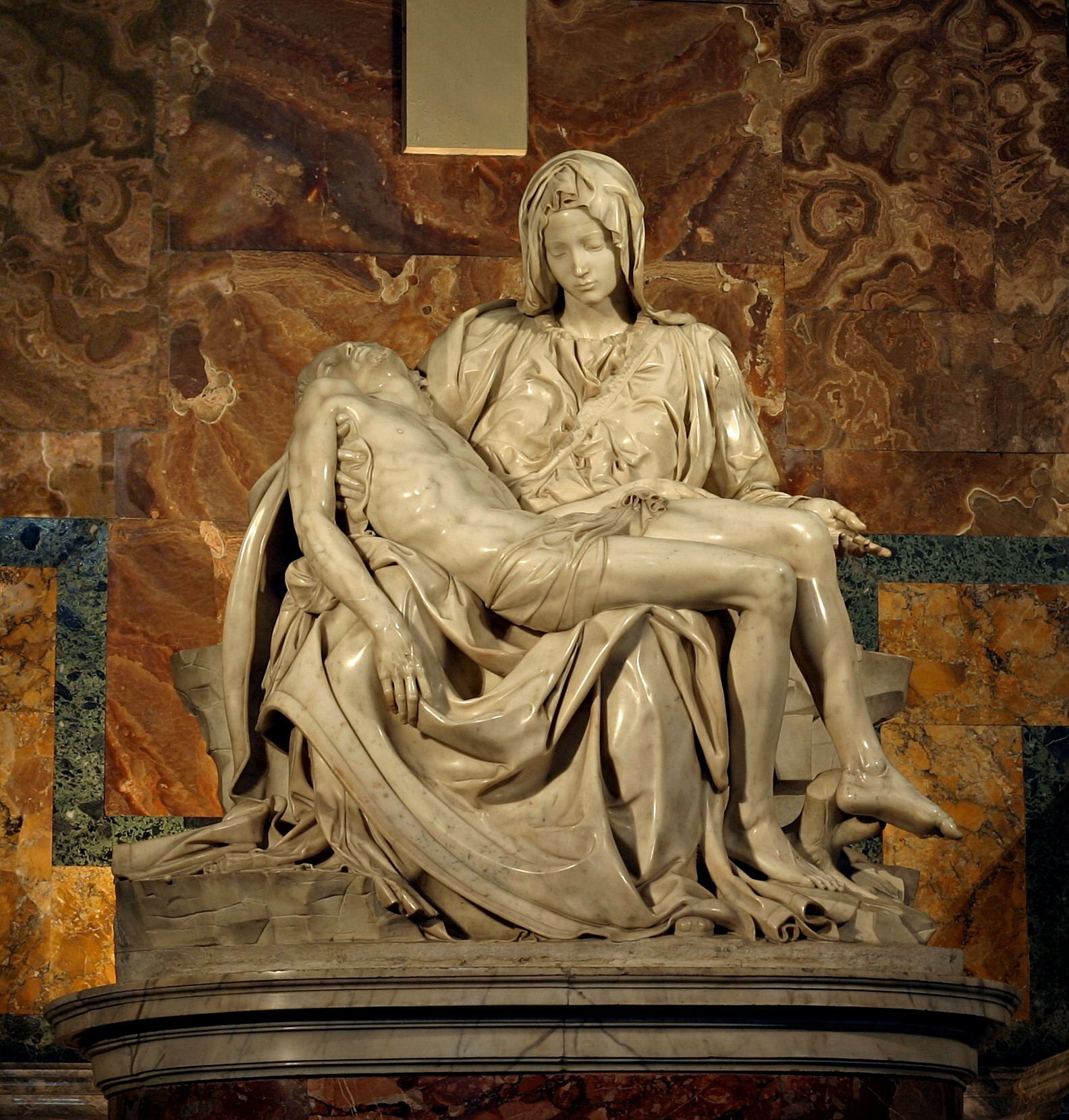
Pietà de Michel-Ange à la basilique Saint-Pierre du Vatican à Rome.

La mère du Christ tient le corps de son fils sur ses genoux.
- Giovanni Bellini : Le Christ mort entre la Vierge et saint Jean (1455) et Pietà (1460)
- Hans Memling : La Vierge soutenant le Christ mort (1475)
- Le Pérugin : Gonfanon avec la Pietà (1472), La Pietà (1493) et La Pietà de Spello (1521)
- Michel-Ange : Pietà (1499), Pietà di Palestrina (1550), Pietà Bandini (1555), Pietà Rondanini (1564).
- Sebastiano del Piombo : Pietà (1516)
- Le Greco : Pietà (1585)
- Annibale Carracci : Pietà (1600)
- Gregorio Fernández : Pietá (1616)

#### Déploration du Christ
Aussi appelée scène de la lamentation du Christ.

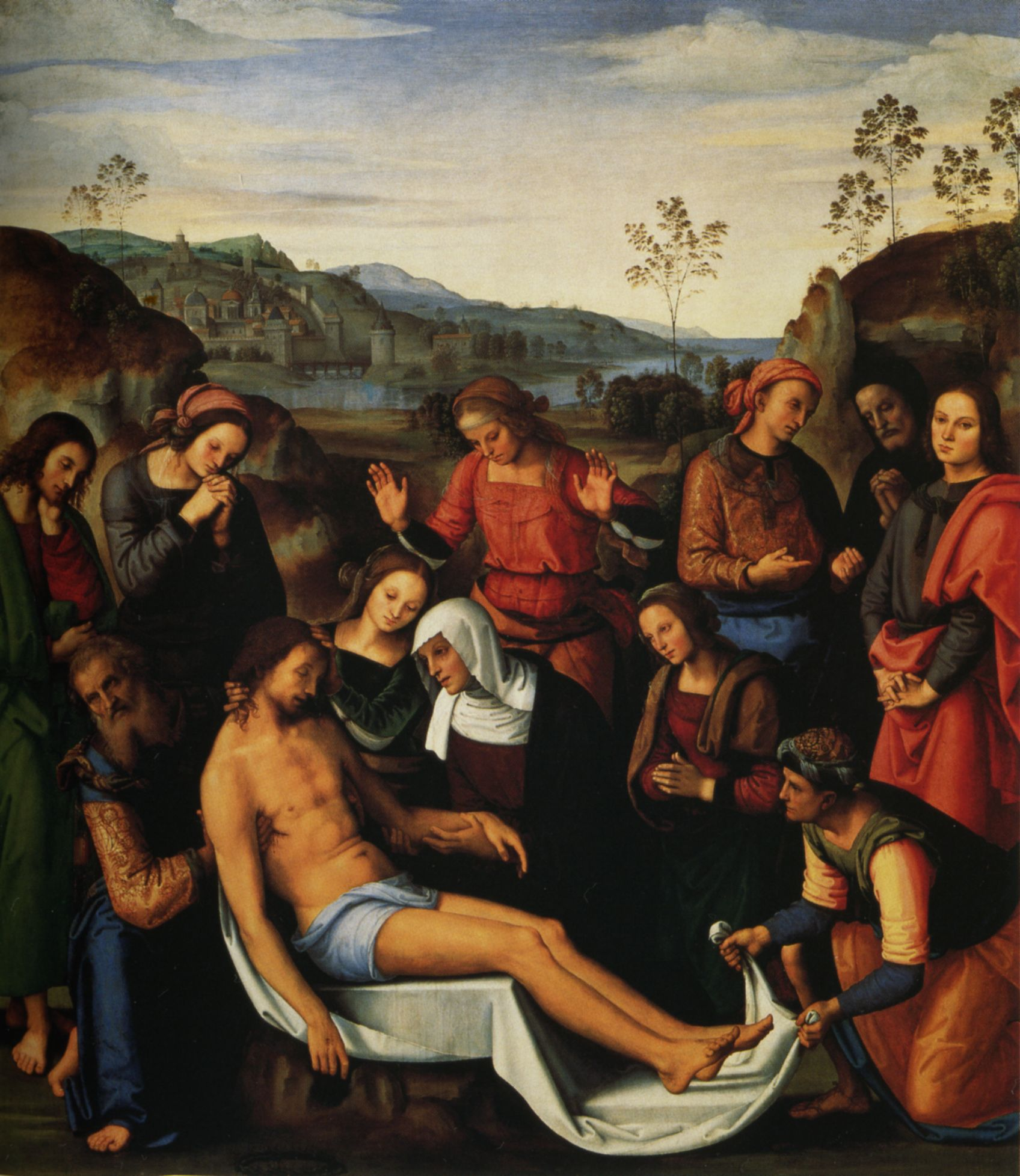
La Complainte sur le Christ mort, Le Pérugin, 1495.

- Petrus Christus : La Lamentation (1450) et La Lamentation (1460)
- Andrea Mantegna : La Lamentation sur le Christ mort (1480)
- Sandro Botticelli : La Lamentation sur le Christ mort (1495) et La Lamentation sur le Christ mort (1495)
- Le Pérugin : La Complainte sur le Christ mort (1495)
- Albrecht Dürer : Complainte sur le Christ mort (1498), Déploration du Christ (1498) et Déploration du Christ (1500)
- Matthias Grünewald (1525)
- Bronzino : La Déploration sur le Christ mort (1545)
- Annibale Carracci : Déposition avec la Vierge et les saints Claire, François, Madeleine et Jean (1585)

#### Mise au tombeau
- Mise au tombeau, icône russe du XVe siècle
- Michel-Ange : La Mise au tombeau (1500)
- Raphaël : Déposition Borghèse (1507)
- Titien : La Mise au tombeau (1559)
- Le Caravage : La Mise au tombeau (1602)
- Eugène Delacroix : La Mise au tombeau d'après Titien (1820)

### La résurrection

#### Entre mort et résurrection
- Pietro Lorenzetti (1330)
- Benedetto Rusconi

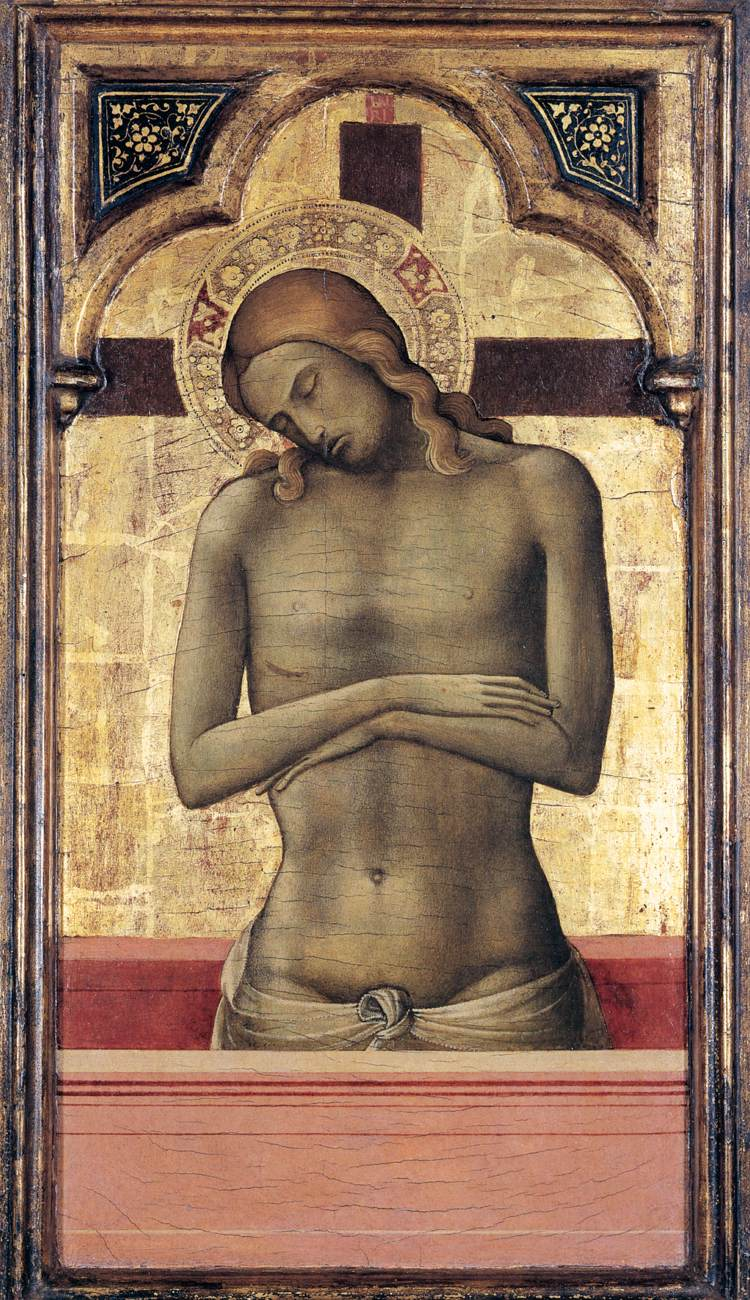
Christ de douleur, par Lorenzo Monaco.

- Miniature dans Les Très Belles Heures de Notre-Dame
- Lorenzo Monaco (1415)
- Petrus Christus : Petrus Christus (1450)
- Carlo Crivelli (1468), Massa Fermana
- Niccolò di Pietro Gerini : fresque de l'église Santa Felicita à Florence
- Giovanni Bellini : Christ mort soutenu par deux anges (1460)
- Carlo Crivelli : Pietà de Montefiore (1471)
- Jacopo Bellini : haut cintré du Triptyque de la Vierge
- Lucas Cranach l'Ancien : panneau central du triptyque du retable de Georges de Saxe
- Andrea Mantegna : Le Christ mort soutenu par deux anges (1489)
- Albrecht Dürer : L'Homme de douleurs (1493)
- Hans Holbein le Jeune (1521)

#### Descente aux enfers

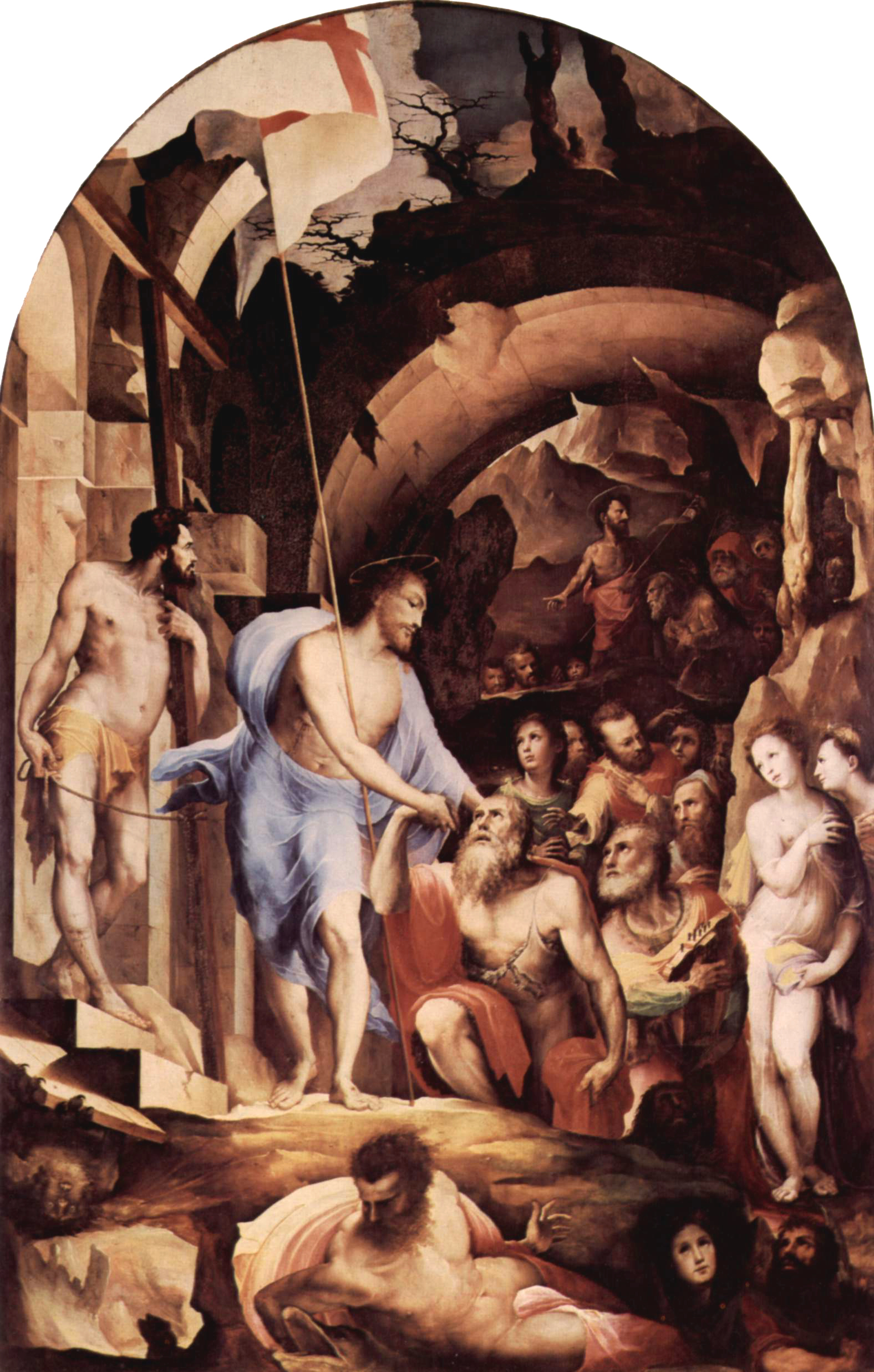
Descente du Christ dans les Limbes par Domenico Beccafumi, Pinacothèque nationale de Sienne.

La descente aux Enfers aussi appelée descente aux Limbes est effectuée par le Christ entre le vendredi saint et le dimanche de Pâques, pour visiter des justes morts avant sa résurrection.
- Andrea di Bonaiuto da Firenze (1377)
- Andrea Mantegna : La Descente dans les limbes (1470)
- Benvenuto di Giovanni del Guasta (1491)
- Il Romanino (1534)
- Domenico Beccafumi : La Descente du Christ dans les limbes (1535)

#### Résurrection
- Giotto : Résurrection (1295)

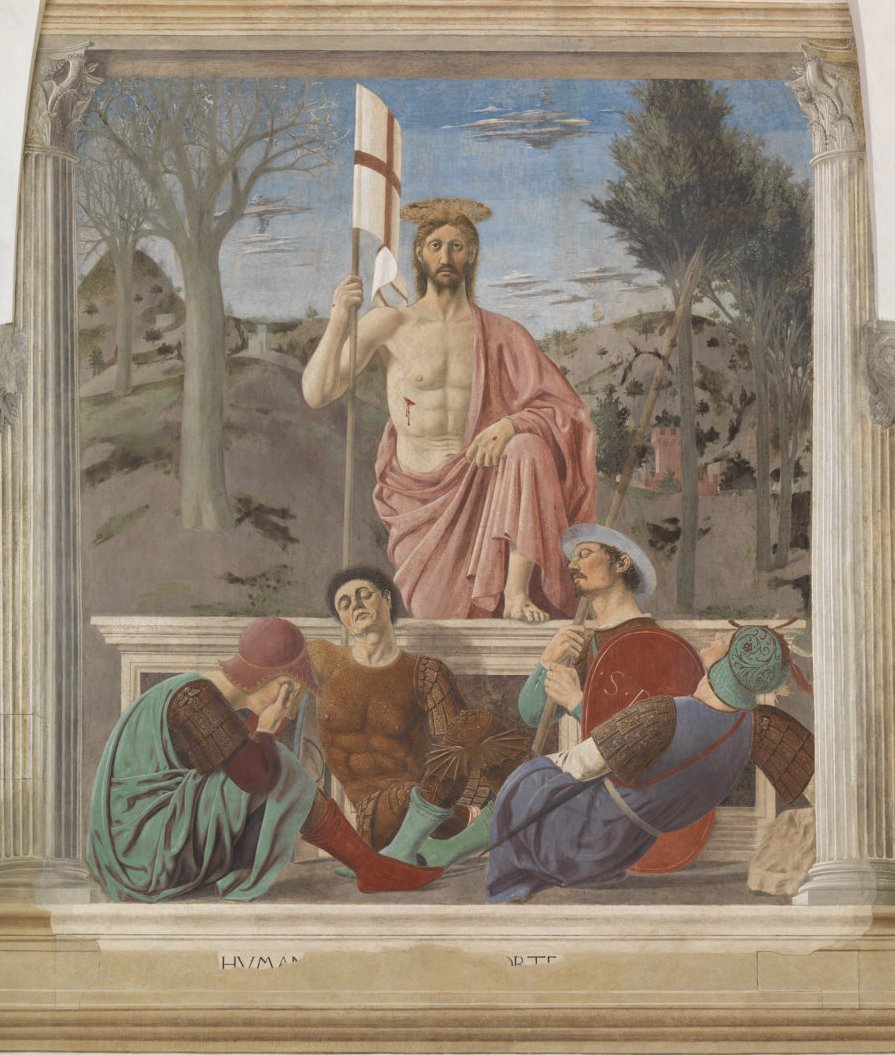
La Résurrection, Piero della Francesca, 1465.

- Paolo Uccello : Résurrection (1443)
- Caspar Isenmann (1462)
- Piero della Francesca : La Résurrection (1465)
- Le Pérugin : La Résurrection de San Francesco al Prato (1499)
- Raphaël : La Résurrection du Christ (1502)
- Gerhard Remisch : Résurrection (1539)
- Le Caravage : La Résurrection du Christ (1610)
- Rubens : Résurrection (1611)

#### Apparition à Marie-Madeleine
- Giotto (1320)
- Duccio (1311)
- Fra Angelico (1441)
- Tilman Riemenschneider (1492)

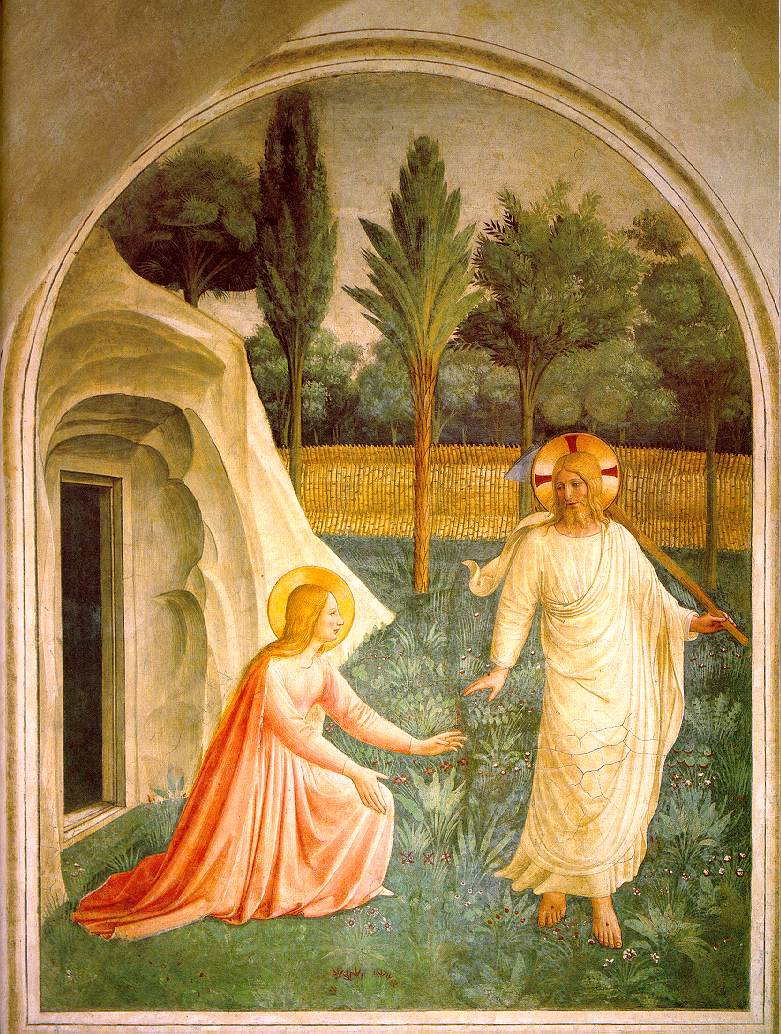
Noli me tangere, Fra Angelico, 1440-1441.

- Jacob Cornelisz van Oostsanen (1507)
- Le Corrège : Noli me tangere (1524)
- Holbein (1524)
- Bronzino (1531)
- Hans Baldung (1539)
- Lambert Sustris : Noli me tangere (1560)
- Brueghel le Jeune (1630)
- Cano (1640)
- Le Bernin : Noli me tangere (1650)
- Poussin (1653)
- Laurent de La Hyre (1656)
- Édouard Manet : Le Christ Jardinier (1859)
- Alexandre Ivanov : L'Apparition du Christ à Marie Madeleine après la Résurrection (1835)

#### Incrédulité de saint Thomas

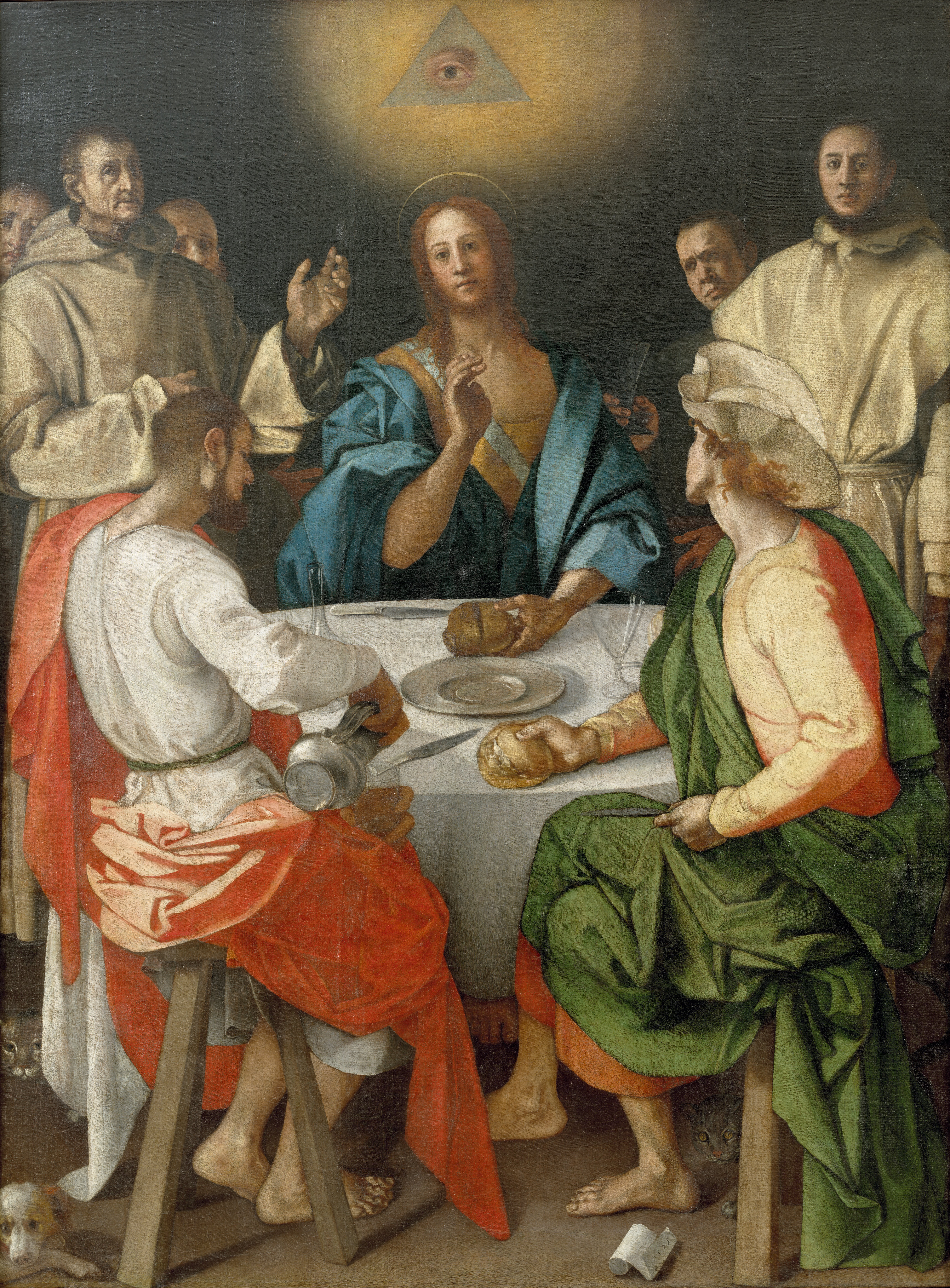
Pontormo, 1525.

- Francesco Salviati : L'Incrédulité de saint Thomas (1545)
- Rubens : L'Incrédulité de saint Thomas (1615)
- Le Caravage : L'Incrédulité de saint Thomas (1603)

#### Pèlerins d'Emmaüs
Scène du repas ou du chemin d'Emmaüs.
- Duccio (1310)
- Pontormo (1525)
- Le Caravage (1601) et (1606)
- Véronèse (1509)
- Titien (1530)
- Rembrandt : Les Pèlerins d'Emmaüs (1648)
- Henri Lindegaard (1972)

### La montée au ciel

#### Ascension
Titres habituels : L'Ascension seule ou L'Ascension du Christ
- Giotto : Ascension (1295)
- Les Très Riches Heures du duc de Berry (1412)
- Andrea Mantegna: Triptyque des Offices (1461)
- Le Pérugin : L'Ascension du Christ en présence de la Vierge et des apôtres (1500) et Retable de Sansepolcro (1510)

#### Christ bénissant
Le Christ bénissant est une représentation, moins hiératique que la suivante car moins inscrite dans la chronologie, consistant en sa présence avec le geste adéquat de la main levée.
- Barna da Siena
- Giovanni Bellini
- Carlo Crivelli
- Le Guerchin
- Federico Barocci
- Maestro di Castelseprio
- Simone Martini
- Tino di Camaino
- Francesco Trevisani

#### Christ pantocrator
Le Christ pantocrator ou Christ en gloire est une représentation très byzantine, et donc fréquente dans les Églises d'Orient, qu'on trouve principalement en mosaïque, mais aussi en fresques, en corps glorieux, à la fin des temps, dans sa seconde parousie.

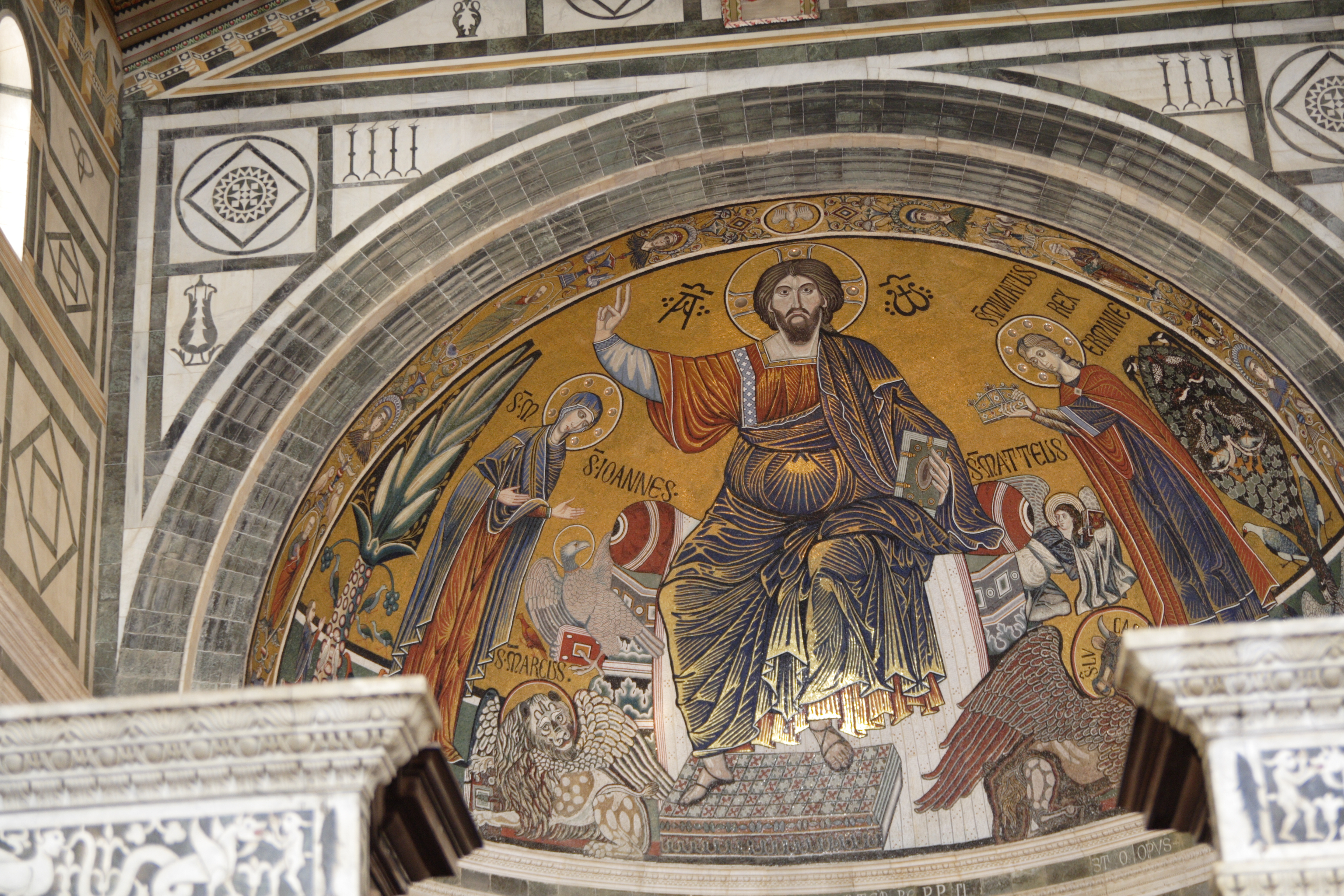
Mosaïque de l'abside, San Miniato al Monte (Florence).

- Voûte de l'abside de la basilique San Miniato al Monte, Florence.

#### Christ du jugement
De facture byzantine également, cette représentation se distingue (quelquefois difficilement) de la précédente, et concerne principalement les scènes du Jugement dernier :
- Voûte du baptistère Saint-Jean de Florence

### Autres représentations
- Le Sacré-Cœur de Jésus[26],[27]

## Controverses
La représentation de Jésus est controversée depuis le Concile d'Elvire en 306 qui énonce dans le 36e canon qu’aucune image d’adoration ne devrait se retrouver dans une église.
Au XVIe siècle, Jean Calvin et d'autres réformateurs protestants ont dénoncé l’idolâtrie des images du Christ et ont invité à leurs retraits. En raison de leur compréhension du deuxième des Dix commandements, la majorité des évangéliques n’a pas de représentation de Jésus dans leurs lieux de culte,.
En 2020, la représentation (race et apparence de Jésus) européenne du Christ a été critiquée par des chrétiens afro-américains, parce qu’elle ne serait pas fidèle aux premières images de Jésus où ce dernier avait une peau foncée .

#### Ouvrages anciens
- Denys de Fourna, Manuel d'iconographie chrétienne grecque et latine, Dionysios, Imprimerie royale, 1845

#### Ouvrages contemporains
- François Bœspflug, Le Regard du Christ dans l'art, Desclée-Mame, 2014.
- François Boespflug (dir.), Le Christ dans l'art : des catacombes au XXe siècle, Paris, Bayard, 2000, 245 p.  (ISBN 978-2227317246).
- Éliane Burnet et Régis Burnet, Pour décoder un tableau religieux, Nouveau Testament, Les Éditions Fides, 2006.
- Jérôme Cottin, Jésus-Christ en écriture d'images : premières représentations chrétiennes, Labor et Fides, 1990.
- Françoise Heitz et Annick Johnson, Les Figures du Christ dans l'art, l'histoire et la littérature, Éditions L'Harmattan, 2001.
- Heinrich Pfeiffer, Le Christ aux mille visages : les représentations du Christ dans l'art, Bruyères-le-Châtel, Nouvelle Cité, coll. « Beaux Livres », 1986 (rééd. 1995), 104 p.  (ISBN 978-2-85313-130-8).
- Pierre-Marie Varennes (préf. Edwart Vignot), Jésus dans l'art et la littérature, Paris, La Martinière, 2021, 288 p.  (ISBN 978-2-73249-816-4).